# 香港警察相關爭議及犯罪指控

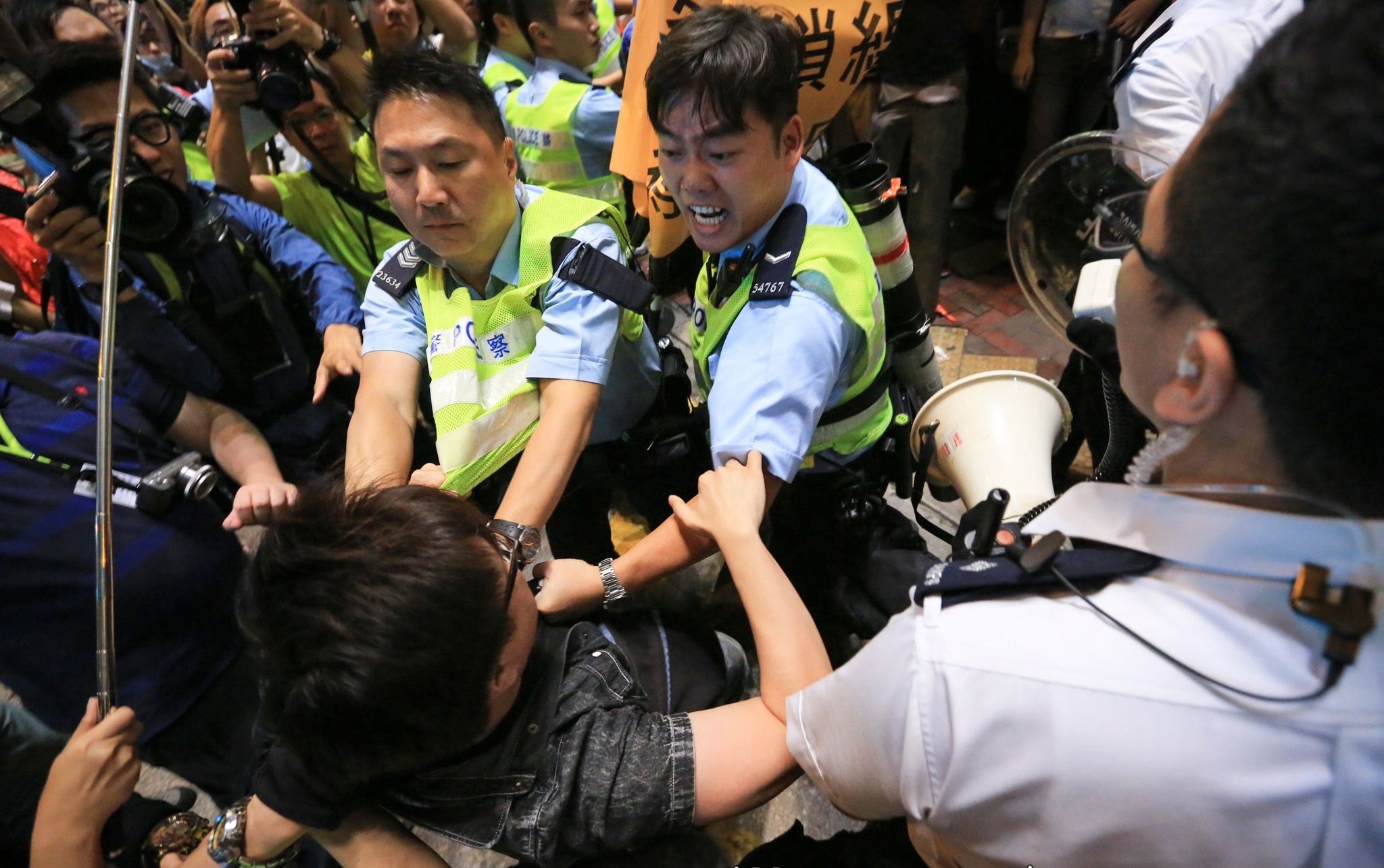
警方處理示威者手法，受到不少爭議，圖為2014年11月的旺角清場及驅散行動

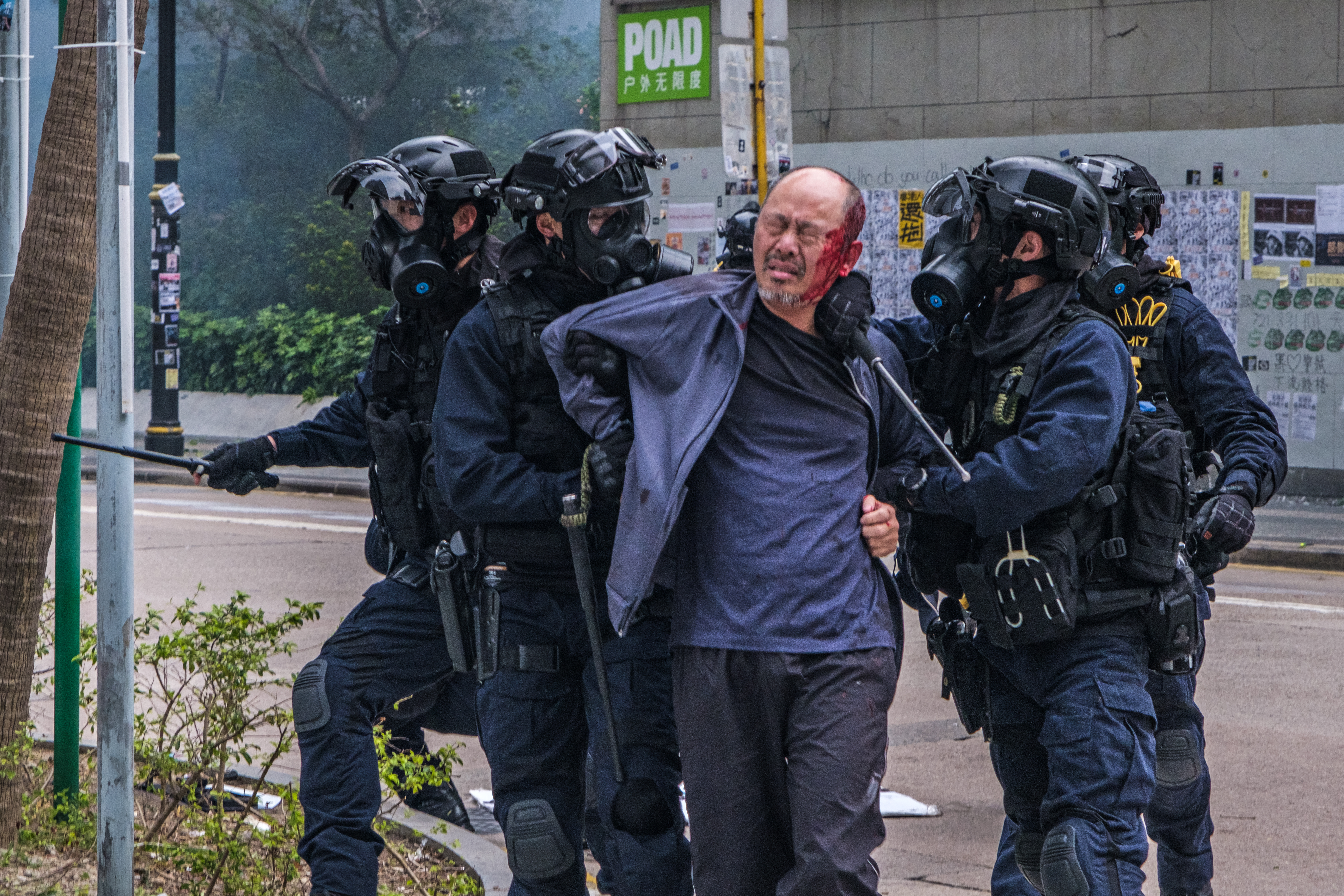
特別戰術小隊人員在遮打道制服一名疑似參與遊行的市民，該名被捕者頭部受傷流血（攝於2020年1月19日，港共受刑天下制裁集會）

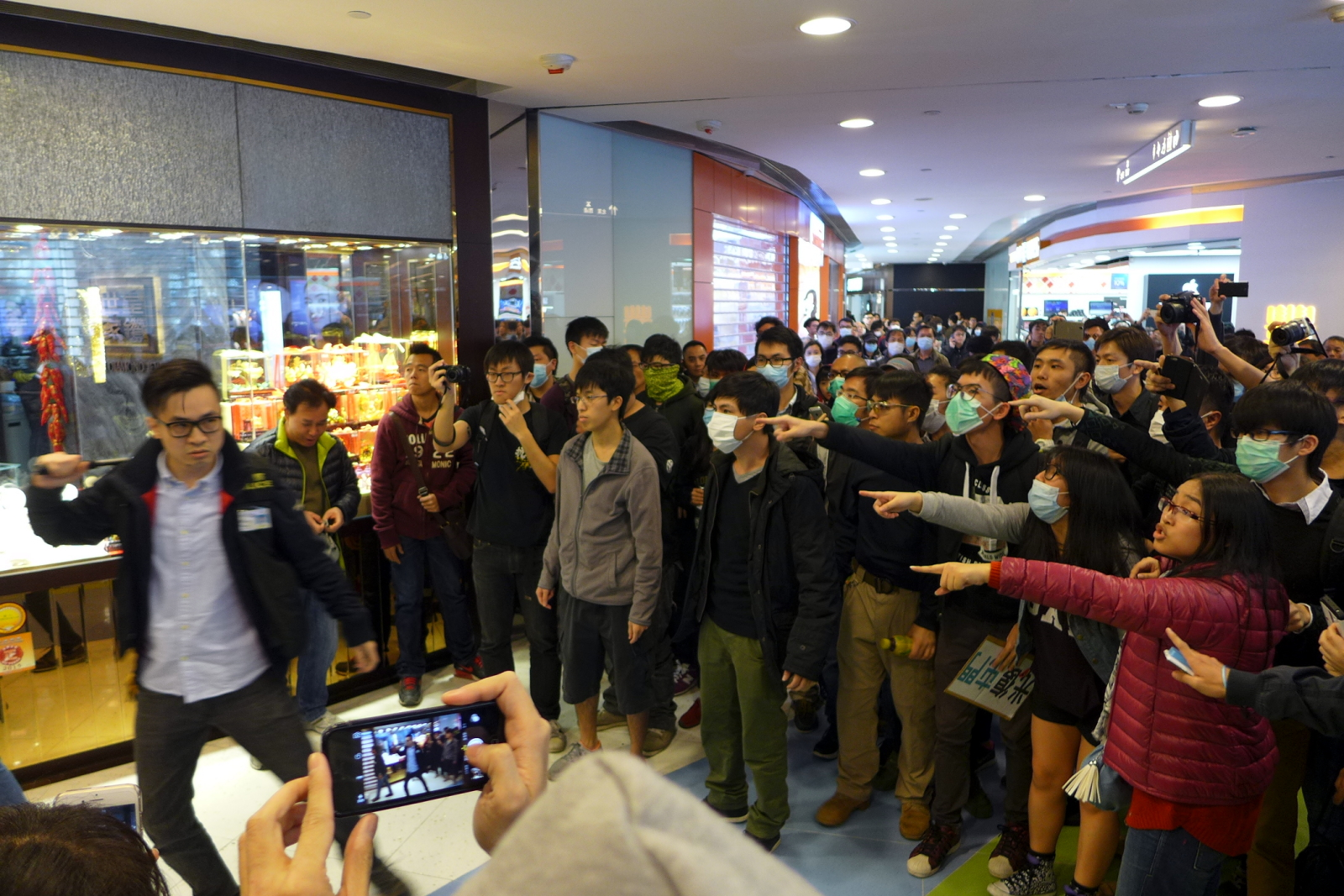
一名便衣警務人員於光復屯門事件中在商場內使用警棍作出驅趕，被大批示威者包圍及指罵

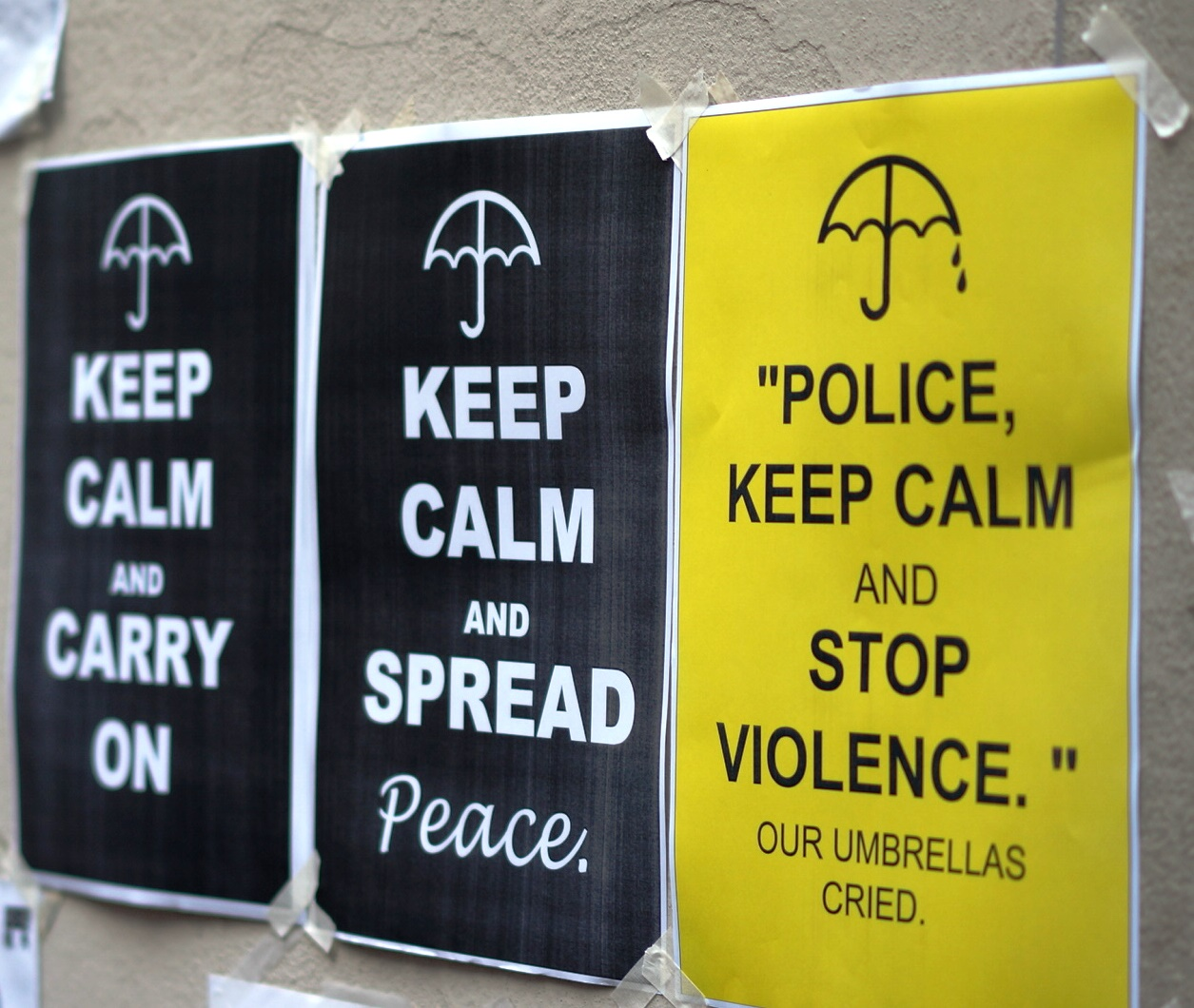
要求香港警察停止暴力

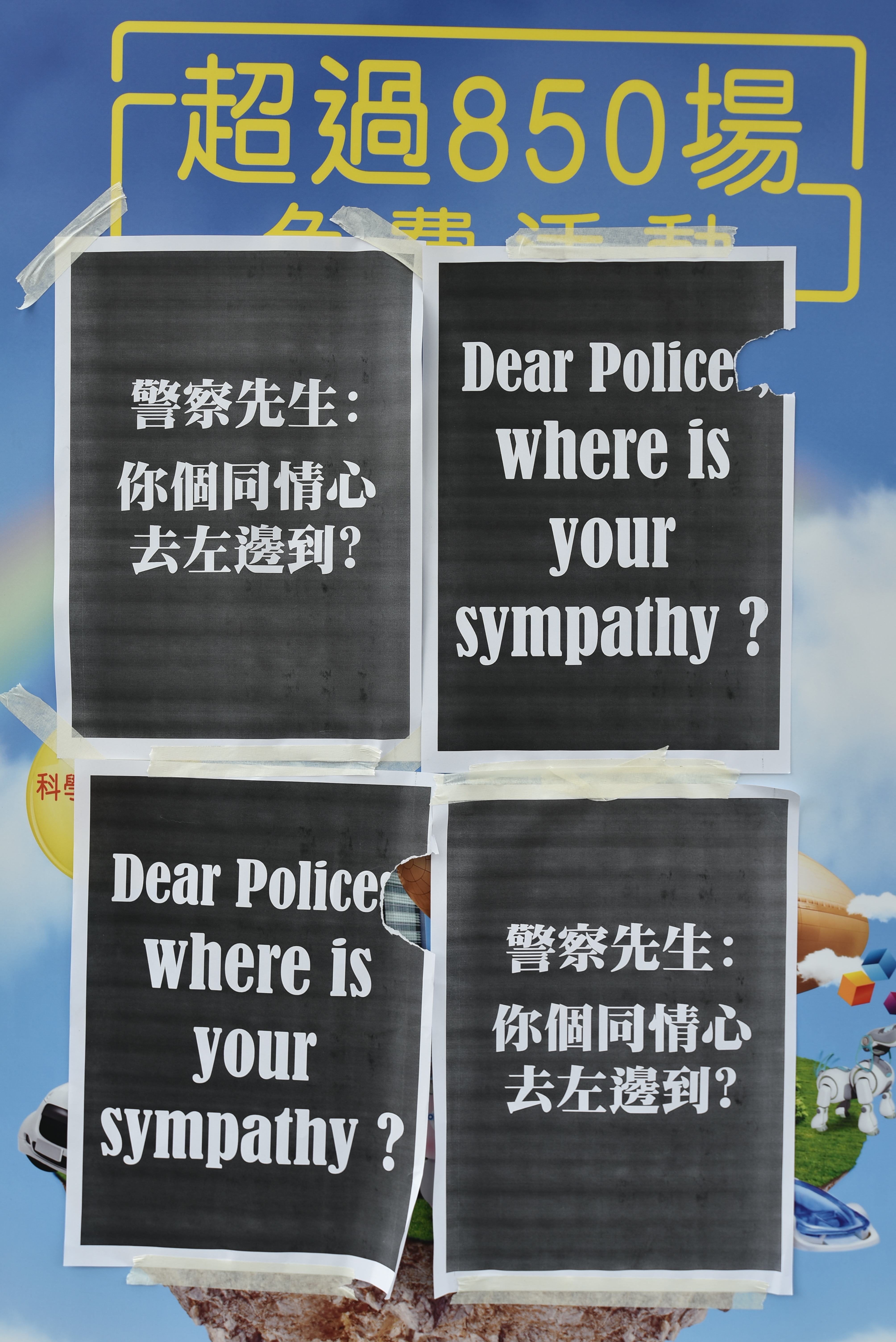
抗議香港警察在鎮壓中失去同情心

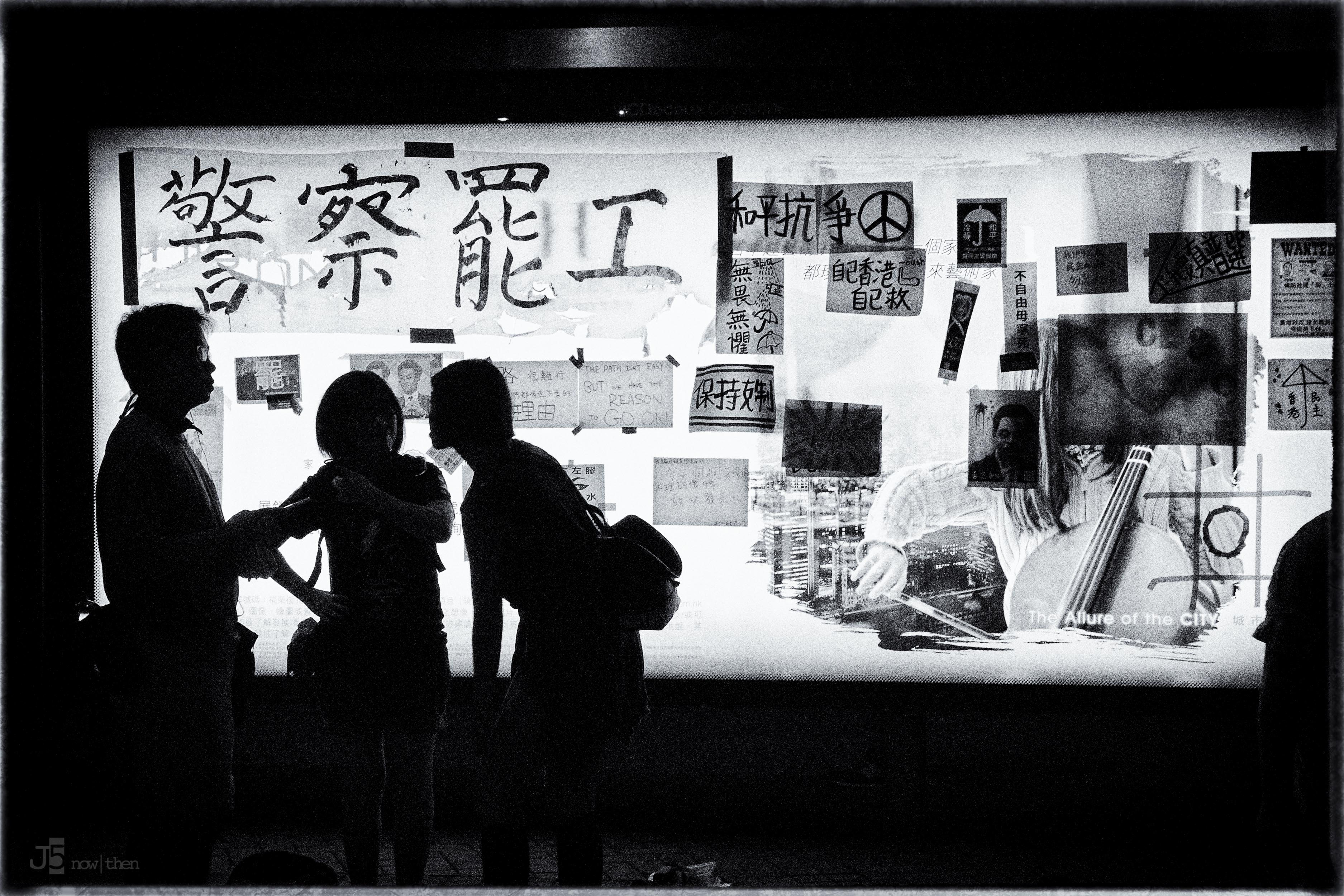
要求自由民主救香港與警察罷工

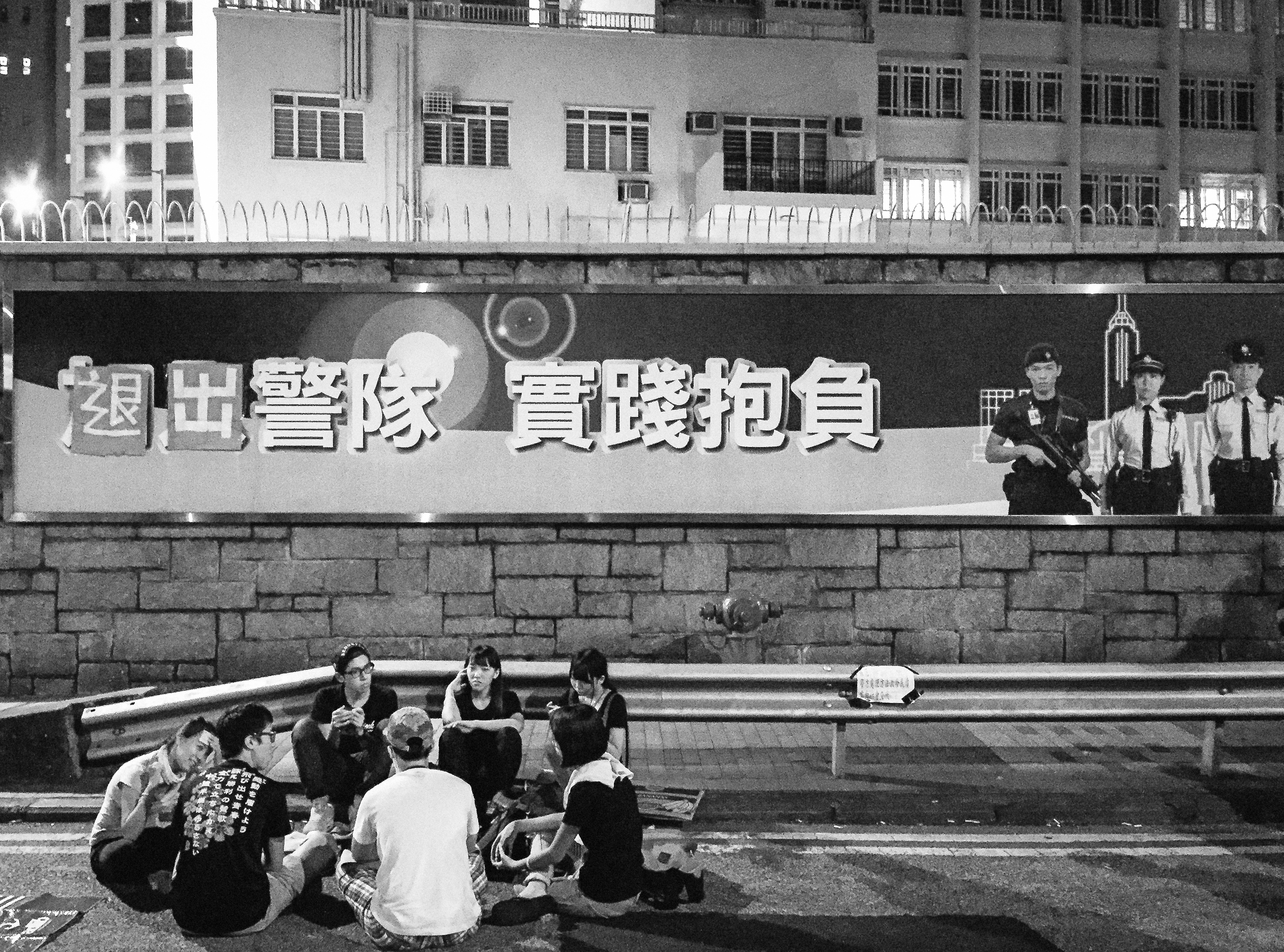
嘲諷香港警察的改寫橫幅

香港警察相關爭議及犯罪指控包含自1997年香港主權移交後，部分香港警察在處理涉及示威遊行的事件中，被質疑未有謹守政治中立的原則，甚至被指協助香港政府以暴力濫用警權的方式對待和平表達意見的示威人士的事件。對於一般遊行示威採取強硬態度，警隊多次被指涉嫌為香港政府執行中國中央政府委派的政治任務。而在執法及投訴的處理上，被指偏袒親共組織及親政府人士、相關組織的活動展現無比忍耐、無視親政府示威者侮辱司法制度和破壞市民私有財產等，但對不同意政府立場的和平集會人士，就以暴力驅散及濫用法律程序檢控，而對求助及投訴的人士加以留難。

## 警務人員被捕數字
| 年份 | 由警隊拘捕 | 由其他執法部門拘捕 | 總數 |
| ---- | ---------- | ------------------ | ---- |
| 2014 | 23         | 7                  | 30   |
| 2015 | 19         | 16                 | 35   |
| 2016 | 34         | 9                  | 43   |
| 2017 | 18         | 11                 | 29   |
| 2018 | 38         | 7                  | 45   |
| 2019 | 16         | 9                  | 25   |
| 2020 | --         | --                 | 45   |

2014年，總共有30名警務人員被捕，當中由警方拘捕的警務人員有23名，其餘7名由其他執法部門拘捕。當中涉及罪行包括傷人及嚴重毆打、刑事恐嚇、店舖盜竊、車輛內盜竊、雜項盜竊、詐騙、公眾地方行為不檢/打鬥/刑事毀壞/破壞公眾體統。
2015年，總共有35名警務人員被捕，當中由警方拘捕的警務人員有19名，其餘16名由其他執法部門拘捕。當中涉及罪行包括非禮、傷人及嚴重毆打、襲警、店舖盜竊、雜項盜竊、公眾地方行為不檢/打鬥/刑事毀壞/破壞公眾體統。
2016年，警務處處長盧偉聰表示有21名警務人員因刑事案而被捕，當中涉及罪行包括嚴重毆打、詐騙、盜竊、非禮、強姦、妨礙司法公正、藏毒。有媒體作出深入調查，發現原來該數字僅限於被警方刑事偵緝部門拘捕的人數，事實上，2016年總共有43名警務人員被捕，而該43名被捕的警務人員當中，由警方拘捕的警務人員有34名，其餘9名由其他執法部門拘捕。
2017年，有29名警務人員犯案被捕，而其中21人涉及刑事罪行。而該29名被捕的警務人員當中，由警方拘捕的警務人員有18名，其餘由其他執法部門拘捕。
2018年，有45名警務人員犯案被捕，較2017年上升29人，升幅為55%，是自2015年來新高。罪行包括偷竊、意圖/串謀/妨礙司法公正、普通襲擊、嚴重毆打、詐騙、虛假文書、非禮、非法性罪行、危險駕駛/醉酒駕駛/無交罰款/違反法庭命令、遊蕩及企圖爆竊等。
2019年，有25名警務人員被捕，當中16人是由警隊拘捕，其餘9人由其他執法部門拘捕。
2020年，有45名警務人員被捕，超過80%都是由警方調查及拘捕，其中有2宗案件牽涉13名警務人員。

## 被质疑公安化
有指香港警察的行為愈趨中國大陸公安。負面的指控包括濫用警力、向示威者施襲、與民對立、帶政治立場，以及選擇性執法、淪為政治工具等。
2014年7月，香港警察員佐級協會發表聲明指責7月1日上街遊行的市民「尋釁滋事」，有團體認為警方相關組織使用中國大陸常用於打壓異見人士的措詞來形容示威者，表示對此感到驚訝及不安。

## 貪污
警隊於七十年代初以前貪污問題嚴重，廉政公署在葛柏案后成立，曾被認為有效整肅警隊貪污；1977年發生警廉衝突，以港英政府頒佈局部特赦令為結束。
警隊近年亦數度爆出貪污，包括由廉政公署調查的冼錦華接受免費性服務事件。

## 監守自盜
- 2019年2月，一名在機場客運大樓報案中心駐守的警員，沒有按正常程序處理市民拾獲一個內有約5萬港元現金的銀包，涉嫌私吞證物。2020年5月，該名警員被落案檢控[21]。

## 徐步高槍擊案
軍械鑑證科證實，休班警員徐步高在尖沙咀警員槍擊案中所使用的史密斯威森軍警型左輪手槍為殉職警員梁成恩被搶去的佩槍，並涉及發生於2001年3月的荃灣石圍角邨槍擊案、2001年12月的荃灣麗城花園恒生銀行劫殺案及2006年3月的尖沙咀警員槍擊案。三宗案件合共造成4人死亡，包括警員梁成恩、巴基斯坦籍銀行警衛達法爾·伊克巴爾·汗（Zafar Iqbal Khan）、警員曾國恒和非法殺害上述3人的休班警員徐步高，另外並造成警員冼家強嚴重受傷。由於「警察殺警察」案情嚴重且複雜，受香港社會關注及傳媒廣泛報導。

## 販毒
- 2019年12月12日，一名居於警察宿舍的22歲女子在沙田顯徑邨顯徑郵政局外販運3公斤K仔毒品被捕，扣押半年至2020年5月律政司突然撒控[22]，裁判官表示不能接受，要求律政司在月底上庭交代撤控原因。
- 2020年4月28日，警方破獲1.58億港元冰毒案。翌月7日，有份調查案件的警署警長販毒被捕，涉嫌於破案時私吞證物[23]。

## 持政治立場
在港英年代，香港警察一直以维持香港秩序为主，例如在殖民地年代的政治部，在英政府指示下未经审讯下，可以非法扣留任何香港巿民，而著名的摩星岭或多利扣留中心，当时俗称白屋，便是此用途，但港英政府一直宣传公务员政治中立，一直只是欺瞒巿民的口号。
自1997年香港主權移交以來，尤其是曾偉雄上任警務處長之後，對於一般遊行示威採取強硬態度，警隊多次被指涉嫌為香港政府執行中央政府委派的政治任務。香港人權監察指香港警察政治中立成疑，美國的華爾街日報同樣認為香港警察已經不再中立，為了取悅中國共產黨而對付和平示威者，更有報章指香港警察執法方式與中國大陸公安雷同，疑似成為武力鎮壓異已的機器：
- 2011年8月，時任中共中央政治局常委兼國務院副總理李克強訪問香港期間警方在處理示威、新聞採訪等手法上被輿論認為是過於嚴苛及打壓，引起各方爭議，事後監警會共收到16宗投訴[29]。
- 2013年7月，左派團體香港青年關愛協會在旺角拉起橫額故意阻擋法輪功攤位，警方到場卻沒有阻止，引發林慧思事件。有議員指責警隊縱容部份團體騷擾中央不歡迎的宗教組織及政治集會[30]。
- 2014年8月，多個親中共團體高調讚揚警察表現，警方沒有避嫌地一一接受錦旗嘉許[31]；另一方面，非親共團體的請願信，警察卻拒絕接收[32]。
- 2014年10月中和11月尾旺角清場行動期間，分別有警員被拍到佩戴藍絲帶執行職務，網上亦有流傳一名雜項調查科分隊隊長，在辦公室門外掛上11條藍絲帶，有違政治中立原則。警察公共關係科總警司許鎮德回應時指警員享有基本法賦予的言論自由。然而，較早前一名女學警在Instagram上載一幅掛有黃絲帶的便服相片後，被紀律處分，該名學員最終被辭退。警察公共關係科高級警司江敏強回應時指該學員違反「社交網站使用守則」，有違政治中立。[33][34][35][36]

## 警民對立
香港回歸後，警民關係愈趨緊張，常出現警民對立的情況。有指警方鷹派情緒高漲，處理方式過火，與市民大眾對立，情況引起傳媒及政黨社團的關注，譴責警察濫用暴力：
- 2007年，民間組織為阻止皇后碼頭拆卸，發起一連串論壇、靜坐和絕食，最後演變成警民衝突。
- 2010年1月，反高鐵運動示威者與警方在立法會外發生嚴重警民衝突。
- 2014年9月，由於雨傘革命爆發的警民衝突，甚至有警員遭市民當街唾罵，部分前線警員表示對此感到沮喪[41]，亦有指警方高層好大喜功[42]。同月內，社交網站上出現讉責警方暴力對待示威者的專頁。
- 2016年2月8日大年初一晚上，旺角因有無牌小販擺賣，食環署到現場清場，開始引起群情洶湧，在混亂中一部計程車不慎撞跌老人，最後多位警員到場支援，警員與在場群眾爆發衝突。
- 有評論認為，警隊高層透過支持七警集會和2019年6月30日的支持警队集会，將情緒困擾轉嫁到示威者。[43]。
- 2019年反修例運動期間，港警分別於10月1日及11月11日向市民開槍，開槍的兩位警員至今並未有受到任何處罰。

## 警黑合作及選擇性執法
近年，香港警察選擇性執法的情況備受關注，雖然警方多次聲明會不偏不倚嚴正執法，但指控的聲音卻越來越多，甚至國際組織包括國際特赦組織和人權觀察亦提出質疑：
- 2013年4月在大學內舉行的兩場佔領中環論壇，多次受到左派組織愛護香港力量的騷擾，警方被批評放棄執法[44]。
- 2014年雨傘運動期間，警隊對和平示威的學生和市民發射催淚彈及胡椒噴霧[45]；左派反佔中人士搗亂集會場地、破壞物資、暴力對待學生，警方卻站在一旁不管[46]，事後學聯、教協及多份報章指警方縱容黑社會襲擊集會人士[47][48][49][50][51]。國際特赦組織特地發表聲明，嚴厲批評香港警察沒有作為[52][53]；而人權觀察發表公開信給行政長官梁振英，指香港警察似乎不想保護和平示威者[54]。
- 2014年10月中，過百名反佔中人士妨礙《蘋果日報》出版，高等法院批出臨時禁制令禁止任何人阻礙壹傳媒大樓的出入通道，以保障香港的新聞自由[55]。但反佔中人士無視法令，並當場撕毀禁制令副本扔在地上，在場警員沒有阻止，也沒有執行法院的禁制令[56][57]。
- 2019年7月21日晚上時分，警察動員大量警力於上環至金鐘一帶驅趕反修例運動的示威者。同時大約晚上十時約數百名疑似黑社會人士於元朗西鐵站身穿白衣毆打示威者，有市民報警後超過九十分鐘仍未見警察身影，區議員杜嘉倫報警要求處理，卻被接線中心指「驚就唔好出街」，並有出現999無人接聽，元朗警署落閘之舉。當該群疑似黑社會人士離去後，警察才出現，當中並沒有拘捕任何人，令人懷疑有警察黑社會合作之嫌。[58]
- 2019年9月14日，淘大商場有支持警方的市民和反對警方市民毆鬥，警方拘捕了多名反對警方市民，在商場的市民不滿為何警方只拘捕青年，卻未有對撑警人士採取行動，批評警方選擇性執法執法[59]。
- 2019冠状病毒病疫情期間，香港政府實行預防及控制疾病（規定及指示）（業務及處所）規例時，港警被指於「黃店」及示威現場執法，部分親警人士並未有任何指控。

## 濫用警權
獨立監察警方處理投訴委員會統計資料顯示，投訴警察濫權的過案明顯有上升的趨勢：
- 2005年12月17日，警隊在香港反對世貿遊行衝突的處理方式，導致包括54位韓國人示威者及74位香港市民受傷，行動備受爭議[61]。
- 2010年7月，警員當眾掌摑一名旅遊巴司機，議員表示震驚及質疑警員濫用暴力，破壞香港形象[62]。
- 2010年警方處理反高鐵示威時，沒有警告便對示威人士使用胡椒噴霧，香港人權監察報告更指出除了沒有向示威者警告，警方與示威者談判後不肯放行間接造成衝突。[63]
- 2012年12月，關注性工作者團體和性工作者遊行，抗議警方濫權[64][65]。
- 2014年6月，香港社會工作者總工會強烈讉責警方對示威人士清場時濫用暴力[66][67]。

### 2014年佔領行動期間
在2014年雨傘革命發生期間，教學界、社福界、法律界、社會團體、輿論、人權組織，均多次譴責警方濫灌及使用不必要的武力，監警會收到近一千宗投訴警方使用過度武力、濫用職權的個案，香港理工大學社會政策研究中心民調結果顯示6成港人不滿警方鎮壓：
- 9月28日，警方向手持雨傘的示威群眾發射了87枚催淚彈[72]，被國際輿論譴責警方使用不必要的武力[73][74][75]，事件激發數以萬計各階層的市民連日上街支持佔中[76]，英國催淚彈供應商亦聲言需要檢討供港的銷售條款[77]。
- 10月4日，香港法律界舉行燭光晚會譴責警方向手無寸鐵學生施行武力是侮辱法治[78][79]。
- 10月5日，有警員在旺角警署隔著大閘對市民放胡椒噴霧[80]，亦有旺角酒店職員因投訴停泊在酒店門前的旅遊巴士沒有熄匙[81]，被警員埋怨浪費警力，事主被警員[82]粗暴推撞，事後更被控襲警，由原告變成被告[83]，大有被砌生豬肉之嫌。
- 10月14日，警方驅散龍和道示威者時暴力對待示威者，其間包括2名督察在內的7個警員甚至濫用私刑[84]，把雙手被捆綁的佔中示威者公民黨黨員曾健超帶到暗角圍毆，事件被傳媒拍下（見七警案）。數百名社福界員工遊行至警察總部強烈譴責香港警察濫用私刑，要求香港警務處處長曾偉雄交待事件並引咎下台[85][86]。監警會委員張達明表示從影片[87]所見，已有證據證明警員涉嫌違法，涉及刑事成分[88]。
- 11月26日，時任警司朱經緯在驅散市民時揮舞警棍，擊中路經途人鄭仲恆的脖子。獨立監察警方處理投訴委員會接獲投訴後調查事件，律政司亦於2017年3月正式落案起訴襲擊罪（英语：Assault）。同年12月，朱經緯被裁定「襲擊致造成身體傷害（英语：Assault occasioning actual bodily harm）」罪名成立。2018年9月，高等法院法官駁回朱經緯的上訴[89]。
- 2015年4月30日，教育局局長吳克儉早上到港鐵大圍站外宣傳政改時，免費報紙派報員被警方控告以阻街為名，被迫暫停派報。[90]

### 反對逃犯條例修訂案期間

警察在八三一事件中攻擊乘客時之狀況，以及乘客受到胡椒噴霧攻擊後相擁嚎哭

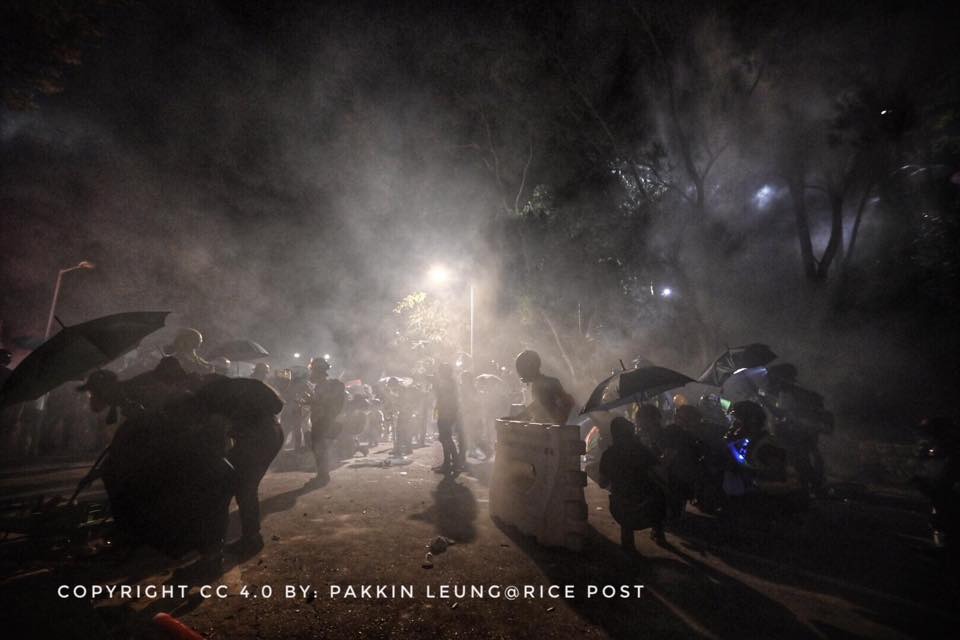
11月11日—12日，香港警察在未得校方同意之下，擅自闖入香港中文大學進行拘捕和驅散行動，期間對大學校園發射過千枚催淚彈、橡膠子彈和布袋彈

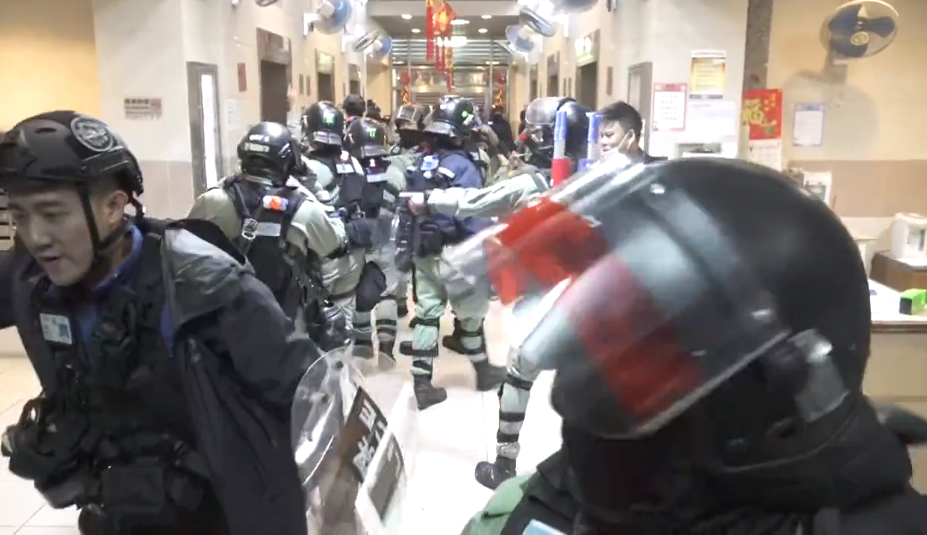
防暴警察在2020年1月26日暉明邨衝突衝入雍盛苑雍華閣地下住宅大堂，聲稱現場是非法集結，居民被搜身後才獲放行

在處理「反送中」公眾活動時，警方多次被指濫權和製造白色恐怖，甚至引發衝突：
- 6月11日晚上，大批警員現身金鐘站及附近商場，隨意截查年輕人及對其搜身，市民斥責警方欺負少年人[91][92]；其後有立法會議員及前警監會成員出現警察才停止濫權的行為[93]，民間人權陣線強烈譴責警方的警方此舉濫用警權，製造白色恐怖，令市民不敢參加和平集會[94]。
- 6月12日，警方被指在未有舉起黑旗情況下突然向示威者及記者開槍[95]，出動橡膠子彈及布袋彈攻擊示威者，有示威者眼部中槍[96][97]。30名法律界選委對警方使用過份武力表示關注，並稱法庭不會姑息對市民無理施用武力的違法行為，要求警方進行獨立調查[98]。
- 6月13日，兩醫生工會譴責警方濫用暴力[99]，大律師公會表示特別關切警方對示威者使用過分武力[100]。另有20多名牧師及傳道人舉行記者招待會譴責警方暴力鎮壓和平示威者[101]。
- 6月21日，國際特赦組織報告指出警方於6月12日違反國際人權法。專家小組確認警方當天「危險使用橡膠子彈」、「棒打無反抗行為的示威者」、「執法時欠缺警員身份證明」、「以激進手法阻礙新聞工作者採訪」，以及「濫用催淚彈和胡椒噴霧」。[102][103]
- 7月2日，英國工黨國會議員古德曼（Helen Goodman）在英國下議院發言，批評香港警方使用過度武力，並點名稱英籍警司薛鎮廷（Justin Shave）下令向示威者發射催淚彈。她亦不點名指兩名英籍現場指揮官有負責當時人群管理。四個警察評議會職方協會在7月5日聯署發信古德曼，批評她「蓄意漠視真相」，指公開警官名字的行為變相鼓勵起底，要求古德曼向該警官及香港警察道歉。[104]
- 7月14日，沙田區舉行大遊行。到晚上，警方圍堵沙田市中心多處，大批市民無法離開。最後大批警員包抄衝入新城市廣場驅散示威者，並在商場中庭施放胡椒噴劑。示威者反抗下爆發流血衝突。部分軍裝警員則跑上商場4樓和5樓進行搜捕行動，此時在4樓再度施放胡椒噴劑，並揮警棍拉人，現場最後有多位示威者被捕，商場一片混亂，地面遺下大灘血漬。警方和商場的行動引起公眾批評，而警方更以暴動罪控告其中3人。
- 8月6日，晚上7時，在深水埗5名休班警拘捕香港浸會大學學生會會長方仲賢，因其購買10支激光筆（Laser pointer），被警方指涉嫌管有攻擊性武器。
- 8月11日，警方改變佈防策略，大舉武力拘人，[105][106]包括在葵芳站大堂內施放催淚彈、兩米內用布袋彈射中女示威者右眼導致她的右眼眼球爆裂和面部嚴重受傷，和有多名警察裝扮成示威者進行拘捕。同日晚上11時許，警方在太古站向示威者發放催淚彈，有速龍小隊警員於不足一米距離向示威者瘋狂掃射，更有示威者被制服時仍被警員毆打及用腳狂踢頭部，多名示威者受傷。[107]市民和多個團體強烈譴責警方行動不合法亦不恰當[108][109]。
- 8月31日，被指在太子站中無差別攻擊一般市民 ，公民黨立法會議員楊岳橋引述三名匿名消防員提供的證據，指當晚的確有警察殺人。[110]
- 11月11日，交通警察於西灣河開了至少三槍，其中一人中槍，情況危殆[111]。
- 11月11日—12日，香港警察在未得校方同意之下，擅自闖入香港中文大學進行拘捕和驅散行動，期間對大學校園發射過千枚催淚彈、橡膠子彈和布袋彈[112]，引起社會各界以及全球關注及譴責。
- 12月20日，大埔發生懷疑持械行劫案，警方到場拘捕一名男子，引起街坊圍觀及指罵警察，期間警方一度向街坊及記者發射催淚彈驅散，期間有蒙面及沒有警察編號的警員至少八次以警棍襲擊《立場新聞》記者的手，更加一度連續快速以警棍扑向記者的手機六下，其後退後至警方封鎖線內，無法當場追查其身份。[113]
- 2019年12月23日，在中環愛丁堡廣場舉行的聲援維吾爾族人權集會，有防暴警員衝入集會現場執法，期間舉載有實彈槍械指向現場手上只有宣傳物品的群眾，警員最後施放胡椒噴霧後離去。[114]
- 2019年12月24日，大批警員平安夜在未有警告的情況下，無故在灣仔警察總部附近，截停大批由銅鑼灣前往蘭桂坊唱歌和喊口號的市民，並查身份證及搜袋，其後將他們全部帶返灣仔警察總部。[115] 同時間，便衣警察在尖沙咀而於海港城制服一名男子時，被大批市民起哄並包圍，其後警員便多次用警棍毆打在場市民和示威者，更加之派出大批防暴警察闖入海港城制服多人，更加一度擎槍指向市民。之後亦在附近屢次發放催淚彈，驅散在場示威者和慶祝平安夜的市民。[116]在沙田希爾頓中心，大批防暴警員在商場保安阻止下仍然擅自持槍闖入私人地方，漠視香港法律以及私有產權，嚴重破壞香港法治。[117]
- 2019年12月25日，大批防暴警員在聖誕節在旺角鬧市不斷施放催淚彈，其中一枚催淚彈擊中旺角朗豪坊對開砵蘭街一間小食店， 店內煙霧瀰漫。有急救員進店為店員治理， 其後店員不敵催淚煙離開。[118]

- 2019年11月27日，海關發現包裹有攻擊性武器，警方喬裝成送貨員將一個含有3副丫叉投射器、6 包共 540 顆鋼珠的包裹送到一青年趙駿賢的居所，旋即以企圖管有攻擊性武器拘捕該青年及其母親 [119]，並一直還柙並兩度不能保釋。 [120] 該案今日開庭，控方於法庭申請撤銷控罪並當庭釋放事主，當庭釋放，而趙姓青年同樣有兩單於11月11 的案件同樣獲得保釋，於3月3日再度上庭 [121]。
- 2020年3月8日，百多名市民悼念周梓樂期間被逐一截查，其中一名男子被7名警員帶到停車場內的一角，並輪流以粗言「唔X順」（不服氣）等說話辱罵該名男子。當中一人更要求男子向7人逐一道歉。男子聲稱是路經該處，但警員繼續以粗言責罵。Flash Media Hong Kong拍攝期間，突然被警員發現，要求關機並交出所拍攝的相片和影片，同時質疑記者身份和拍攝行為是「挑戰警察」[122]。

### 香港2019冠狀病毒病疫情期間

#### 濫用限聚令
香港政府因應2019冠狀病毒病疫情，於3月底起以實施「限聚令」，導致不少市民被無理票控。當中，不少市民即使少於四人（五月八日起放寬至八人），也遭警票控，警方被質疑濫用權力，曲解法律。
- 2020年4月21日，大批元朗市民，途經元朗襲擊事件發生九個月集會現場時，遭警方截查，並以他們違反「限聚令」作出票控。其後，25 位元朗區議員聯同民間組織香港民權抗爭組成「599 關注組」，冀有效整合個案、提出訴訟，冀藉此釐清執法者行為是否恰當。[124]

- 2020年4月22日，知專學生陳彥霖逝世七個月，有網民發起悼念，一眾傳媒在調景嶺、將軍澳一帶採訪。 Free HK Media 的記者到將軍澳尚德停車場採訪時，被警察截查。據 Free HK Media 的影鏡頭顯示，當時有至少兩位人士站在一邊被查，有警員曾大聲說：「限聚令呀嘛」，「擸多個過嚟咪夠囉」，將互不相識的人結合在一起，再以「限聚令」票控沒有違反「限聚令」的市民。[125]

- 2020年8月31日，太子站襲擊事件一周年，票控記者1人違限聚令。[126]

- 2021年3月6日，47名泛民主派因「35+初選」被控串謀顛覆國家政權罪，高等法院開庭處理餘下11人的保釋覆核。部份取了旁聽籌的市民在法院外的空間坐下稍作休息，等候開庭。不過大群警員突然拉起橙帶圍封在場市民，並向現場約30名市民發出「限聚令」告票。多名被發出告票的市民對警方的行動表示強烈不滿，批評「而家 (法庭) 畀咗張飛我，又告X我，你 (警察) 大X晒喇係咪啊？」，也稱警方在沒有驅趕下，而自己一人坐便要控告是不合理。大多人表示會拒絕交罰款。[127]

### 其他
- 2020年1月14日，有市民在西九龍中心美食廣場舉機拍攝，突被兩名便衣警拉到一旁，並質問他「做乜影我相」，又指法庭已經頒令不能對警察拍照，其他在場市民質疑當時二人未有表明身份，他人無從得知二人的警員身份。其後，該名市民於警署內遭到警員用拳頭打鼻及下體，更被警槍觸碰到身上的衣物，意圖羅織搶槍和襲警之罪名。深水埗區議員李炯和李文浩跟進事件，李炯指，自己到場後已出示議員證及社工註冊證，並向警方多次表示了解該青年的情況亦被拒絕。[128]至2020年1月18日，李文浩所屬的長沙灣社區發展力量於社交媒體進一步公開被捕人在警署所面對的事件，指控警員於搜身時用拳頭打被捕人下體及腹部，又命令被捕人面向牆壁進行搜身，再用力推撞被捕人頭部，令到他的鼻撞到牆壁並且流血。另外，警員於搜身時拔出配槍，抹向被捕人身上的衣物，並聲言要誣告被捕人搶槍襲警。及後，被捕人於警署內遭到警方多次言語及行為上侮辱， 期間更被喝令「要笑」， 不能沒有反應， 更聲言會出手打他。[129]2021年3月，裁判官黃士翔早前裁定男生罪成，認為便衣警長衣物有裝備，因此不難辨別警員身份，指出被告有意用電筒照射警長令他受傷。但同時表示表示不應該因為事主是警員而需要判囚，最後判最長的240小時社會服務令。[130]

- 2021年3月，居住在將軍澳的市民分享片段，表示自己在北角街頭被警員截查身分證，片中的警員問及市民：「你住在將軍澳，為甚麼你會來到了北角？」和爭論地點是北角不是炮台山，事件引發熱議。[131]專欄作家高慧然反問哪條法例寫着香港人不能跨區活動，批評警員思路混亂、毫無邏輯。[132]

## 違反人權
- 2019年6月12日，本地及各國傳媒、市民、議員、官員、人權組織紛紛譴責香港警察違反人權公約[133][134][135][136][137][138]，面對無危害的示威者使用過份暴力，包括數名防暴警察群毆倒地的示威者[139][140][141][142]，近距離對示威者頭站、面部開槍[143]，香港電台司機被催淚彈擊中一度心臟停頓[144]。民權觀察認為警方使用橡膠子彈、布袋彈等槍械作為驅散示威者的手段，違反聯合國《執法人員使用武力和火器的基本原則》，譴責警方以過量武力對待示威者。[145][146]國際特赦組織香港分會發表聲明，指警方向行動極之和平的示威者使用催淚彈及胡椒彈有違國際法[147]。
- 2019年6月21日，國際特赦組織公佈專家調查結果，確認香港警察於6月12日的行動違反國際人權法及執法人員容許的武力標準，使用過分且非必要武力。[148][149]。
- 2019年8月20日，立法會議員林卓廷公開醫管局提供的閉路電視證實6月26日兩名警員於北區醫院病房內虐待一名62歲老翁，包括連環拍打事主頭部、用手指按壓事主眼睛、掌摑臉部、以警棍戳下體及肛門。[150][151]事主一度因受驚過度而失禁。警方後來更以其家人的安危恐嚇事主[152]。事主兒子曾於6月27日到上水警署投訴，但一直未獲警方回應。直至有關的閉路電視片段被公開後，同日兩名現職警員及一名前警員被捕，分別被控於「擊致造成身體傷害罪」及「串謀襲擊致造成實際身體傷害罪」[153][154]。香港人權監察認為涉事警員「泯滅人性」[155]。
- 2019年10月5日，一名14歲中槍少年凌晨被送到屯門醫院，大批全副武裝、持長槍防暴警察即闖入醫院，包括駐守醫院大堂，違反武裝人員進入醫院前先解除武裝的慣例。[156]
- 2020年1月14日，有市民在西九龍中心美食廣場舉機拍攝時，突被兩名便衣警拉到一旁，並質問他「做乜影我相」，又指法庭已經頒令不能對警察拍照，其他在場市民質疑當時二人未有表明身份，他人無從得知二人的警員身份。其後，該名市民於警署內遭到警員用拳頭打鼻及下體，更被警槍觸碰到身上的衣物，意圖羅織搶槍同襲警之罪名。深水埗區議員區議員李炯和李文浩跟進事件，李炯指，自己到場後已出示議員證及社工註冊證，並向警方多次表示了解該青年的情況亦被拒絕[157]。其後西九龍中心於1月15日發表聲明，指出在不影響途人安全情況下，商場範圍內可拍照，又稱非常關注便衣警帶走該學生的事件，已去函深水埗分區警署了解。[158][159][160]

### 拘捕國際人權組織成員
- 2019年11月香港理工大學衝突中，香港警方拘捕了國際人權組織Rights Exposure的觀察員戈登（Robert Godden）等人[161]

- 2020年1月1日，香港警方拘捕了民權觀察的3名觀察員[162]。

## 暴力執法

2019年10月3日，一群防暴警察在大圍遇上一名藍衣男子，這名男子當時已舉起雙手，警察卻先用強光照射，然後有一個警察突然衝前把他推倒在地上。

- 2012年11月11日，的士司機陳輝旺在被捕時遭警員林偉榮箍頸帶上警車，導致他頸椎移位，其後死亡。2018年10月24日，死因庭裁定陳是非法被殺。[163]

- 2019年8月10日，年輕被捕人士Ken在港鐵黃埔站準備回家時，突然被防暴警察按在地上，並鎖上手扣。其後10多名警員包圍他拳打腳踢身體多處，最後被打至額頭腫起、左耳流血，手、腳多處。其後警員在警車內向被捕者進行更激烈施暴，如利用橡筋彈被捕人士的背脊，並拖他到座位底踩。有警員看見被捕者手機有訊息彈出後，要求讀出訊息和電話密碼。被捕者沒有回答也被遭到毆打。被捕者送往警察十多分鐘車程期間也說了不少挑釁說話，如「死曱甴」（死蟑螂）、「出嚟玩呀？啱啱唔係好威㗎咩？」（剛才不是很囂張嗎？怎麼現在害怕了？）。送往紅磡警署後，警員突然大力將被捕人士推向梯級，其後推他埋牆撞向牆角，更被女警員挑釁他「唔好扮嘢啦」（別假裝了）。被捕人士在警署內多次要求打電話給律師及見醫生，但警員一直未有處理。被捕人士被警員用汽水噴面、掌摑、委任證打面，並要求跪著回答問題。搜身時也被要求全裸搜身。警員問要不要飲水時，將水潑向他面上，令他感到非常無奈。到11日早上，律師到警署找Ken，看到傷勢後向警署正式作出投訴，其後被送到九龍一間醫院，驗傷後留醫兩晚才出院。Ken曾要求警方交出紅磡警署的閉路電視，但事發4個月，仍未取得任何閉路電視片段。[164]

- 2019年8月20日，立法會議員林卓廷公開醫管局提供的閉路電視，證實6月26日兩名警員於北區醫院急症室「紊亂病人休息室」內虐待一名62歲老翁，包括連環拍打事主頭部、用手指按壓事主眼睛、掌摑臉部、以警棍戳下體及肛門。[150][151]事主一度因受驚過度而失禁。警方後來更以其家人的安危恐嚇事主[152]。事主兒子曾於6月27日到上水警署投訴，但一直未獲警方回應。直至有關的閉路電視片段被公開後，同日兩名現職警員及一名前警員被捕，分別被控於「擊致造成身體傷害罪」及「串謀襲擊致造成實際身體傷害罪」[153][165]。香港人權監察認為涉事警員「泯滅人性」[155]。

- 2019年10月2日，一名藍衣男子在富嘉花園外行人路等待的士期間，突然被一名防暴警衝前將他推倒在地。結果引起路人斥罵警員，警方一度舉黑旗警告發射催淚彈。其後也制伏一名男子，再度引起圍觀的市民不滿。

- 2019年10月，Now新聞台一名車長在旺角警署外後腦懷疑中布袋彈受傷，防暴警察將他押入警署後，有人將他的臉按壓到牆上，並用警棍打他的頭、手和腳。送院治理後最少9處有明顯傷痕，其中X光照片更顯示右面下顎骨裂，需留院接受手術。事發後有記者雖然向警方查詢涉事警員是否已停職候查，但警察公共關係科署理總警司江永祥當時未有正面回應。[166]

- 2020年1月19日，一名59歲退休男子於旺角登打士街「潮流特區」外和一名女子坐在路邊時被指抗拒警員，並使用過分武力，令他牙齒斷裂，更因腳部受傷引致行動不便，並跌斷腳趾骨。他早前已向投訴警察課投訴。[167]

- 2020年3月31日，太子站襲擊事件發生7個月，大批市民遭警方拘捕。有份被捕的香港眾志成員李啟靖在紅磡警署獲釋後稱，一名高級警官聯同多名便衣警員先以粗口侮辱一名精神病患者，其後再有多名警員對其施加暴力，連番拳打腳踢倒地，更警告在場人士不許望被傷害被捕者，否則會受牽連。[168][169]

- 2020年11月24日，一名巴基斯坦籍律師陪同被捕人士到尖沙嘴警署錄口供期間，稱被警員以粗言怒罵，其後沒佩戴委任證的便衣警上前包圍並威脅拘捕他。律師曾多次向警署值日官報告事件及要求提供相關警員的姓名，但被要求離開。兩名傳譯員遭強行押離警署時更疑被擊打背部。雖然當時有約20人目睹事件，但他們沒有出聲。律師表示其背部和手臂感到痛楚，因而到報案室投訴，並要求警員拍下其傷勢。最後被送往伊利沙伯醫院驗傷，獲批3日病假。由於報案室拒絕向律師提供警員的姓名，因此表格上只填上代表性別。而投訴警察課指投訴人沒提供有關警員資料，加上其他地方並沒有閉路電視覆蓋而難以追查。他形容自己是律師都在警署內遭受警暴，不敢想像警方是如何對待其他普通人。[170]

### 日峰行動
2014年，香港警務處在處理雨傘運動的日峰行動被批評連番失誤、進退失據，而且打擊前線警務人員的士氣；當中涉及向示威者隨意投擲及無目的發射了合共87枚催淚罐及催淚彈，以及被示威群眾指涉嫌過份使用武力及執法不力等；期間亦發生了香港傳媒現場直播警務人員非法毆打示威者案件，致使警務處自1970年代初期改革後累積數十年來的正面形象及大致上融洽的警民關係受到破壞。2014年12月11日，投訴及內部調查科與獨立監察警方處理投訴委員會於舉行聯席會議，披露自佔領中環發生以來的投訴案件數字。截至同月10日中午，投訴警察課共接獲1,958名投訴人2,251項指控，其中104宗投訴案件需要向嚴重個案小組匯報，當中48宗投訴內容為毆打。

### 愉快動粗

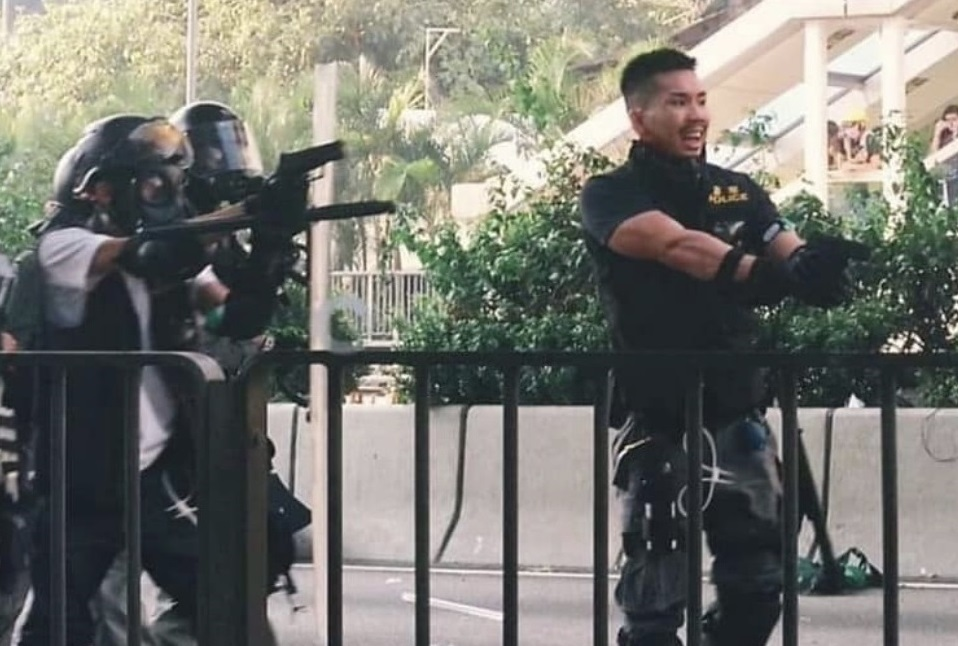
2019年10月1日警方在黃大仙驅散行動期間，左側的一名防暴警員在持槍時疑似展露笑容，使用槍械為SIG P250手槍

- 2019年9月29日，警員疑被攝到面帶笑容近距離向記者噴胡椒噴霧[173]。
- 2019年9月29日，媒體攝到警員在灣仔一天橋上疑有笑容將槍指向示威者[174]。
- 2019年10月1日的示威中， 在黃大仙示威區域進行驅散中有一名防暴警察被拍攝到疑似有笑容。

## 妨礙醫護救援工作
反送中運動期間，有醫療人員及急救員組成義務團隊，不論是警察、示威者、市民、記者受傷，他們都會救治。但警察往往視他們「妨礙執法」甚或是「喬裝暴徒」，他們在不同情況下被拘捕、騷擾及恐嚇，及被阻延提供救援。
歐盟委員會表示留意到香港警方在理工大學衝突中同時拘捕傷者及義務醫護人員，對此深切關注。聯合國人權特別報告員在2020年2月向香港政府發信，要求政府交代和回應，但港府未有按要求在60日內回覆聯合國。香港警方攻擊救護站、拘捕在場為傷者急救的醫護人員、在醫院搜捕傷者、妨礙救援工作被指違反《日內瓦公約》，就連戰爭都不容有這種暴行。

## 非人化
香港警察7月起多次被揭發在街頭使用「曱甴」（粵語中的「蟑螂」）回應示威者將其冠以「黑警」，甚至用以稱呼一般市民和記者

，亦有前綫警員開始無忌諱地以「曱甴」侮辱市民，在公眾活動本應維持秩序的警員，甚至在未被挑釁的情況下對一般市民喝罵「行快啲啦曱甴」（走快點吧蟑螂）。
「曱甴論」源於2019年8月3日，香港警察員佐級協會會長林志偉在公開聲明中稱呼示威者為「曱甴」，指示威者「無法無天、人見人憎、害怕曝光與蟑螂無異的暴徒」，批評藉參與示威遊行、表達訴求之名，作暴力及破壞社會安寧的行為。
翻查盧安達大屠殺史實，胡圖族就是以蟑螂／曱甴稱呼圖西族，是非人化的罪行。 香港前公務員事務局長王永平撰文指出曱甴論所带來的警暴問題嚴重，他認為這是對某特定人群製造「去人性化」的仇恨，將會為警察對市民施加暴力製造恐怖的藉口，甚至以正義之名將殺人合理化，做法極為危險。他指鏡頭所見已有不少警員在情緒不穩狀態下執勤，831當晚警員根本不能拿捏何謂適當武力，若不加以製止最終必會造成嚴重傷亡。林行止則形容警方的「止暴制亂」已達至「心狠手辣，殘暴不仁，近乎罪行的地步」。
國際特赦組織認為香港警察的表現反映他們對示威者以至一般市民出現報復心態。
2019年9月，警察在後巷向一名身穿黃衣躺在地上的守護孩子成員執行私刑，事後警方發言人韋華高在記者會上表示片段不太清晰，他們只是腳踢「黃色物體」，也是非人化罪行在運動中的例子。

## 性暴力相關罪行

### 女示威者「以胸襲警」事件
2015年3月1日，有四名市民在光復元朗行動時因襲警及阻差辦公罪成而被判囚，其中一名女文員聲稱遭警員非禮，更被推跌致鼻骨骨折，反被控「以胸襲警」，在同年7月30日被判入獄3個月15日。美國《時代雜誌》對事件作出報導，以題目"A Hong Kong Woman Got Sentenced for Assaulting a Police Officer With Her Breast"（港女被指用胸襲警判收監）轉載事件，有媒體形容此事是「國際媒體的笑柄」。
2015年8月3日，美国晚间娱乐节目《柯南秀》主持人於開場個人環節中，提及香港女示威者「以胸襲警」事件。他笑指該名受襲的警員應要求道歉，並希望女示威者再次襲警（The police officer is demanding an apology and that she would do it again）。柯南的拍檔主持則笑問那是否功夫玩意？柯南即示範以胸部當雙截棍般揮舞。

### 街頭執勤相關
- 街頭執法期間，警員不斷辱罵女性市民為「雞」（妓女）[199][200]。2014年處理佔領中環期間，更曾在街上向女性市民表示「再嘈捉妳返去強姦」（再不安靜就抓妳去警署強暴），惟警方否認指控[201][202]。後來又再被爆出向女性市民表示要「嗒她」（性侵她）[200]。

- 2019年8月5日，數名防暴警合力將一名少女抬起。其間少女跌在地上被拖行，所穿著的裙子脫落令下半身走光，但防暴警毫不理會[203][199]。
- 美國國家廣播公司一名女記者，2020年1月在街頭遭一名男防暴警胸襲。她高呼卻遭該防暴警向她面部直射胡椒噴霧。

### 警署相關
- 2008年11月，警員在警署中強姦了女報案人，是為旺角警署強姦案。案件中，警員更挪用報案系統電腦協助其犯案，並於同年非禮了4名女子。

- 2019年8月23日，一名女被捕人報稱她在警局內被逼脫下內衣褲進行「裸體搜身」[204][205]，其間多次被女警以筆拍打其手部及雙腿之間。事主聲稱整個搜身過程長大約15至30分鐘，在完成搜身離開房間時，更看見房外有十多名男警站立在門外，感覺屈辱。警方則回應稱當天事主並非進行脫去內衣的搜身，警務人員亦沒有使用任何物品拍打事主身體；而閉路電視片段顯示，整個搜身過程只長約四分鐘，也沒有十幾名男警員站在搜身室門外。[206]此事件更是導致三萬人在2019年8月28日參加反警察性暴力大遊行的導火線[207]

- 2019年8月29日，有人報稱警方用硬物磨女被捕人士的陰蒂，更餵其進食利尿藥物使該被捕人士失禁。[208]。

- 2019年9月27日荃灣警署輪姦案中，少女報稱在荃灣警署內遭多名警員輪姦成孕。警方經調查後表示事件是報假案，並稱已獲律政司指示就事主落假口供拘捕她，但事主已潛逃，現正通緝她歸案[209]。

### 性工作者相關
- 紫藤經常收到性工作者投訴香港警員濫用權力「白嫖」，單在2012年就有400宗[210][211]。很多時候，甚至嫖妓後借故將她們拘捕。
- 2001至2002年期間發生的冼錦華免費嫖妓案。
- 2005年的李婉儀自殺案中，警員邱樹明嫖妓後拒絕付款更將李婉儀以襲警罪拘捕，李婉儀最終以死明志自殺[212]。
- 2017年1月，O記高級督察陳嘉健涉嫌收受黑幫賄款及免費嫖妓遭廉政公署拘捕[213]
- 2020年3月，警員黃俊威及朱志豪在廟街向性工作者表明警員身份以強逼免費嫖妓，分別被判囚及降職[214]
- 2021年5月12日，國安處處長的蔡展鵬在一個月前光顧俗稱「骨場」的無牌按摩院期間，遇上掃黃行動。詳見蔡展鵬案。[215][216]

### 性騷擾女性警員
- 2016年，警司王啟忠被揭發日常經常以言語性騷擾其它女性下屬。在該年聖誕節，他在派對上向五名女下屬作出攬腰及掃背等性騷擾行為，因此與另一些男警員發生身體衝突[217][218]。
- 2017年，警長蔡德祥在報案室內非禮女下屬被拘捕[219]。
- 2020年1月7日，警隊被爆出在內部群組內性騷擾隸屬觀塘警區刑事調查隊一名身材豐滿的女警，造謠中傷她隨便與其它警員性交。女警憤而在Instagram作出指控申冤[220]。

### 其它相關
- 2019年10月7日，防暴警察在屯門兆康站拘捕一名19歲懷孕女子，女子報稱不適，送往屯門醫院婦科產前病房，有男警被揭發曾以「核對資料」為由，闖入產房範圍，期間事主僅半穿手術袍，用毛氈蓋着身體。[221]
- 於2020年3月26日，一名香港警員在Instagram平台上公開發言表示「明天去巡邏，又可以抓反送中少女回警署輪姦了🤤[222][223]」，遭揭發後表示現今擁有槍械的一方是警察，誰再吵就要以AK47將吵鬧者轟頭[224][223]。
- 2020年11月17日，兩名警員被指在酒店內強姦女子。警方隨後拘捕涉案兩名男警，案件交由西九龍總區重案組跟進[225]。

## 侵害兒童及孕婦

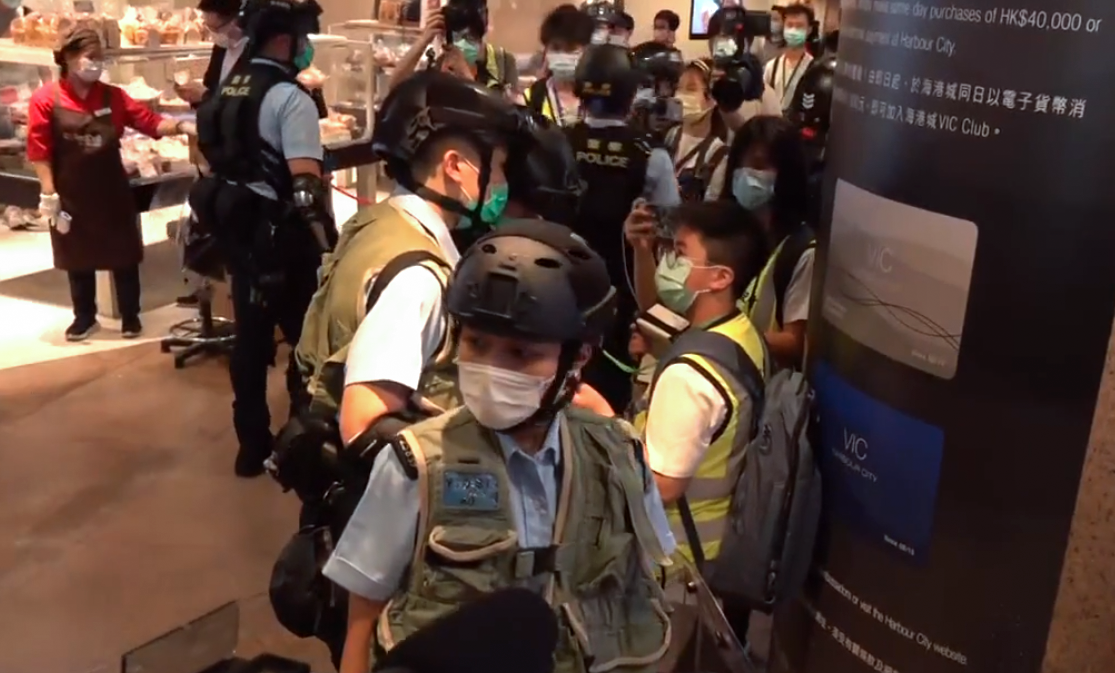
2020年5月10日母親節示威，來自「深學媒體」的13歲學生記者被警員斥是童工、非法聚集，之後被帶走

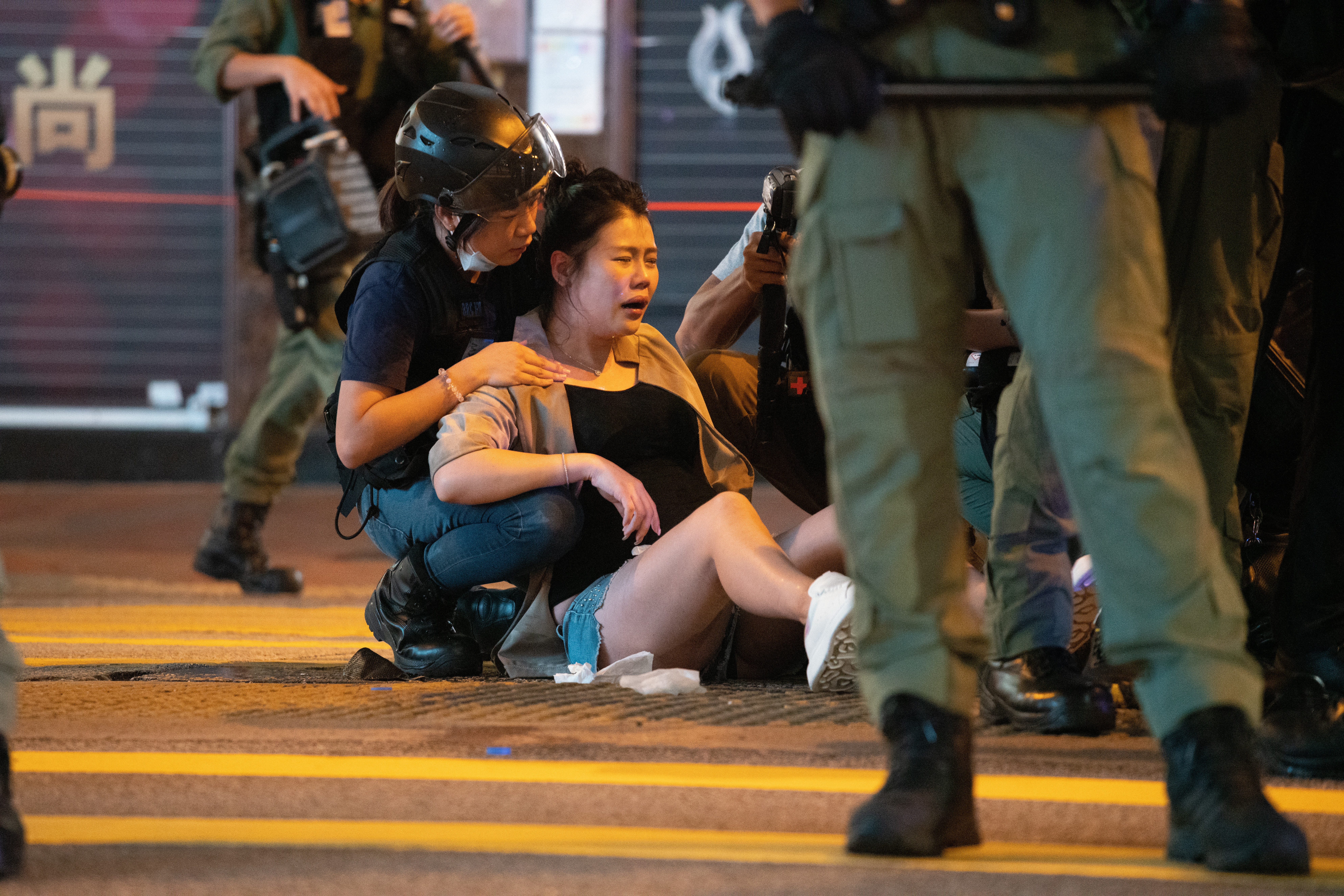
2020年8月31日太子站襲擊事件一週年示威，警方推進至亞皆老街一帶，一名孕婦過馬路期間突然被多名警員推到在地上，並施放胡椒噴劑感到不適

- 按照《警察通例》，警方必須在家長或監護人到警署陪同下才能錄取被捕兒童的口供。但2019年12月23日警方公函卻表示有時候警員會讓被捕兒童單獨錄口供及進行搜查[226]。立法會議員張超雄質疑這是對被捕兒童權利的徹底踐踏[227]。
- 2020年4月，駐守中區警署的軍裝高級警員曾偉聰，被指在其海怡半島宿舍虐打及以粗話辱罵6歲兒子，虐兒片段遭流出並遭港島總區虐待兒童調查組跟進調查[228]。最後，曾偉聰於5月1日因而被捕及即時停職，2021年8月4日他被警方落案起訴蓄意襲擊令兒童蒙受傷害罪，案件押後到9月9日於東區法院再提堂。案件編號ESCC1668/2021
- 2020年5月10日，警方在MOKO 新世紀廣場食代館美食廣場拉起封鎖線，有市民拍攝到一名9歲的男童在該處被制服，而雜物佈滿地上。[229]當有巿民問被捕人士姓名時，警員一度衝過去巿民和記者旁，並對鏡頭噴胡椒噴霧。[230]香港兒童權利委員會就警方在商場中庭施放胡椒球槍驅散群眾，引起多名兒童感到不適及哭叫；以及警員在美食廣場內「制服」一名據悉9歲的男童壓倒在地上的行為，要求警方解釋，並交代男童現時的去向。委員會同時指當時商場內沒有發生任何暴力行為，質疑警方使用不必要武力。[231]同日，深學媒體一名13歲記者在港威大廈商場採訪期間，被多名警員包圍，有警員無故嘲笑記者年齡及身高[232]， 最終更將該記者帶走，事後深學媒體發聲明指警方行為嚴重影響新聞自由[233]。事後該名記者在採訪中表示他雖然只就讀中學一年級，仍希望能為香港民眾報道事實[234]。
- 2020年6月25日，一家三口在元朗YOHO MALL玩具反斗城外買完玩具後，被便衣和防暴警員推撞，其中一名7歲男童差點被推跌。當父親喝止警員期間，防暴警察近距離用胡椒噴霧指嚇。[235]
- 2020年8月31日，一批防暴警員衝過馬路追趕悼念太子站831事件一周年的市民，期間將一名懷胎8個月的孕婦撞倒地上，孕婦丈夫激動大叫並因此被警方拘捕並禁止其與妻子接觸[236]。
- 2020年9月6日九龍大遊行期間，一名12歲女童到街上購買顏色筆，遭警員呼喝後恐懼逃跑[237]，多名防暴警追上，其中一名以胯下將女童壓在地下。香港兒童權利委員會表示對事件關注並要求警方遵守聯合國《兒童權利公約》[238]。
- 2021年1月20日，一名懷孕7個多月孕婦在土瓜灣被警員截查身分證期間，遭警方以「死肥婆」辱罵，並反鎖雙手及拖行拉扯，警方以涉嫌「阻礙警務人員執行職務」將她拘捕。事後孕婦早產，男嬰需戴上氧氣罩及眼罩，在深切治療部留醫。家屬批評警員是「警暴差人」。[239]鄧炳強其後在立法會表示，對涉案女子表示慰問，但不同意警方使用不必要武力。說警員是使用最低武力，相信調查結果會還市民清白。[240]

## 不合理投訴
- 2020年6月23日，網傳一批警務人員在九龍灣輔警總部捐血時，其中一名警員發現一名紅十字會抽血人員因佩戴寫有「黑警死全家」和「對抗警暴」等字眼的飾物，而引起不滿。警方要求紅十字會主管提供涉事員工姓名及職銜，但被拒絕，最終捐血活動暫停。不過，消息人士指該名抽血員只是佩戴迷你黃色頭盔掛飾，並無任何侮辱性字眼。批評紅十字會應為職員澄清網上傳聞，認為對該名同事不公平。同時認為警員反應過大[241]。

## 干預言論及新聞自由

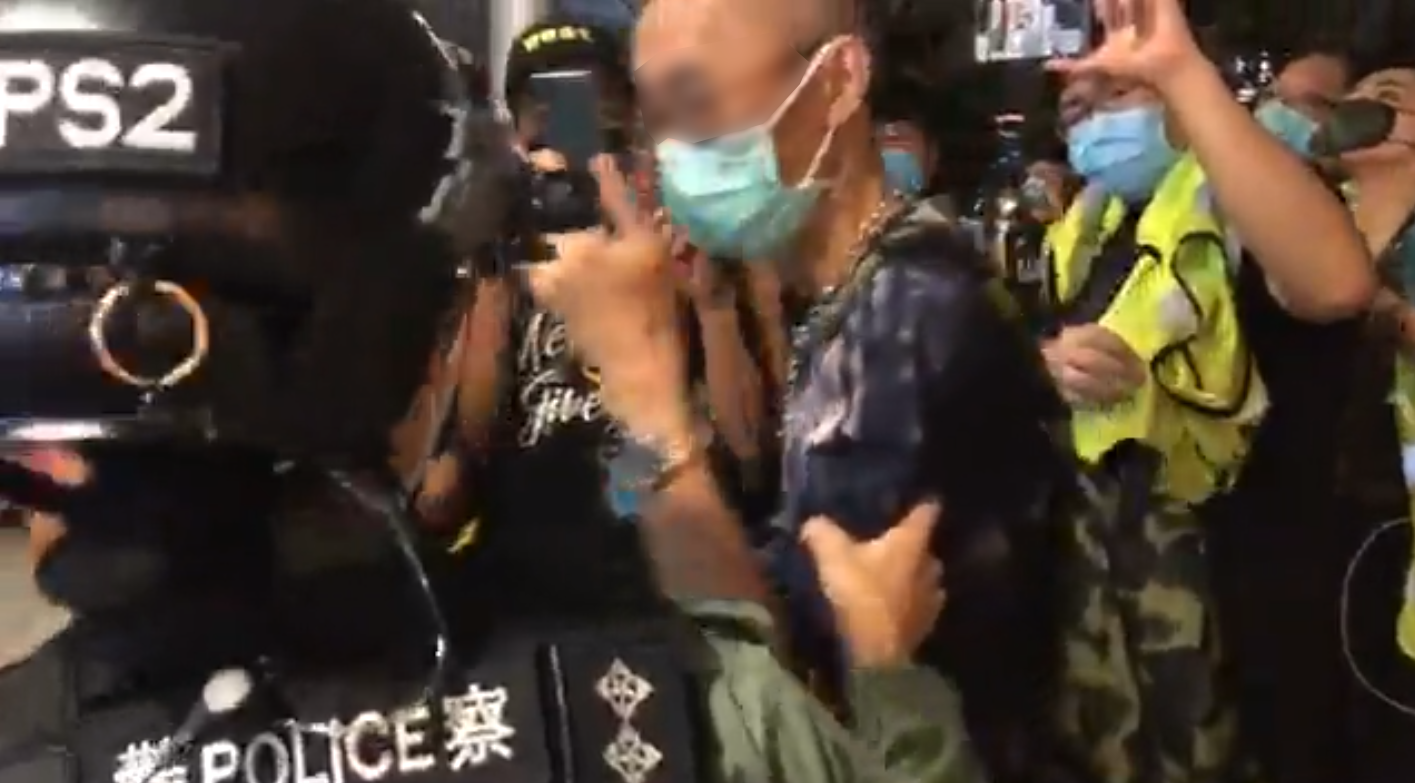
2020年6月16日晚上，一名女防暴警認為用手機拍攝警方行動的男子並非記者，強行將他帶走截查

### 干預言論自由
2015年3月，油麻地文化地標Kubrick書店舉行攝影展，展出多張警員黑白大頭照片，被支持警察人士轉貼到facebook「燒你數簿」的專頁，指展覽抹黑警察，號召全城圍堵該店，店員更接到多個粗口辱罵電話，攝影展被迫腰斬，涉事攝影師感無奈，決定取消展覽。文化監暴發起人何式凝批評事件扼殺言論自由，認為展覽立場如何，均不應被恐嚇滋擾，認為該店是罕有較自由的文化空間。立法會議員何秀蘭認為相片只是反映事實，不應受威嚇，促警方介入調查，警方指會了解事件，但最後不了了之。
2020年4月，香港警隊向香港電台投訴節目「左右紅藍綠」於2019年9月至11月期間播出的四集內容，分別為8.31太子站事件、10.1荃灣開槍、10.7事件（馬鞍山新港城保安被捕）和11.11西灣河開槍。到同年9月22日，通訊局裁定四集《左右紅藍綠》的投訴成立，向港台發警告，認為節目未有讓警方進行回應。而有關內容現已下架。一位資深港台電視部人員透露，過往批評香港政府、甚至大陸政府都可以，但只要牽涉「警察執法」的內容，都會觸碰到「紅線」，讓空間不斷收窄。

### 敵視記者及妨礙採訪工作

#### 明報記者被香港警察毆打事件
2016年初旺角騷亂期間，一名《明報》時任記者在採訪時疑因遭受警員襲擊，致使身體多處受傷的事件，該名記者被警察毆打的過程被拍攝後上載到互聯網。其後他在《明報》工作人員的陪同下到警署投訴，兩年後，警察投訴課於2018年7月把其指控列作分別「無法完全證明屬實」和「無法追查」，明報職工協會對此調查結果感到憤怒及強烈不滿，要求覆核結果。2019年，鄧姓記者在2019年2月4日入稟香港特別行政區區域法院，直指香港警務處違反法定責任及《香港人權法》，並索要赔偿。

#### 反對逃犯條例修訂草案運動中對傳媒記者的濫權及暴力

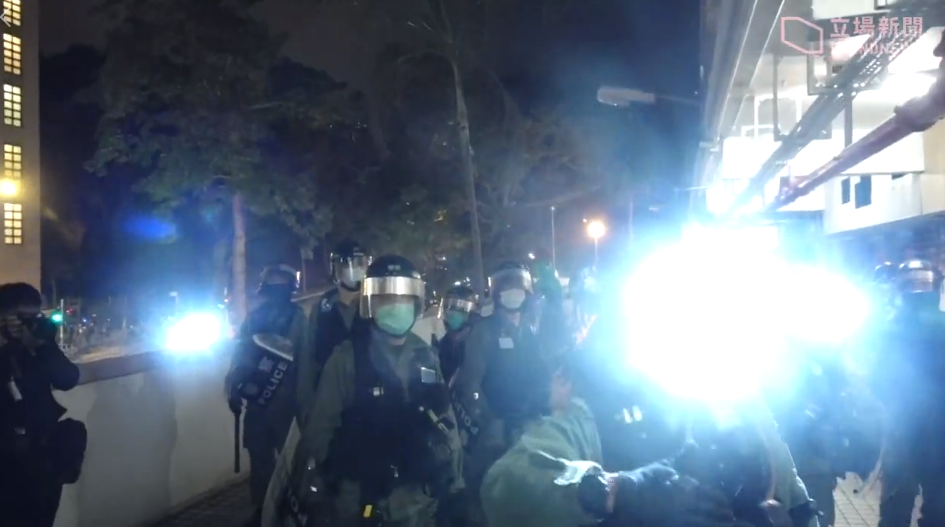
防暴警察經常用射燈阻礙記者拍攝

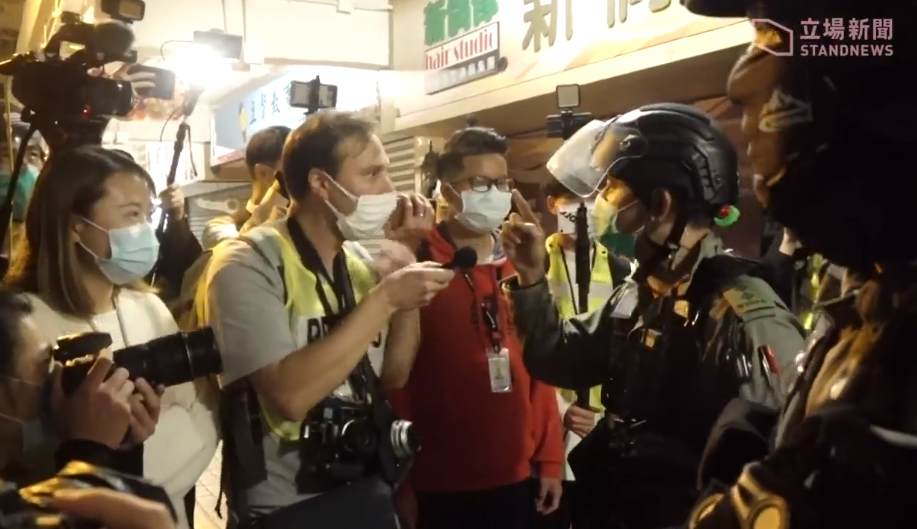
警方行動期間多次阻礙現場記者拍攝，引起記者不滿，但警員繼續指罵和嘲諷記者

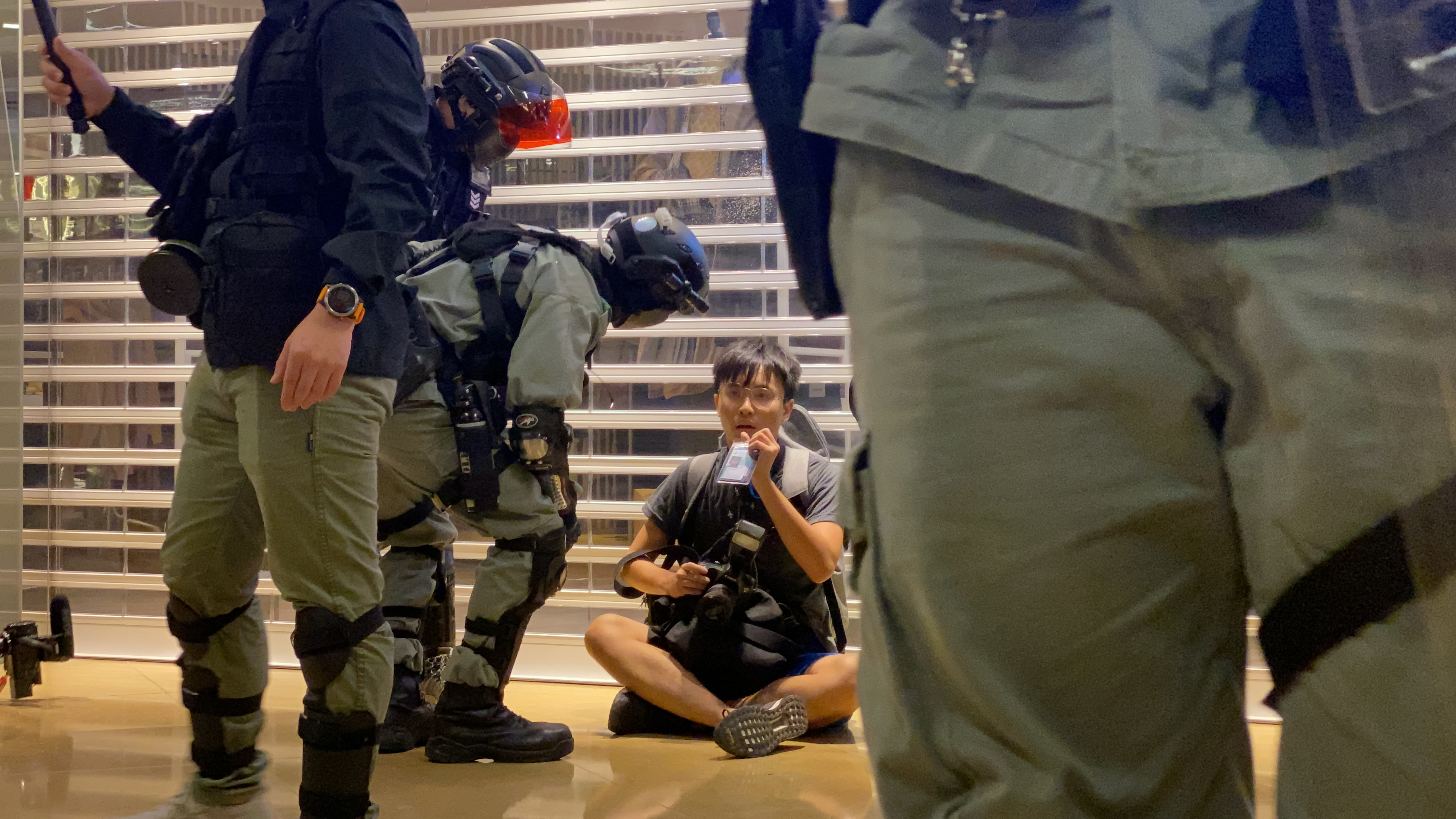
2019年11月3日，香港浸會大學編委記者鄧澤旻於太古城中心採訪期間被防暴警察制服及拘捕

根據警察通例，警員在執行職務的時候應盡量配合傳媒採訪工作。
香港各家電視台和網上媒體都會將公眾活動，如示威、遊行、衝突等直接放到鏡頭直播，在持續半年以上的反修例運動，不少香港警察的暴行被記者的直播鏡頭拍下，直接展現在香港市民以至國際社會。自此前綫警員與記者的衝突變得無日無之，有警員更開始以「黑記」這個對應「黑警」的代名詞嘲諷記者，質疑記者鏡頭只針對警察。
因反修例運動而來的警暴問題不斷被被媒體揭露，香港警察對記者的態度也開始變得強硬。警方不但以封鎖線、突擊搜身等手法阻以記者進行直播和採訪，更動輒以非法集結、藏有武器、阻差辦公為由扣留/拘捕記者。。而個别媒體如立場新聞、有線新聞和now新聞的記者，更多次被前綫警員針對，甚至直噴胡椒噴霧而事前未被警告。甚至有記者在直播期間被前線警員要求索取身份證，然後再將記者的身分證於直播鏡頭前公開展示，更狂妄嘲問「你以為香港真的有第四權啊？」。
種種有違新聞自由事件引起市民和傳媒界譁然，香港記者協會和攝影記者協會其後發表聯合聲明譴責有關警員為涉嫌違反《個人資料（私隱）條例》，又指過去半年警方不斷打壓新聞工作者，妨礙新聞自由。立場新聞記者林彦邦概嘆，這類在深圳河以北見慣見熟的採訪經歷，沒想到在香港可以體驗，更恐怕往後會成為常態。
香港教育大學講師蔡俊威於港台節目左右紅藍綠讉責香港中文大學衝突及香港理工大學衝突當中警方暴力行為，直稱事件為人道災難。警務處處長鄧炳強去信教育大學校長張仁良「關注」事件；事後該節目片段被移除。其後高教公民指責鄧炳強干預學術自由，並發起一人一信聲援蔡講師。

#### 標籤記者身份 並發出違反限聚令告票
在真正享有新聞自由的地方，任何人都可以當記者。而根據香港法律，並沒有真、假記者之分，也沒有專門法律規範新聞採訪。不過自2019年反修例運動期間，香港警方以「假記者」為由，經常驅趕和指罵記者，更截查和制服拍攝警方的市民。
2020年7月21日元朗襲擊事件一週年抗議中，大批防暴警察在YOHO MALL商場和雞地一帶驅散。期間警方更多次包圍和截查身穿反光衣的記者，並以不受薪非工作、沒持有香港記者協會證件和商業登記證明為由，向多名網媒和學生媒體的記者發出違反限聚令告票。記協指目前法例無規定新聞工作者必須符合特定條件才承認為「記者」，指警方無權自行對『記者』的身份作出定義及進行篩選。要求警方停止濫用公權力，和阻礙記者採訪。記協主席楊健興指警方自行定義「誰是記者」，是毫無法律基礎。認為不應該只憑身上的證件、衣着或裝備來判斷。浸大新聞系高級講師呂秉權認為，警方行動是違背新聞自由的原則，明顯打壓新聞自由。
2020年8月11日香港和你Sing示威抗議中，警員以記者沒有持香港記者協會會員證、並非受薪記者、非傳媒名單上的記者或非政府新聞處認可媒體為由，在沙田和旺角截查大批記者。有網媒記者請求同事查證後獲得放行。其中旺角至少有14名網媒記者涉違反限聚令票控。香港記者協會發聲明，強烈譴責警方濫用武力，並對警方濫發告票阻礙採訪表示不滿。

#### 港警暴力對待記者事件

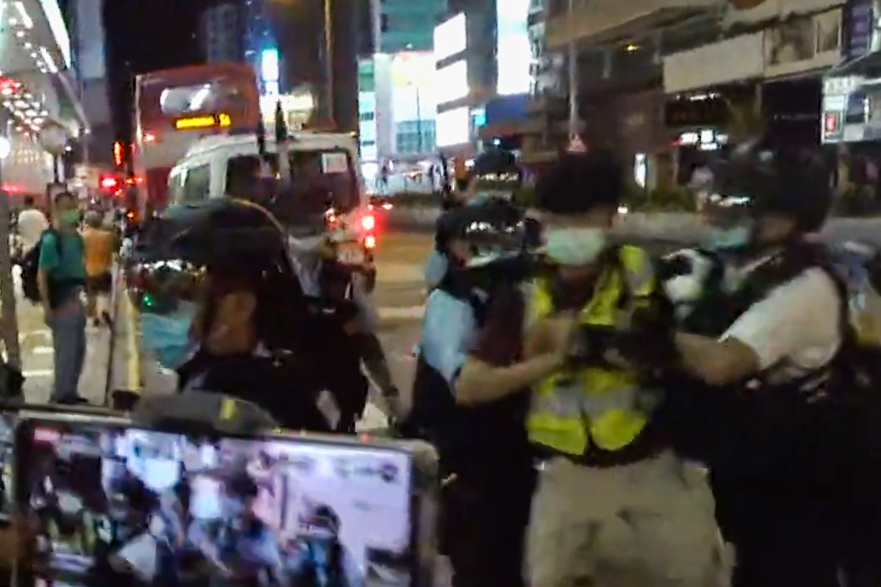
2020年8月11日晚上9時42分，大批警員突然衝出彌敦道制服一名身穿白色衣服和手持相機的男子

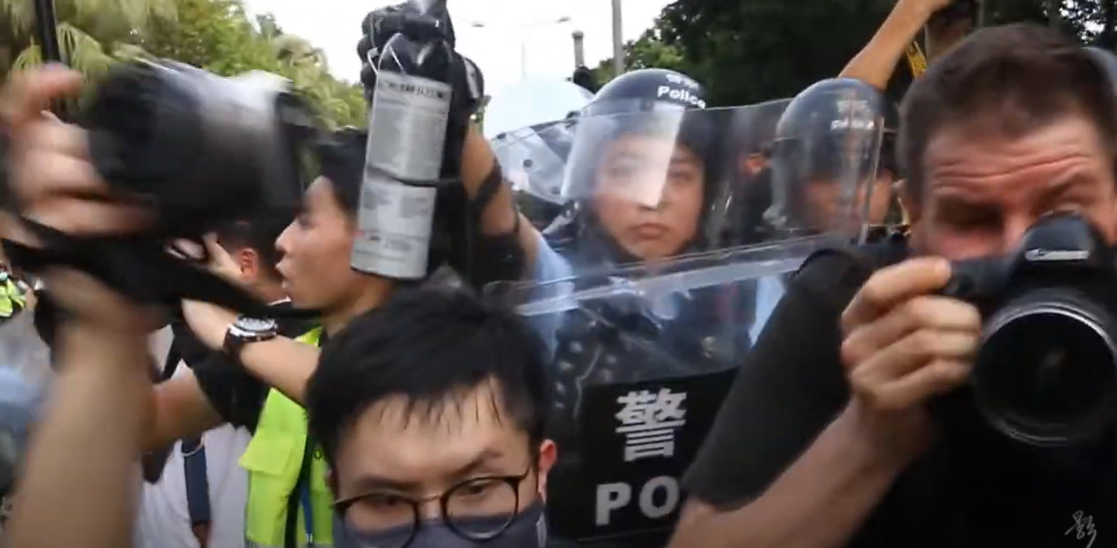
「光復上水」中，警方多次向記者近距離噴射胡椒噴霧

- 2019年6月9至12日，金鐘發生大型示威活動，警方多次無理驅趕、搜查及推撞致傷新聞工作者，警方指控持有效證件之記者涉嫌藏有攻擊性武器，搜查其物品[254]；以長盾及警棍驅趕已表明身份之記者，導致多人受傷；以胡椒噴霧射向正在撤離的記者，令其背部及手部受傷；拒絕界定並公布封鎖範圍之餘，以長盾及警棍驅趕記者；以電筒照射形式干擾記者攝影[255]。記協指警方已違反基本法第廿七條承諾的新聞自由、不受執法人員損傷[256]。另有法籍記者目睹警員疑似向記者發射催淚彈並要求警員停止時，警員沒有理會並再次發射，其後更瞄準該記者[257][258]。
- 9月29日，警方開槍擊盲印尼女記者維比·英達的右眼。
- 10月14日，Now新聞台採訪車車長於旺角警署外前往取車途中，後腦位置突中布袋彈受傷，即使倒地並表明身分還是被防暴警察押返警署，警員在他負傷之下再用警棍打他的頭、手和腳，Now新聞台譴責警方濫用武力[259]，香港記者協會、攝影記者協會、香港新聞行政人員協會均發聲明強烈譴責，嚴正要求政府正視警隊紀律，須成立獨立調查委員會徹查事件；立法會議員林卓廷也譴責警方執行私刑，對警方解釋把車長帶入警署是為保護其安全，他批評是公然說謊掩飾警暴，嚴重損害新聞自由[260]。

- 11月3日，《立場新聞》一名特約攝影記者在太古城中心採訪期間被捕，被多名防暴警察壓在地上，鎖上手銬，之後押上警車帶走，當時他有配戴記者證，警方指他涉嫌阻差辦公。同日浸大編委會的新聞系學生鄧澤旻在太古城採訪期間被捕。被捕時他多次向在其他記者高呼「我唔會自殺」，又稱有警員曾警告他會被雞姦。浸大編委會指，當時鄧澤旻有配戴記者證及記協學生會員證，並未參與任何前線示威行動。[261]

- 11月10日，Now新聞台記者及攝影師下午在荃灣採訪期間，橋下警員在未有任何警示下發射催淚彈擊中記者左手。記協強烈譴責警方罔顧市民及記者，對警方未有收斂極度憤怒，要求警方停止暴力針對新聞工作者，香港新聞行政人員協會也強烈譴責所有針對新聞工作者的暴力，並指香港時刻更需要新聞工作者能無畏無懼向社會反映事實真相。[262]

- 2019年11月，一名時任商業電台記者採訪時被防暴警察驅趕，轉身離開時被警員從後射海綿彈擊中。涉事記者事後向投訴警察課投訴。到2022年9月，投訴警察課認為指控「無法證實」。保安局局長鄧炳強對調查結果表示尊重，又指事件有改善空間，已經向同事作訓斥。他亦相信警員的當時目的是保護市民安全，作出最合適的反應。[263]記者質疑調查結果與事實不符，並提出覆核，但最後監警會以當事人確認無新資料提供下，維持原有調查結果。記者鄭對結果感到極度失望，不同意調查結果。[264]

- 12月15日晚，大批記者在旺角採訪警民衝突期間遭防暴警察無理驅趕，有記者面部遭直噴胡椒噴霧及被警棍狂毆，事後更被拘捕，亦有學生記者被催淚彈中臉。記協發聲明嚴厲譴責前線警員暴力對待新聞工作者[265]

- 12月26日，《立場新聞》記者在大埔採訪被警員截查，警員將記者的身份證故意在直播鏡頭前展示約 40 秒。個人資料私隱專員黃繼兒事指有合理理由相信有關警員可能違反《個人資料私隱條例》；警察公共關係科總警司郭嘉銓亦指，事件當中負責截查的警員「有唔啱嘅地方」，警方會主動了解及調查事件。2020年1月19日，另一名《立場新聞》一名記者在金鐘採訪被警員兩度截查，一名警員持續以記者身份證擋鏡頭阻拍攝，過程長達 1 分鐘，之後警員更搶奪記者直播器材和手機，記者手機螢幕被毀。[266]

- 2020年2月12日晚上，大批防暴警員進入富山邨平台驅散期間多次阻礙現場記者拍攝，並出手遮擋《立場新聞》記者鏡頭。其後有便衣警員揶揄記者是「20蚊記者」、「未讀完書」。[267]

- 3月8日，有線新聞記者游俊華在將軍澳採訪期間，突遭一名防暴警用盾牌從後撞跌受傷。警方其後去信解釋因「人多混亂」，指警員並非蓄意，又於信末慰問受傷記者。有線指，影片顯示記者與警方同一方向行，身邊四周無人，防暴警察突打斜走到記者背後用盾牌推撞記者，令她在毫無防避下跌傷，警員事後不顧而去。有線新聞指警方解釋迴避具體事實，表示極度遺憾，並要求警方主動調查兼交代涉事警員身分[268][269]。
- 5月10日晚，警方在驅散旺角示威期間，暴力對待在場採訪的記者，包括施放胡椒噴劑、命令蹲下、阻止攝錄、粗言辱罵、強制在攝影機前讀出名字等。多間傳媒機構和組織譴責警方手法侮辱記者、侵犯採訪自由。[270]
- 8月11日晚上，大批警員突然衝出彌敦道，箍頸制服一名身穿白色衣服和手持相機的男子約10秒，之後壓在地上。另一批警員則衝出馬路制服一名身穿記者背心和手持相機的男子，並在按到在地拖行，記者手肘及膝頭受傷。事後表示警方借限聚令打壓新聞自由，用武力傷害記者。[271]

#### 記者杯葛警方事件

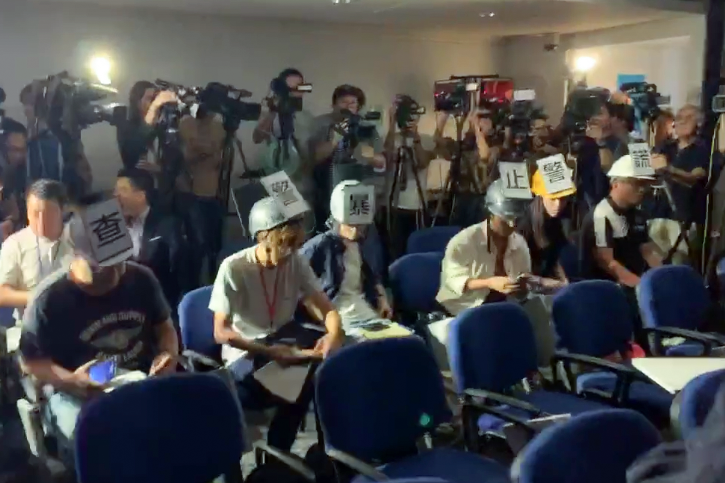
2019年11月4日警方舉行記者會，多名記者戴上頭盔，並在頭盔上寫有「查警暴 止警謊」的字眼。被要求離開的記者包括立場新聞、明報、香港電台、端傳媒、香港獨立媒體、am730。

- 2019年6月13日，警務處處長盧偉聰在灣仔警察總部會見傳媒時，多名記者及攝影記者穿上反光衣及頭盔以示抗議[272]，會後記協再次嚴重譴責警方傷害記者並阻礙採訪，要求警方作公正的內部調查[273]。

- 2019年10月28日，警方於例行記者會被自由身記者葉家文打斷警方發言，並以電筒照向講台，宣讀聲明譴責警方肆意阻礙記者採訪，毀壞香港新聞自由，又令前線記者成為警暴受害人。台上的全部警方高層離場，記者會一度中斷，該名女記者其後被要求離場。警方翌日回應事件，指該女記者在擅闖記者會，但葉家文指當日在警總是以真實姓名及電話進行登記，依足程序進入記者會[274]事後，葉家文指自己的記者證在建制群組流傳，她的個人資料遭人起底，她或會循法律追究警方。葉指當日有一名OL裝扮人士將她的證件拍照，但不清楚對方是否警察公共關係科人員[275]。

- 11月4日，六名來自立場新聞、明報、香港電台、端傳媒、香港獨立媒體和am730的記者，於警察記者會戴上貼有「查警暴 止警謊」字眼頭盔，警司高振邦要求記者將頭盔的標語除下，但記者未有遵從，警方宣布記者會暫停，公共關係科人員曾警告會使用適當武力將記者趕出去，又指「呢個場係我哋嘅(這是我們的地方)」，6名記者拒絕離開，警方最終宣布記者會取消。香港記者協會、攝影記者協會聯同多個新聞機構、工會等發聯署聲明，強列譴責警方任意拘捕，要求停止暴力對待記者[276][277]。

#### 記者拍照遭警員恐嚇
2021年1月19日，數名记者在灣仔政府大樓內不屬法院範圍的停車場範圍拍攝完成作供的警員離開期間，數名西裝服的警員阻礙記者拍攝，其間一男子聲言「邊個影相拉邊個」「立場呀 ... 你係咪正式傳媒機構呢？」，又稱自己有肖像權（現時香港的法例無設肖像權）。記者亦查詢該男子身分，但以「我唔需要話畀你聽我係邊位」和「點解我唔可以遮住你個鏡頭呀？」回應。司法機構表示大樓停車場不屬於法院的管理範圍。而警方表示西九龍總區衝鋒隊人員曾經就拍攝問題與在場傳媒「發生誤會」，會提醒人員注意個人言行及提升專業敏感度。而2020年5月曾經有督察離庭時，也被自稱警員的人士喝斥禁止拍攝和恫嚇記者。

## 有關不同宗教

### 侮辱宗教言論
- 2019年6月12日反對逃犯條例修訂草案佔領行動期間，有牧師試圖隔開警民衝突，卻遭警察出言侮辱宗教信仰，警察表示有種就「叫你的耶穌來見我」[280]。
- 2020年5月10日，香港市民與警方在多區衝突，守護孩子正職為牧師的義務急救員在現場為多名中椒市民急救，期間遭警員嘲笑他為「邪教教主」[281]。

### 損壞宗教場所
在2019年10月20日九龍區反送中遊行期間，警方派出人群管理特別用途車（俗稱水炮車）驅散人群，沿彌敦道推進時使用藍色催淚水劑噴向九龍清真寺，導致清真寺大閘和寺內不少地方被污染，寺外多名市民也被噴到。立法會議員譚文豪、伊斯蘭教宗教人士簡浩名、民陣先後批評警方故意污損宗教場所，侮辱及不尊重伊斯蘭教和宗教多元。事後行政長官林鄭月娥聯合警隊高層向寺方致歉。
同日，香港聖公會轄下位於彌敦道的聖安德烈堂亦遭警方水炮車的顏色水劑噴中，導致教堂入口被污損。

### 涉猶太言論
2017年2月22日晚上，香港警察協會在太子警察遊樂會舉行會員大會支援七警案犯人，警方指高峰時有3.8萬人出席。一名陳姓警員於台上發言時，表示警方常遇不禮貌對待，形容有如「二戰時期的猶太人被納粹德軍迫害」。事件引起香港猶太人社群關注。以色列駐香港總領事館發表聲明，指警員言論不恰當，對相關言論感到遺憾。總領事館認為，不應該就猶太人的種族清洗再作任何比較。德國駐香港總領事館於2月24日早上發出聲明，指「有關的大屠殺比喻顯示講者嚴重缺乏對史實的認知。德國的猶太人民在納粹專政期間被政權及其機關迫害，有數百萬人喪生。故此，將猶太大屠殺的受害者與因濫用權力被定罪的警務人員作比較完全不恰當。」警方發言人則回應稱，個別人員在前晚兩個警務人員協會舉行的會員特別代表大會上發表的言論，並不代表警方立場。警方不認同有關的不恰當言論。
支持七警案集會也引起市民質疑，香港大學法律學院首席講師張達明在臉書撰文指，根據《公安條例》，超過500人的聚集必須向警務處長作出通知，否則構成「未經批准集結」。

## 不尊重市民
2019年12月18日，粉嶺公路6死39傷大車禍中。一批防暴警到場維持秩序。但被網民從直播片段中發現4名身穿防暴裝備的警員，在慘劇現場談笑風生。而背後為肇事巴士。網民批評警員不尊重死者及涼薄。而事後防暴警都戴上了口罩。
2020年2月11日凌晨，因先後有兩名A翼07室住戶確診新型冠狀病毒，政府決定緊急撤離長康邨康美樓A07室的100多名居民。有網民從直播片段中發現一名身穿高規格白色防護袍的警員，在大廈外圍舉起電話集體自拍，引起網民質疑警員的專業，浪費防疫裝備。政府官方社交平台「添馬台」表示不應單憑一兩張相片便斷言。而警方表示是拍攝記錄工作情況。

## 喬裝示威者

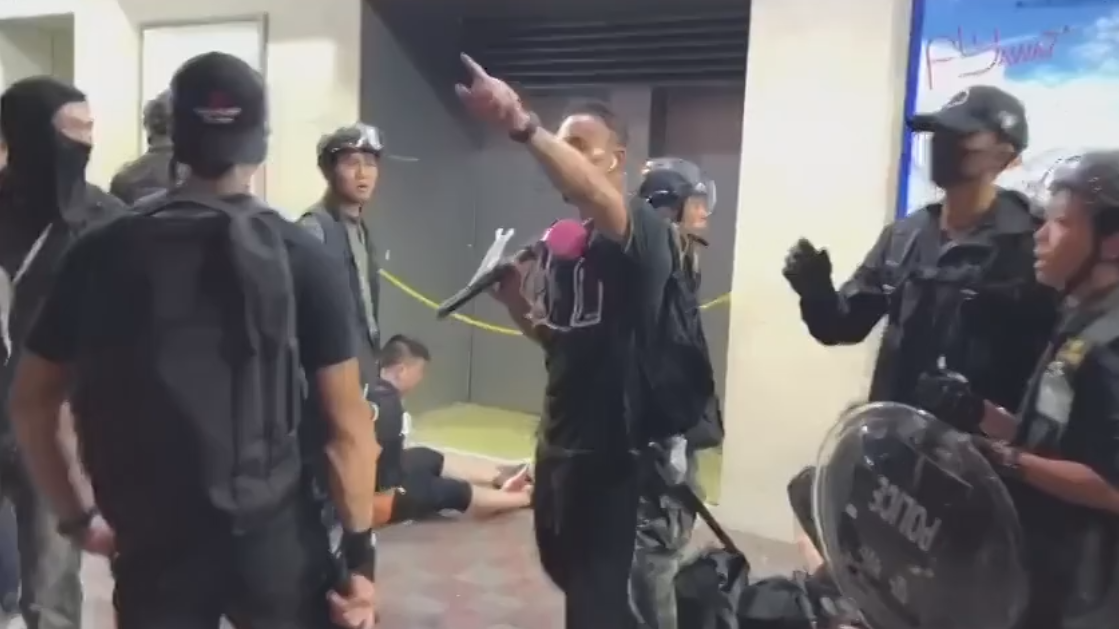
2019年8月11日香港遊行，多名身穿黑衣、帶上防毒面罩喬裝示威者的警員在銅鑼灣拘捕市民

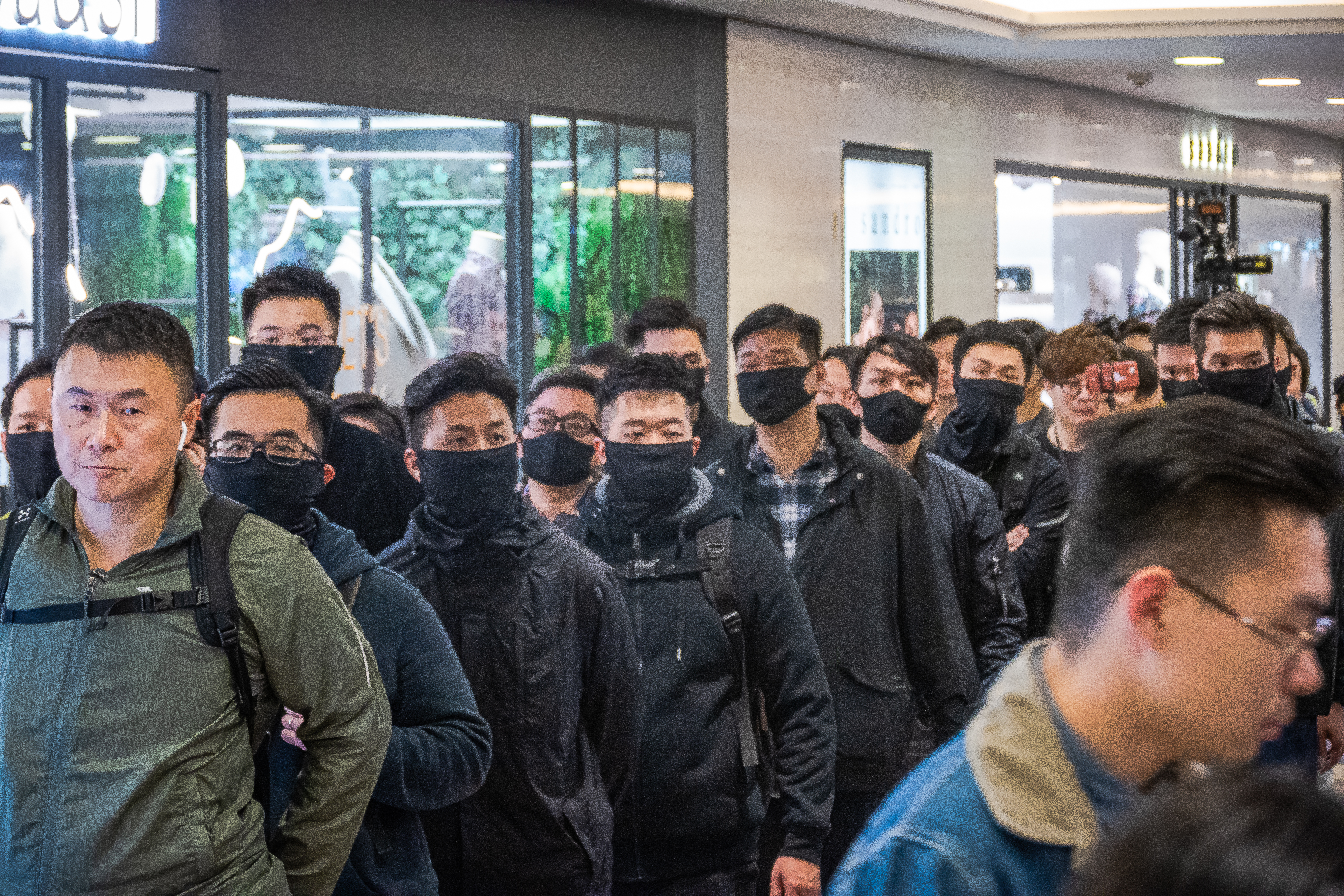
12月21日，一批便衣警員封鎖海港城一條通道

2014年10月，旺角因佔領中環運動發生大規模衝突，有警務人員被指混入集會，並作出與其職責不相符的行為；亦有輔警疑似在金鐘假裝示威者，與軍裝警察握手言和，製造學生和平撤退的假象。
在2019年的反對逃犯條例修訂草案運動中，警方承認有派喬裝示威者，並成功拘捕核心示威者成員。警方解釋派出「喬裝」的警員是行動需要。在2019年8月11日香港遊行電視台記者要求疑似扮示威者的警員出示委任證但遭到拒絕，並叫記者自行以專業判斷及向警察公共關係科查詢，其後登上一輛屬於「預留政府使用」的白色小巴離開。而同年12月的和你shop示威中，警方派出大量蒙面便衣進行監視和埋伏，最終雖然商場沒有任何破壞，但亦引發警民衝突，多人被捕。
警方冒充示威者受到各家媒體及社會關注，民權觀察成員王浩賢指出一般的便衣警員已可制服和拘捕示威者，冒充示威者缺乏正當的理由，而在場冒充示威者的警員亦涉嫌煽動群眾進行非法集結等行為；民間記者會在翌日指無戴委任證及穿黑衣的疑似警察畜意製造衝突，並質疑「警方之前不斷譴責的暴動行徑，到底有多少是出自警方的精心策劃？」從中煽動衝突，甚至是警方自編自導自演各種激進行為，認為警方必須公開所有行動指引及守則；民主派批評警方的做法是「燒完警察僅餘的公信力」。

### 被指派出喬裝警員破壞港鐵
2019年10月8日，有市民拍到一段疑似警員喬裝蒙面示威者，在已經關閉的上水車站內出現的視頻，視頻中疑似警員的人士並不慌張地在車站內行走，當他們看到被拍攝時便舉起警察專用的強光燈照射攝影者，更一度舉起胡椒噴劑威脅噴射閘外途人，就此，警方發表聲明否認指控，並指這是惡意中傷。
2019年10月13日，有報導指，一段懷疑是由港鐵內部消息指出，林鄭月娥10月4日宣布引用緊急法訂立《禁蒙面法》後，所有港鐵站被破壞的設施全部都是喬裝警員所為，包括放火和灌水，特別是封站後在站內的破壞，而畫面只有無綫新聞一家電視台的獨家視頻，懷疑是事前有默契，參與了拍攝，旨在製造混亂假象，試圖在市民與示威者之間造成矛盾，並嫁禍於示威者。

## 「自編自導」汽油彈案
2020年4月13日，一名21歲IVE男學生稱為了5千元報酬而運送大批紅酒到葵涌警署附近公園，之後放下手提袋後被捕。他稱遭一名警長設局陷害。事發兩日後，警方公佈38歲葵青警區警長涉嫌妨礙司法公正被捕。不過其後律政司決定不起訴警長，警方已讓他復職。
雖然被告提供合共超過30頁的電話紀錄，但最後裁判官屈麗雯以無證據支持設局陷害說法為由，裁定被告管有兩支汽油彈罪成，判處監禁14個月。

## 闖入法院範圍行動
2020年8月14日下午5時許，九龍城警署分隊警員以違法「限聚令」為由，在戶外樓梯及平台範圍截查及驅趕多名市民，最後至少5名市民被票控。有被檢控的市民表示，當時正離開法院大樓是，卻被警員拉起長達近20米的封鎖線，不容許市民及記者進出，如同封鎖法院。媒體政府公開的地理空間信息服務，警員進入的樓梯、平台及停車場出入口的地方，都屬法院範圍。法政匯思大律師李安然指，警方進入法院範圍內執法，應需知會法庭並得到准許。司法機構不評論警方的行動。

## 社會反應

### 支持警察的言論
對於警案濫權的指控，亦有人提出反對，認為警察沒有違法。支持警察的市民亦以「藍絲帶」作為支持警察的象徵。
2016年2月城市論壇討論旺角騷亂事件，何君堯認為警察當晚的表現過分克制，認為在必要的情況下，可以開槍「殺暴民」。
2017年2月22日，警察四個協會於太子警察遊樂會舉行特別會員大會，表達對七警案判決的不滿，並為七名警員默哀。警察員佐級協會主席陳祖光表示大會有3.3萬人出席，會上一眾支持警隊的建制派人士，包括前保安局局長、特首參選人葉劉淑儀、港區全國人大代表譚惠珠、民建聯主席李慧琼、自由黨主席鍾國斌、民建聯葛珮帆、經民聯梁美芬、何君堯、新民黨田北辰、容海恩、專欄作家屈穎妍，均獲安排坐在嘉賓席。陳祖光發言時指現時警員執勤，不時遭到無理言語、行為挑釁，警員要啞忍是不合理，忍無可忍作出一些行動，卻被指違規甚至違法，認為有必要取回警隊的尊嚴，透露協會將致信行政長官梁振英，要求立法保障公職人員不受侮辱，並希望協助七名警員循司法制度洗脫罪名。
2019年6月30日，何君堯在金鐘添馬公園舉辦撐警集會，大會聲稱有16.5萬人參與，警方指集會最高峰時有5萬3千人，藝人梁家輝、譚詠麟、陳百祥亦有出席。其間撐警人士與反修例運動人士發生衝突，撐警人士拆連儂牆、毀憑弔，並揮拳毆打反修例運動的示威者，多名前線攝影記者探訪時受到撐警的集會人士辱罵、遮擋鏡頭、潑水、吐口水、扔泥土、拍打鏡頭甚至腳踢襲擊
，警方僅拘捕一名女示威者。其後香港記者協會及香港攝影記者協會嚴厲譴責事件，指有關行為極具惡意而且針對記者，嚴重危害記者安全，損害新聞自由，削弱公眾知情權。
2019年8月13日晚在付國豪遇襲事件中，环球网记者付国豪被示威者襲擊時，在手脚被束缚情况下用普通话喊出「我支持香港警察，你們可以打我了」。
2019年9月8日下午2時左右，有网友拍到港铁深水埗站站內的鴻福堂分店女店員高喊「支持香港警察！」等口号，该店员的行为也获得了一些支持香港警察网友的支持。而鸿福堂於当晚11時在Facebook發表聲明，指出“有關言論為涉事店員的‘不恰當的個人言論’，承諾會嚴肅跟進及加強培訓”。而这一声明也引发 支持香港警察的網友批评，鸿福堂官方新浪微博也出现了多条撐警网友的负面评论，要求鴻福堂对于此事进行正面回应，並聲言要以罷買來「抵制」鴻福堂。

### 成立獨立調查委員會的呼聲
成立獨立調查委員會是2019年香港反送中運動中的五大訴求之一，運動支持者一直要求政府成立獨立調查委員會以調查警隊在運動期間的濫暴及失職事件，該要求一直被警方堅決反對。2019年11月26日，香港行政長官林鄭月娥表示會考慮成立「獨立檢討委員會」，但不包括調查警方，被民間記者會批評是混淆視聽。
香港終審法院前首席大法官李國能贊成徹查，認為若沒有獨立調查，市民對警察的不滿很可能繼續加劇。香港大学社会科学学院讲师丘梓勤批評林鄭月娥錯判民情，管治威信無存，建議她下台。香港政府亦被指「蓄意孤立香港年青人，決意與一整代年輕人為敵」。香港建制派立法會議員不滿被政府脅持要支持草案，事後淪輿論箭靶。
對於政府的不作為，香港民間自發針對警暴問題作出調查，並於2019年10月推出一共300頁的《香港警隊的法定權力及監管調查報告書》。

### 國際專家指控
《華盛頓郵報》在2019年12月25日發佈報導，他們邀請9名國際專家，檢視65宗個案，結果發現超過70%的事件都違反指引，只有8%事件中警方武力合符指引，指控「香港警方在處理示威活動時屢次違反指引，並不需承擔後果」。
香港政府發聲明，反駁報導「沒有事實根據」。另外就海外組織Stand with Hong Kong促請英國政府確保香港人的性命和自由受到保障，政府反駁指該組織「毫無根據和極為誤導」。而就香港觀察指警方粗暴針對平安夜「和平購物人士和示威者」，政府反駁「完全與事實不符」。
國際關係專家沈旭暉在臉書回應時指出：「這官方聲明反映的精神狀態，令人不安」，他指出被點名的機構在國際運作，非香港政府所能管轄，批評政府不等如「反政府」；他亦質疑香港政府對「反政府機構」的定義，指出公民社會的作用就是要監督政府，反問是否盲目地支持政府才不算是「反政府」；此外，他形容《華盛頓郵報》的調研清楚說明根據65宗案例，是「押上水門事件以來的報譽、拖倒尼克遜總統下台的勇氣」去「查證事實，小心思考」，批評港府沒有逐一回應被列舉的事實，而是僅以「沒有事實根據」、「別有用心」回應。監警會前委員鄭承隆認為警方應公佈違規警員的紀律聆訊、拘捕或停職安排，更可設公聽會讓公眾解釋具爭議的事件。

### 不信任及仇警潮
香港民意研究所於2019年發布發布民調顯示全港超逾一半市民對香港警察零信任，民調總监梁啟智指出，市民對警察信任崩盤很大程度源於重大的事件如721和831，以及新屋嶺扣留中心屢傳警暴等，市民認為警方有很多隱瞞，這些都是造成不信任的原因。在反對逃犯條例修訂草案運動運動期間，在連儂牆及網路中，出現不少針對警隊的文宣。

#### 市民被指歡慶警員感染COVID-19
2020年2月，一名防暴警員確診COVID-19後，民間掀起慶祝風潮。例如以「最緊要人有事」、「三萬thanks」等字句回應，也有市民開香檳慶祝，認為警員得到報應；3月6日適逢驚蟄，銅鑼灣鵝頸橋下有大量市民「打小人」，林鄭月娥和鄧炳強都成為「被打」目標。浸會大學新聞系高級講師呂秉權指出，市民認為警員「貪生怕死、貪資源」，又在抗疫期間仍然搞聚會，沒有成為防疫中堅，形容警員表現是「負資產」。臨床心理學家葉劍青指，社會出現整體的「反警現象」，是這場運動的條件反射。除非制度有改變，否則仇警情緒會沒完沒了。

## 妨礙司法公正

### 警員涉嫌策劃葵涌警署汽油彈案
警方於2020年4月13日晚上，在葵涌警署附近的葵芳邨截查一名21歲大專生，從其袋中搜出2枚汽油彈，調查期間有人透露受第三者招攬，從而揭發疑有警務人員自編自導案件。4月20日警方以涉嫌「妨礙司法公正」，在秀茂坪拘捕一名駐守葵青警區38歲蘇姓警長，蘇志恒被指涉嫌自編自導自演策劃向警署投擲汽油彈的案件。 與案件相關的被告（被指控携有兩枚汽油彈的學生）在2021年10月29日的于法庭自辯時提到有人透過中間人陳銘澤找到被告并以「五千蚊三個鐘」的報酬要求他運送“紅酒。”
蘇志恒于庭審大專生的涉嫌管有兩支汽油彈案件時供稱其本人在2020年9月中獲律政司通知不會起訴，本人亦於同年9月21日全面復職。

### 香港警察作為證人在法庭上提供不實證供
根據香港法律制度，警察上庭作證將被預設為誠實證人，但自反送中運動開始多次有警務人員被法官指出其證供有可疑、矛盾、懷疑虛構、誇大證供、說法和證據片段不一等等。於反送中運動期間被法官批評證供失實的警員暫時無一被控告、處分或調查。就故意作假證供而言，根據《刑事罪行條例》（第200章）第31條，宣誓下作假證供一經定罪，可判處監禁七年及罰款；如法庭認為有表面證據顯示有證人（包括警務人員）作假證供，可把個案轉介給律政司跟進；若法官認為警務人員在庭上給予的口供不可信，可建議律政司將案件轉介警務處投訴警察課跟進。但控告權在律政司手上，而目前投訴警察制度被批評為「自己人查自己人」，警察掌握所有調查的權力。如警察不積極主動調查，監警會亦無從覆核；律政司拿不到證據，檢控個別警察更加無從談起。所以在制度保護下，即使發現個別警務人員作假證供，亦未必能予以適度的懲治。根據監警會年報，過去5年警務人員因「捏造證據」被投訴，最終「獲證明屬實」或「未經舉報但證明屬實」的個案為零，與公眾觀感有頗大差距。

- 涉及反修例運動，被裁判官指警員作供不可靠的案件：
  - 2020年4月7日（案件編號：WKS13795-6/2019）裁判官劉淑嫻批評警員口供不一，「不知道哪個版本才是控方案情」。[357]
  - 2020年6月1日（案件編號：KTCC1504/2019）裁判官鍾明新認爲控方所引述的警員的單方面証供有矛盾無法解釋爲何被告被拘捕時臉部沒有明顯傷勢但其醫療報告卻滿臉傷痕且鼻骨骨折。[358][359]
  - 2020年6月2日（案件編號：DCCC55/2020）法官沈小民裁決時稱，此案只倚賴兩名警員證供，沒有照片等證物依賴，警員證供可信性為關鍵。被告頭部傷勢方面，楊姓警員表示自己沒有使用武力，亦沒有看見同事使用武力；林姓警長則表示自己曾用警棍打了被告上半身兩次，但沒有使用「不成比例的武力」。由於警員証供有疑點，基於疑點利益歸於被告的原則，裁定被告無罪。[360][361]
  - 2020年6月17日（案件編號：ESCC2466/2019）法庭認爲警員羅逸威多次更改口供，且証供與呈堂証供片段有很大出入。法庭裁定表面證供不成立，並撤銷控罪，被告無罪釋放。[362]
  - 2020年8月14日（案件編號：ESCC720/2020）法庭認為兩警員的證供有出入及不理想，不能放心依賴兩人證供。[363]

## 行動相關

### 滅證吃案
2011年底，有熱心女子拾到疑是偷拍狂犯罪證據的電腦記憶卡後，將卡拿到灣仔警署舉報，卻遇到兩名失職警員。兩警疑查案偷懶，除了拒絕她報案外，更將記憶卡撕毀。警隊收到投訴後調查，在2012年11月16日拘捕兩警，他們涉嫌干犯公職人員行為失當罪名，11月19日在東區裁判法院提堂。

### 誤捕中度智障男子
2015年4月13日，一名73歲男子在沙田美林邨籃球場遇襲，警員到場，發現男子已昏迷，同日晚上證實死亡。到5月2日，警方公佈在美田邨拘捕一名30歲智障男子，並控告他誤殺罪。但事主家屬曾指事主無辜，案發時身在屯門院舍，不可能殺人；事主在未有家人陪同下，逾50小時沒有服藥，在5月7日獲無條件釋放後仍飽受驚嚇，不敢返回住所。其家人承受沉重壓力，希望警方還他們一家人的清白。警方事隔到5月12日才改變態度，早上派出助理警務處長、新界南總區指揮官呂漢國致電電台，首次表示警方會檢討事件，並「祝福」事主家人，唯當時未有道歉，指要待檢討後再作考慮。事態至深夜再有發展，警方於11時32分發稿，強調調查過程中尋求真相，「為事主及其家屬帶來不愉快經歷，警方表示抱歉」。
其後事主家屬向傳媒公開事主在警署錄口供的錄影片段，顯示警方在無律師陪同反覆盤問患中度智障及自閉症的事主，幾乎全部是警員引導。

### 疑刪改官網六七暴動歷史
2015年9月14日，高登討論區有網民發現警方官方網站裡面介紹警隊歷史的頁面中，有關六七暴動段落多處描述被刪改，當中刪走了「鬥爭委員會」、「毛語錄」、「恐怖主義」、「紅色肥貓」等字眼及內容，例如將「大批揮動毛語錄及叫喊口號的暴徒遊行往港督府」改成「大批暴徒遊行往港督府」；「取而代之是恐怖主義及放炸彈活動」改成「暴徒取而代之在街上隨處放置自製炸彈」。而舊版本中提及「巴士及電車司機如繼續上班保持香港正常運作，即受到恐嚇，甚至襲擊。暴徒在左派學校的課室內製造炸彈，然後在街上隨處放置，更成立鬥爭委員會，策劃與政府展開鬥爭」，但新版本此段文字變成「與政府對抗」的簡單概述。
警方於當天晚上回應指，警隊歷史網頁新近的修訂主要為「精簡內容」及訂正語句，當中「不涉及其他因素」。

### 警促Google刪毆示威者改編短片
2015年12月，Google官方報告指，2014年警方商業罪案調查科轄下的科技罪案調查組要求，希望移除一條YouTube影片，原因是片中散佈錯誤訊息，指香港警察在警車上襲擊一名被捕人士。結果Google並無移除相關影片，報告並無提及該影片的標題。民陣警權組召集人吳仲達批評警方濫權，侵犯言論自由。他指出，倘若警方覺得該影片有問題，可以發聲明澄清真相，讓公眾評理，但無理由要求移除影片。

### 「人肉路障」事件釀兩死
2018年2月11日下午，警方在粉嶺公路追截一輛違規七人車時，指揮途經車輛組成「人肉路障」來堵截，最終七人車在往九龍方向近九龍坑段失事撞向其他車輛，37歲男司機和26歲男乘客傷重死亡，至少四人受傷。事件中3輛私家車被撞毀，包括一輛落地18日的新車，並造成其餘4人受傷，公眾質疑當時交通警罔顧公眾安全。警方指行動符合指引。死因庭在2020年6月18日展開研訊。涉案交警否認曾截停私家車作路障，聲稱僅舉手示意車輛減速慢駛，但他同意該手勢會讓私家車司機認為他打的是停車手勢；而他在路中心停下電單車，更可能令司機誤會以為需要停車。

### 2019年11月科大生墮樓事件
2019年11月4日凌晨時份，香港警察在將軍澳廣明苑一帶施放催淚彈，22歲香港科技大學學生周梓樂從附近停車場的3樓跌落2樓重創，延至11月8日8時不治。由於由現場消防員召喚救護車，到周梓樂送院離開現場，足足使用 30 分鐘，當中救護車到場時間用了 19 分鐘，引起救護車是否因警方行動而延誤到場的爭議。

### 女警坐在女學生的肩膀上制服疑犯
2019年12月4日，有蒙面便衣警及軍裝警員拘捕多名來自鄧鏡波學校的學生。其中一名蒙面女警制服一名就讀德蘭中學的女學生後仍坐在其頭背上而惹起爭議，網民批評警員無人性和冷血。指揮官鍾雅倫否認用過度武力，認為不能單憑一張硬照作結論。

### 休班警攜帶警棍離港獲同袍放行未有被捕
一名休班警員於12月8日曾攜帶伸縮警棍離境，進行安全檢查時被機場保安揭發。他未有被捕，向同袍交出警棍後即繼續行程。香港警方於12月9日的記者會上承認事件，但稱他是「一時大意」，有法律上的合理辯解。根據香港法例第494章《航空保安條例》第10條，任何人無合法權限或辯解，而在機場任何範圍攜帶違禁品（包括伸縮警棍等可使用受傷的武器），即屬違法，一經公訴程序審訊及定罪，最高可判罰款10萬元及監禁5年。

### 反對成立獨立調查委員會
成立獨立調查委員會是2019年香港反修例運動中的五大訴求之一，運動支持者一直要求政府成立獨立調查委員會以調查警隊在運動期間的濫暴及失職事件，該要求一直被警方堅決反對。2019年11月26日，香港行政長官林鄭月娥表示會考慮成立「獨立檢討委員會」，但不包括調查警方，被民間記者會批評是混淆視聽。
香港終審法院前首席大法官李國能贊成徹查，認為若沒有獨立調查，市民對警察的不滿很可能繼續加劇。對於政府的不作為，香港民間自發針對警暴問題作出調查，並於2019年10月推出一共300頁的《香港警隊的法定權力及監管調查報告書》。
2019年12月11日，5名享有國際聲望和經驗豐富的監警會國際專家小組成員集體辭職，監警會在記者招待會上指專家「完成階段性工作」，有批評聲音認為專家們「恥與為伍」。

### 國際專家指控
《華盛頓郵報》在12月25日發佈報導，他們邀請9名國際專家，檢視65宗個案，結果發現超過70%的事件都違反指引，只有8%事件中警方武力合符指引，指控「香港警方在處理示威活動時屢次違反指引，並不需承擔後果」。
香港政府發聲明，反駁報導「沒有事實根據」。另外就海外組織Stand with Hong Kong促請英國政府確保香港人的性命和自由受到保障，政府反駁指該組織「毫無根據和極為誤導」。而就香港觀察指警方粗暴針對平安夜「和平購物人士和示威者」，政府反駁「完全與事實不符」。
國際關係專家沈旭暉在臉書回應時指出：「這官方聲明反映的精神狀態，令人不安」，他指出被點名的機構在國際運作，非香港政府所能管轄，批評政府不等如「反政府」；他亦質疑香港政府對「反政府機構」的定義，指出公民社會的作用就是要監督政府，反問是否盲目地支持政府才不算是「反政府」；此外，他形容《華盛頓郵報》的調研清楚說明根據65宗案例，是「押上水門事件以來的報譽、拖倒尼克遜總統下台的勇氣」去「查證事實，小心思考」，批評港府沒有逐一回應被列舉的事實，而是僅以「沒有事實根據」、「別有用心」回應。監警會前委員鄭承隆認為警方應公佈違規警員的紀律聆訊、拘捕或停職安排，更可設公聽會讓公眾解釋具爭議的事件。

### 警員故意在直播鏡頭前展示身份證

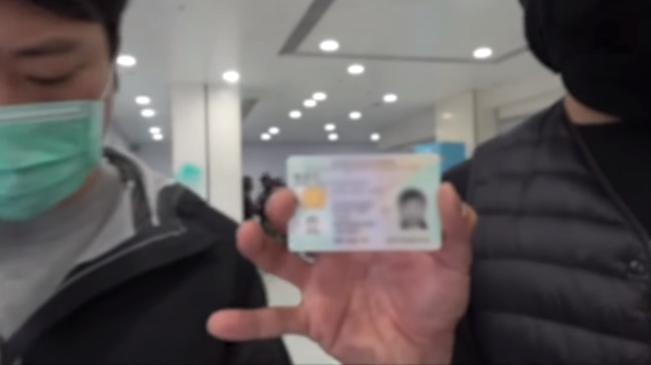
12月26日，《立場新聞》一名記者在大埔超級城採訪直播警方拘捕行動期間，遭蒙面便衣警員截查，要求出示身份證，並將身份證故意在直播鏡頭前展示大約40秒

2019年12月26日，立場新聞記者陳朗昇於大埔超級城採訪和你Christmas Shop時被截查和要求出示身分證，其後有便衣警員故意在直播鏡頭前展示其身分證長達約40秒，期間更將其身份證擺近鏡頭方向前。陳指出該便衣警身上沒有委任證，亦沒有行動呼號卡；他又稱從沒打算拍攝該警員，但該警員試圖挑釁，於是他把鏡頭轉向警員方向，但沒有拍攝警員「大頭」。及後同日晚上，陳朗昇繼續受到警察挑釁，警方在場指揮官指「搞事」、「認得你」，又指《立場新聞》「依間報館有問題」、是「黑記」等。記者要求指揮官為其指控提出理據期間，被多名防暴警員拿出胡椒噴劑及警棍指嚇。記協就事件予以強烈譴責，要求警方及私隱專員介入調查嚴肅跟進。個人資料私隱專員黃繼兒表示，指控可信性高，表面證供成立，警察有關做法或違保障私隱，有足夠理由主動調查。監警會前委員鄭承隆認為，今次有關警員明顯做錯、技術上違規。不過警務處處長鄧炳強在2020年3月接受香港開電視訪問時卻表示「可能有啲同事做嘢嘅時間太過投入」。

### 市民要求索取個人資料片段 被要求收取5至10萬元
2020年4月，香港電台報道一名女市民在去年10月6日乘坐巴士回家期間，被警方截停，所有人需下車搜身。當時有女警要求她在其他男警員及乘客前脫去連身裙搜身。女事主陳小姐認為做法不恰當，向投訴警察課投訴該名女警，並引用《私隱條例》申請索取警方當晚拍攝的片段。惟警方指警務處沒有軟件可以「打格」遮蓋其他人的個人資料，要求陳小姐須支付購買軟件的費用及警員為片段「打格」所涉工時的工資，涉款約5至10萬元。陳小姐其後要求警方列出須付費項目及費用，以及軟件的報價單，不過警方沒有回覆。一個月後，警方以片段涉及刑事調查，拒絕她的申請。警方回應查詢時指，根據《私隱條例》，警方有權收取費用。私隱專員公署指已接到事主的投訴，根據《東網》報道，私隱專員公署回應事主，指警方將「打格仔」的工作外判，但仍須收取港幣6000元，認為費用是「直接有關及必須」的成本。大律師認為，有人以收費刁難公眾人士領個人資料，是違反立法原意。

### 未經授權讀取手機資料
香港眾志秘書長黃之鋒包圍香港警察總部案件中，控方證物包括黃之鋒WhatsApp和Telegram通訊記錄。黃之鋒稱自己當時使用iPhone XR，事前從未收到警方查閱手機內容手令，亦從未提供密碼，批評警方行為猶如黑客，侵犯其私隱。
不過到2020年4月，上訴庭裁定警方須依照《警隊條例》取得手令，才可以搜查被捕人士的手機，但若在搜查手機之前無法合理可行取得手令，警方則仍有權在沒有手令情況下查閱被捕人士的手機。民間監察警權的組織擔心上訴庭的標準過於寬闊下，會被警方容易濫用，對市民私隱造成嚴重侵犯。

### 引入新警車時中後排改用黑玻璃被批損害被捕者權利
近年，不少被捕者均向外界投訴，指曾於被捕後前往警署前，遭警方在警車中濫用私刑進行毆打，而監警會亦曾要求在警車加設閉路電視，但可惜不了了之。有關情況不但沒有改善，而且還變本加厲下，警方更被發現在2020年新購的警車中，車箱中後排玻璃由透明全部改為黑色，無法顯示車箱中被捕者情況，令人權組織擔心被捕者的權利更不受保障。雖然警方強調有關車輛還在等待交付，但是沒有回應有多少部警車會採用有關設計。而對於警方有關車輛的設計，人權監察發言人葉寬柔指出，在不少被捕者在警車被警察濫用私刑毆打的個案中，警察會拉起窗廉或關燈令車外的人無法觀察車內，車上亦無人證，令投訴在警車被打的受害人無從跟進。她認為將警車玻璃轉為黑色，或會引發更多投訴，警方應先諮詢監警會及立法會意見。

### 故意在鏡頭前讀出美國示威的口號
2020年6月12日，在市民發起612運動一周年的紀念活動期間，在旺角山東街隧道外，英文網媒「Be Water」拍到一名防暴警員在驅趕該處的表演樂隊時，突然向着鏡頭多次呼叫美國示威的口號「Black Lives Matter」，又高叫「I can't breathe」、「There is not America」（那裡不是美國），用意不明，該名警員的行動呼號為「PTU/B4 3/5」。

### 稱港有肖像權 要求刪相兼恐嚇控告
2020年6月16日，有網民號召下午2時在銅鑼灣發起行動。網媒「凝政媒體」一名記者因未有穿上反光衣，拿着相機拍攝警察時被警員截查。在截查期間，警員表明「香港係有肖像權」，同時指執行公務期間，拍攝需要得到他們許可。男子表示香港並無肖像權，但不過警員重申「要問過先畀影」，而拍攝現場示威者時也需要逐個示威者。之後警員索取該記者個人資料及電話，聲言「香港有肖像權，如果影咗嘅話，有機會係私隱專員公署告你」，更要求男子刪除相片。警搜查該男子的背包時，更將物品倒在地上，指其記者證沒有認受性，只是一張普通職員證。不過根據香港個人資料私隱專員公署網站資料，香港法例並無訂定肖像權。

### 餐廳每天遭警員連同警犬查牌 要求全場禁止用手提電話
有位於中環蘇豪區，開業僅年半的餐廳負責人表示，自2020年9月起每天，餐廳都遭30名警員進店查牌，由30分鐘至數小時不等，令他至少一小時無法做生意。而警員更要求全場食客禁止用手提電話，並戴上口罩兼肅靜，出示身份證進行登記。有警員態度欠佳，更指被命令服從警方在禁堂食前提早關門和禁止店員致電律師。他指出生意因而大跌八成，勢面臨倒閉。警方回覆查詢時，沒有回應為何只針對該店，指透露中區警區在過去數月加強巡查。

### 高級警務人員光顧無牌按摩店
2021年5月，時任警務處高級助理處長、國家安全處處長蔡展鵬被揭因光顧無牌按摩店，需要休假接受紀律調查。蔡展鵬曾經被視為下屆警務處處長的接任人選之一，更接掌國安處這個要害部門，卻犯下低級錯誤令警隊蒙羞。

## 委任證爭議
委任證是香港警隊一種身份和職權識別證明，警察執行職服時必須携帶，以顯示警員的姓名、職級及委任號碼等資料。香港警察使用委任證的歷史源自英殖時代宗主國英國的制度。在英國，除了警察外，軍情五處（内務情報）官員也携帶委任證。在2019年反送中運動前，香港警隊一向要求警員佩戴委任證，或展示警員編號。依據《警察通例》，警員行使權力時必須表明身分，便衣人員需出示委任證。然而，6·12佔領行動起，警員屢次拒絕按《警察通例》要求出示委任證，因此委任證的出示在香港開始成為了對警隊的爭議。由於市民辨認警員身份困難，第三方辨認警員的渠道便成為了市民的需求，自警員在2019年拒絕按《警察通例》出示委任證開始，警員便一直被《香港編年史》和《老豆搵仔》等披露警員個人資料的網站狙擊。

## 市民對警察的稱呼
自港英時代開始，市民一般稱呼警察為「阿Sir」或「阿蛇」；「差人」、「差佬」則為較通俗的常見稱呼。在反送中運動後，警察普遍地被反修例運動陣營的市民稱為「POPO」、「狗」，以及暗示警黑合作的稱呼——「黑警」。由於香港警察很多出身於毅進課程，亦有反對警方的市民稱他們為「毅進仔」，嘲笑他們低學歷、不懂分辨是非、唯命是從，並由此衍生警方屢次報細遊行人數的「毅進制」，有批評表示這個稱呼是針對警察的學歷歧視，警方亦被稱為「警謊」。
同時，正值2019冠狀病毒病疫情肆虐下，部分對警察不滿的香港人都寄望有香港警察中的任何一員染上病毒，繼而逐漸演化叫他們作「三萬thanks」，希望他們真是染上病毒。

### 相關部門
- 香港警務處
- 香港保安局

### 相關人物
- 陶輝
- 謝振中
- 香港逃犯條例修例代表人物列表#警隊人員
- 休班警
- 陳志祥 (香港)
- 香港編年史
- 老豆搵仔

### 相關組織
- 獨立監察警方處理投訴委員會
- 國際特赦組織香港分會
- 香港人權監察
- 蓋世太保

### 相關影響
- 維穩
- 香港人權
- 中港矛盾
- 激進建制派
- 路西法效應
- 非人化
- 警黑合作

### 濫權事件
- 旺角警署強姦案
- 李克強訪問香港期間保安爭議
- 七警案
- 觀塘繞道人肉路障截停非法賽車事件
- 明報記者被香港警察毆打事件
- 香港警方美田邨誤拘智障人士事件
- 反對逃犯條例修訂草案佔領行動
- 對於反對逃犯條例修訂草案運動中警隊的批評

### 相關作品
- 《有種罪犯叫休班警察》
- 《驚訊》

### 相關物品
- 新屋嶺扣留中心
- 橡膠子彈
- 催淚彈
- 水炮車
- 智能燈柱
- 委任證

### 引用
1. ↑  . 香港01. 2017-02-18  [2018-04-27]. （原始内容存档于2021-10-05）. （页面存档备份，存于）
2. ↑  見觀塘繞道人肉路障截停非法賽車事件和粉嶺公路人肉路障事件（粉嶺公路涉「人肉路障」爭議 政府首度回應 - 頭條日報 （页面存档备份，存于））
3. ↑  . 香港01. 2018-01-24  [2019-07-07]. （原始内容存档于2019-07-07）. （页面存档备份，存于）
4. ↑  . 東方報業集團. 2017-01-25  [2019-07-09]. （原始内容存档于2017-10-29）. （页面存档备份，存于）
5. ↑  . 香港01. 2019-01-29  [2019-07-09]. （原始内容存档于2019-07-08）. （页面存档备份，存于）
6. ↑  . 香港01有. 2019-01-30  [2019-07-09]. （原始内容存档于2019-07-08）. （页面存档备份，存于）
7. ↑  孔繁栩, 鄭秋玲. . 香港01. 2021-02-02  [2021-04-22]. （原始内容存档于2021-04-22） （中文（香港））. （页面存档备份，存于）
8. ↑  . 香港電台.   [2019-07-23]. （原始内容存档于2016-03-05） （粵語）. （页面存档备份，存于）
9. ↑  . 東方日報. 2011年10月12日  [2014年10月1日]. （原始内容存档于2015年3月23日） （中文）. （页面存档备份，存于）
10. ↑  . 动向. 2013年8月17日  [2014年10月2日]. （原始内容存档于2016年3月4日） （中文）. （页面存档备份，存于）
11. ↑  . 太陽報. 2014年7月4日  [2014年10月2日]. （原始内容存档于2014年10月6日） （中文）. （页面存档备份，存于）
12. ↑  . 獨立媒體. 2019年6月13日  [2019年6月13日]. （原始内容存档于2019年6月13日） （中文）. （页面存档备份，存于）
13. ↑  . 大紀元. 2014年9月29日  [2014年10月4日]. （原始内容存档于2014年10月5日） （中文）. （页面存档备份，存于）
14. ↑  . 蘋果日報. 2014年7月8日  [2014年10月1日]. （原始内容存档于2014年10月6日） （中文）. （页面存档备份，存于）
15. ↑  . 香港電台. 2014年7月8日  [2014年10月1日]. （原始内容存档于2014年10月6日） （中文）. （页面存档备份，存于）
16. ↑  . 香港電台. 2014年7月8日  [2014年10月1日]. （原始内容存档于2014年10月6日） （中文）. （页面存档备份，存于）
17. ↑  卓柏安. . 香港01. 2019-06-23  [2020-03-10]. （原始内容存档于2019-09-15） （中文（香港））. （页面存档备份，存于）
18. ↑  . CUP 雜誌. 2019-07-30  [2020-03-10]. （原始内容存档于2020-02-26） （中文（香港））. （页面存档备份，存于）
19. ↑  一悠. . 眾新聞. 2019-06-23  [2020-03-10]. （原始内容存档于2021-01-23） （中文（香港））. （页面存档备份，存于）
20. ↑  . 東方日報. 2017-01-25  [2019年6月12日]. （原始内容存档于2017年6月2日） （中文）. （页面存档备份，存于）
21. ↑  凌逸德. . 香港01. 2020-05-12  [2020-05-12]. （原始内容存档于2021-10-04）. （页面存档备份，存于）
22. ↑  . 蘋果日報. 2020-05-11  [2020-05-15]. （原始内容存档于2020-05-17）. （页面存档备份，存于）
23. ↑  黎靜珊. . 香港01. 2020-05-07  [2020-05-08]. （原始内容存档于2020-05-11）. （页面存档备份，存于）
24. ↑  , 明報, 2014年10月5日  [2014年10月6日], （原始内容存档于2014年10月6日） （中文） （页面存档备份，存于）
25. ↑  , 香港人權監察,   [2014-10-04], （原始内容存档于2014-06-06） （中文） （页面存档备份，存于）
26. ↑  . 中央社. 2014年10月5日  [2014年10月5日]. （原始内容存档于2014年10月6日） （中文）. （页面存档备份，存于）
27. ↑  . 華爾街日報. 2014年10月4日  [2014年10月5日]. （原始内容存档于2014年10月5日） （英语）. （页面存档备份，存于）
28. ↑  . 星島日報加拿大多倫多中文新聞網. 2014年9月29日  [2014年10月4日]. （原始内容存档于2014年10月6日） （中文）. （页面存档备份，存于）
29. ↑  . 商業電台. 2011年11月2日  [2014年10月5日]. （原始内容存档于2014年10月6日） （中文）. （页面存档备份，存于）
30. ↑  . 太陽報. 2013年8月12日  [2014年10月2日]. （原始内容存档于2013年8月17日） （中文）. （页面存档备份，存于）
31. ↑  . 信報. 2014年8月6日  [2014年10月6日]. （原始内容存档于2014年10月6日） （中文）. （页面存档备份，存于）
32. ↑  . NOW新聞. 2013年8月9日  [2014年10月13日]. （原始内容存档于2014年10月16日） （中文）. （页面存档备份，存于）
33. ↑  . news.memehk.com.   [2018-08-21]. （原始内容存档于2014-12-22） （英语）. （页面存档备份，存于）
34. ↑  . news.memehk.com.   [2018-08-21]. （原始内容存档于2014-11-16） （英语）. （页面存档备份，存于）
35. ↑  . 信報即時新聞.   [2018-08-21]. （原始内容存档于2014-11-28）. （页面存档备份，存于）
36. ↑  . Apple Daily 蘋果日報.   [2018-08-21]. （原始内容存档于2014-11-30）. （页面存档备份，存于）
37. ↑  . 自由亞洲電台. 2014年7月7日  [2014年10月4日]. （原始内容存档于2014年10月6日） （中文）. （页面存档备份，存于）
38. ↑  . 頭條日報. 2014年7月7日  [2014年10月3日]. （原始内容存档于2014年10月6日） （中文）. （页面存档备份，存于）
39. ↑  . 2014年7月4日  [2014年10月1日]. （原始内容存档于2014年10月6日） （中文）. （页面存档备份，存于）
40. ↑  . 大紀元. 2013年8月26日  [2014年10月1日]. （原始内容存档于2014年10月6日） （中文）. （页面存档备份，存于）
41. ↑  . 新唐人. 2014年9月29日  [2014年10月3日]. （原始内容存档于2014年10月5日） （中文）. （页面存档备份，存于）
42. ↑  . 蘋果日報. 2014年10月1日  [2014年10月1日]. （原始内容存档于2014年10月3日） （中文）. （页面存档备份，存于）
43. ↑  . 端傳媒. 2019-07-10  [2019-07-10]. （原始内容存档于2019-07-10）. （页面存档备份，存于）
44. ↑  . 經濟日報. 2013年4月20日  [2014-10-03]. （原始内容存档于2014-10-06） （中文）. （页面存档备份，存于）
45. ↑  . 東網專訊. 2014年9月30日  [2014年10月3日]. （原始内容存档于2014年10月6日） （中文）. （页面存档备份，存于）
46. ↑  . 蘋果日報. 2014年10月3日 （中文）.
47. ↑  . 星島日報加拿大多倫多中文新聞網. 2014年10月4日  [2014年10月4日]. （原始内容存档于2014年10月6日） （中文）. （页面存档备份，存于）
48. ↑  . 蘋果日報. 2014年10月5日  [2014年10月5日]. （原始内容存档于2014年10月6日） （中文）. （页面存档备份，存于）
49. ↑  . GlobalPost. 2014年10月4日  [2014年10月5日]. （原始内容存档于2014年10月5日） （英语）. （页面存档备份，存于）
50. ↑  . 自由時報. 2014年10月4日  [2014年10月5日]. （原始内容存档于2016年2月16日） （中文）. （页面存档备份，存于）
51. ↑  . 世界新聞網. 2014年10月4日  [2014年10月5日]. （原始内容存档于2014年10月6日） （中文）. （页面存档备份，存于）
52. ↑  . 東森新聞. 2014年10月4日  [2014年10月4日]. （原始内容存档于2014年10月6日） （中文）. （页面存档备份，存于）
53. ↑  , 國際特赦組織, 2014年10月3日  [2014年10月4日], （原始内容存档于2014年10月6日） （英语） （页面存档备份，存于）
54. ↑  , 人權觀察, 2014年10月5日  [2014年10月5日], （原始内容存档于2014年10月6日） （英语） （页面存档备份，存于）
55. ↑  . now新聞. 2014年10月14日  [2014年10月17日]. （原始内容存档于2015年3月15日） （中文）. （页面存档备份，存于）
56. ↑  . 都市日報.   [2014-10-17]. （原始内容存档于2014-10-17） （中文）. Archive.today的存檔，存档日期2014-10-17
57. ↑  . 經濟日報. 2014年10月14日  [2014年10月17日]. （原始内容存档于2014年11月3日） （中文）. （页面存档备份，存于）
58. ↑  . 852郵報. 2019-07-23  [2019-07-24]. （原始内容存档于2019-07-24）. （页面存档备份，存于）
59. ↑  . hk.news.yahoo.com.   [2019-10-27]. （原始内容存档于2019-10-27）. （页面存档备份，存于）
60. ↑  , 獨立監察警方處理投訴委員會,   [2014-10-21], （原始内容存档于2012-04-26） （中文） （页面存档备份，存于）
61. ↑  .   [2019-10-05]. （原始内容存档于2014-03-23）. （页面存档备份，存于）
62. ↑  , 東方日報, 2010年7月14日  [2014年10月21日], （原始内容存档于2016年3月5日） （中文） （页面存档备份，存于）
63. ↑  . 蘋果日報. 2010年2月3日  [2014年10月5日]. （原始内容存档于2014年10月6日） （中文）. （页面存档备份，存于）
64. ↑  . 東方日報. 2012年12月18日  [2014年10月21日]. （原始内容存档于2016年3月5日） （中文）. （页面存档备份，存于）
65. ↑   (PDF). 青鳥.   [2014-10-21]. （原始内容存档 (PDF)于2014-10-21）. （页面存档备份，存于）
66. ↑  . 香港獨立媒體. 2014年6月14日  [2014年10月4日]. （原始内容存档于2014年10月6日） （中文）. （页面存档备份，存于）
67. ↑  . 香港社會工作者總工會.   [2014-10-04]. （原始内容存档于2014-10-06） （中文）. （页面存档备份，存于）
68. ↑  . 信報財經新聞. 2014年10月22日  [2014年10月23日]. （原始内容存档于2015年9月29日） （中文）. （页面存档备份，存于）
69. ↑  . 成報. 2014年10月1日  [2014年10月5日]. （原始内容存档于2014年10月6日） （中文）. （页面存档备份，存于）
70. ↑  . 信報財經新聞. 2014年9月30日  [2014年10月5日]. （原始内容存档于2014年10月4日） （中文）. （页面存档备份，存于）
71. ↑  . 明報. 2014年9月30日  [2019年6月12日]. （原始内容存档于2021年10月5日） （中文）. （页面存档备份，存于）
72. ↑  . BBC中文網. 2014年9月29日  [2014年10月3日]. （原始内容存档于2014年10月2日） （中文）. （页面存档备份，存于）
73. ↑  . 華爾街日報. 2014年9月29日  [2014年10月4日]. （原始内容存档于2015年1月27日） （英语）. （页面存档备份，存于）
74. ↑  , 人權觀察, 2014年9月30日  [2014年10月5日], （原始内容存档于2014年10月6日） （英语） （页面存档备份，存于）
75. ↑  . 自由亞洲電台. 2014年9月30日  [2014年10月5日]. （原始内容存档于2014年10月6日） （中文）. （页面存档备份，存于）
76. ↑  . 東網專訊. 2014年9月30日  [2014年10月3日]. （原始内容存档于2014年10月6日） （中文）. （页面存档备份，存于）
77. ↑  . 蘋果日報. 2014年10月2日  [2014年10月3日]. （原始内容存档于2014年10月5日） （中文）. （页面存档备份，存于）
78. ↑  . 信報財經新聞. 2014年10月4日  [2014年10月4日]. （原始内容存档于2014年10月6日） （中文）. （页面存档备份，存于）
79. ↑  . 蘋果日報. 2014年10月3日  [2014年10月4日]. （原始内容存档于2014年10月4日） （中文）. （页面存档备份，存于）
80. ↑  . 香港電台. 2014年10月5日  [2014年10月5日]. （原始内容存档于2014年10月6日） （中文）. （页面存档备份，存于）
81. ↑  根據通過的法例，汽車停定時司機不可以致使或容許內燃引擎在任何60分鐘時段內操作超過3分鐘。若違反規定，當事人會被定額罰款320元，與違例泊車相同。
82. ↑  高級警員黎錦耀（警察編號：PC51195）
83. ↑  . 蘋果日報. 2014年10月8日  [2014年10月8日]. （原始内容存档于2014年10月9日） （中文）. （页面存档备份，存于）
84. ↑  七警分別為：
黃祖成（警察編號：45180）有組織罪案及三合會調查科總督察
劉卓毅（警察編號：10787）觀塘區反黑組主管高級督察
白榮斌（警察編號：53158）觀塘區反黑組警長
劉興沛（警察編號：1879）觀塘區反黑組警員
陳少丹（警察編號：8215）東九龍刑事總部警員
關嘉豪（警察編號：9008）九龍城區警員
黃偉豪（警察編號：58545）觀塘區反黑組警員
85. ↑  . 蘋果日報. 2014年10月14日  [2014年10月15日]. （原始内容存档于2014年10月16日） （中文）. （页面存档备份，存于）
86. ↑  . 香港獨立媒體. 2014年10月15日  [2014年10月15日]. （原始内容存档于2015年3月20日） （中文）. （页面存档备份，存于）
87. ↑  , YouTube, 2014年10月15日  [2014年10月15日], （原始内容存档于2015年7月22日） （中文） （页面存档备份，存于）
88. ↑  . 信報. 2014年10月15日  [2014年10月15日]. （原始内容存档于2014年10月18日） （中文）. （页面存档备份，存于）
89. ↑  . 香港經濟日報. 2018年9月14日  [2019年6月12日]. （原始内容存档于2018年9月15日） （中文）. （页面存档备份，存于）
90. ↑  . 蘋果日報. 2015年4月30日  [2015年4月30日]. （原始内容存档于2015年5月2日） （中文）. （页面存档备份，存于）
91. ↑  . 香港經濟日報. 2019年6月11日  [2019年6月12日]. （原始内容存档于2019年6月12日） （中文）. （页面存档备份，存于）
92. ↑  . 香港01. 2019年6月12日 （中文）.
93. ↑  . 蘋果新聞. 2019年6月11日  [2019年6月13日]. （原始内容存档于2019年6月11日） （中文）. （页面存档备份，存于）
94. ↑  . 明報. 2019年6月11日  [2019年7月23日]. （原始内容存档于2019年7月3日） （中文）. （页面存档备份，存于）
95. ↑  . 民視新聞. 2019-06-12  [2019-06-12]. （原始内容存档于2021-10-05）. （页面存档备份，存于）
96. ↑  . 晴報. 2019年6月12日  [2019年6月12日]. （原始内容存档于2021年10月3日） （中文）. （页面存档备份，存于）
97. ↑  . 香港電台. 2019年6月12日  [2019年6月12日]. （原始内容存档于2019年6月13日） （中文）. （页面存档备份，存于）
98. ↑  . 香港01. 2019年6月13日 （中文）.
99. ↑  . 立場新聞. 2019年6月13日. （原始内容存档于2019年6月13日）. （页面存档备份，存于）
100. ↑  . 有線寬頻. 2019年6月13日 （中文）.
101. ↑  . 明報. 2019年6月13日 （中文）.
102. ↑  . www.amnesty.org.   [2019-06-29]. （原始内容存档于2019-06-25） （英语）. （页面存档备份，存于）
103. ↑  . 立場新聞 Stand News.   [2019-06-29]. （原始内容存档于2019-06-22） （英语）. （页面存档备份，存于）
104. ↑  . 明報. 2019-07-05  [2019-07-05]. （原始内容存档于2019-07-06）. （页面存档备份，存于）
105. ↑  . 關鍵評論網. 2019-08-12  [2019-08-12]. （原始内容存档于2019-08-12）. （页面存档备份，存于）
106. ↑  . 明報. 2019-08-12  [2019-08-12]. （原始内容存档于2019-08-12）. （页面存档备份，存于）
107. ↑  . 蘋果新聞. 2019-08-12  [2019-08-12]. （原始内容存档于2019-08-12）. （页面存档备份，存于）
108. ↑  . Plataforma. 2019-08-11  [2019-08-12]. （原始内容存档于2019-09-15）. （页面存档备份，存于）
109. ↑  . 眾新聞. 2019-08-12  [2019-08-12]. （原始内容存档于2019-08-11）. （页面存档备份，存于）
110. ↑  黃世澤, Martinoei. . MO's notebook 4G 黃世澤 的筆記簿. 2019-09-17  [2019-11-11]. （原始内容存档于2019-11-11） （中文（臺灣））. （页面存档备份，存于）
111. ↑  陳倩婷, 凌逸德, 陳晶琦, 黃詠榆, 鄭翠碧, 麥凱茵, 彭毅詩, 勞敏儀, 蔡正邦, 陳康智, 賴雯心, 陳蕾蕾, 黎靜珊, 鄧詠中. . 香港01. 2019-11-11  [2019-11-11]. （原始内容存档于2019-11-11） （中文（香港））. （页面存档备份，存于）
112. ↑  黃詠榆, 陳蕾蕾, 陳諾希, 黎靜珊, 陳晶琦, 陳倩婷. . 香港01. 2019-11-11  [2019-11-11]. （原始内容存档于2019-11-11） （中文（香港））. （页面存档备份，存于）
113. ↑  ,   [2019-12-22] （中文（香港））
114. ↑  . 明報新聞網 - 每日明報 daily news.   [2019-12-24]. （原始内容存档于2019-12-23） （中文（繁體））. （页面存档备份，存于）
115. ↑  . 立場新聞 Stand News.   [2019-12-24]. （原始内容存档于2019-12-25） （英语）. （页面存档备份，存于）
116. ↑  . 立場新聞 Stand News.   [2019-12-24]. （原始内容存档于2019-12-25） （英语）. （页面存档备份，存于）
117. ↑  . www.facebook.com.   [2019-12-25] （中文（简体））.
118. ↑  ,   [2019-12-25]
119. ↑  , 立場新聞 Stand News,   [2020-02-08], （原始内容存档于2019-11-30） （页面存档备份，存于）
120. ↑  , 立場新聞 Stand News,   [2020-02-08], （原始内容存档于2020-01-11） （页面存档备份，存于）
121. ↑  , 立場新聞 Stand News,   [2020-02-08], （原始内容存档于2020-09-21） （页面存档备份，存于）
122. ↑  . 蘋果日報. 2020-03-10  [2020-03-10]. （原始内容存档于2021-06-21）. （页面存档备份，存于）
123. ↑  . www.coronavirus.gov.hk.   [2020-05-10]. （原始内容存档于2020-05-16） （中文（香港））. （页面存档备份，存于）
124. ↑  . 立場新聞 Stand News.   [2020-05-10]. （原始内容存档于2020-05-27） （英语）. （页面存档备份，存于）
125. ↑  . 立場新聞 Stand News.   [2020-05-10]. （原始内容存档于2020-05-11） （英语）. （页面存档备份，存于）
126. ↑  . 蘋果日報. 2020-09-01  [2020-09-01]. （原始内容存档于2020-09-01）. （页面存档备份，存于）
127. ↑  . 蘋果日報. 2021-03-06  [2021-03-06]. （原始内容存档于2021-05-09）. （页面存档备份，存于）
128. ↑  . 明報新聞網 - 即時新聞 instant news.   [2020-01-15]. （原始内容存档于2020-02-05） （中文（繁體））. （页面存档备份，存于）
129. ↑  . www.facebook.com.   [2020-01-19]. （原始内容存档于2020-02-05） （中文（简体））. （页面存档备份，存于）
130. ↑  . 蘋果日報. 2021-03-31  [2021-03-31]. （原始内容存档于2021-04-05）. （页面存档备份，存于）
131. ↑  . 和你報. 2021-03-13  [2021-03-17].
132. ↑  高慧然. . 蘋果日報. 2021-03-16  [2021-03-17]. （原始内容存档于2021-03-21）. （页面存档备份，存于）
133. ↑  . 國際特赦組織. 2019年6月12日  [2019年6月13日]. （原始内容存档于2019年6月12日） （英语）. （页面存档备份，存于）
134. ↑  . 人權監察. 2019年6月12日  [2019年6月13日]. （原始内容存档于2019年6月13日） （英语）. （页面存档备份，存于）
135. ↑  . 立場新聞. 2019年6月13日  [2019年6月13日]. （原始内容存档于2019年6月14日） （中文）. （页面存档备份，存于）
136. ↑  . 香港01. 2019年6月13日 （中文）.
137. ↑  . 香港電台. 2019年6月12日  [2019年6月12日]. （原始内容存档于2019年6月13日） （中文）. （页面存档备份，存于）
138. ↑  . 眾新聞. 2019年6月13日  [2019年6月13日]. （原始内容存档于2020年6月14日） （中文）. （页面存档备份，存于）
139. ↑  . 香港經濟日報. 2019年6月12日  [2019年6月13日]. （原始内容存档于2019年6月13日） （中文）. （页面存档备份，存于）
140. ↑  . LINE TODAY. 2019年6月12日 （中文）.
141. ↑  . 晴報. 2019年6月12日  [2019年6月13日]. （原始内容存档于2020年6月14日） （中文）. （页面存档备份，存于）
142. ↑  . 立場新聞. 2019年6月13日  [2019年6月13日]. （原始内容存档于2019年6月14日） （中文）. （页面存档备份，存于）
143. ↑  . 2019年6月12日  [2019年6月12日]. （原始内容存档于2021年10月5日） （中文）. （页面存档备份，存于）
144. ↑  . 香港電台. 2019年6月12日  [2019年6月13日]. （原始内容存档于2019年6月13日） （中文）. （页面存档备份，存于）
145. ↑  . 明報. 2019年6月12日  [2020年6月14日]. （原始内容存档于2020年6月14日） （中文）. （页面存档备份，存于）
146. ↑  . 星島日報. 2019年6月12日 （中文）.
147. ↑  . 新城電台. 2019年6月12日  [2019年6月12日]. （原始内容存档于2020年6月14日） （中文）. （页面存档备份，存于）
148. ↑  . 香港電台. 2019年6月21日  [2019年6月22日]. （原始内容存档于2019年6月22日） （中文）. （页面存档备份，存于）
149. ↑  . 立場新聞. 2019年6月21日  [2019年6月22日]. （原始内容存档于2019年6月22日） （中文）. （页面存档备份，存于）
150. 1 2  李家偉. . 香港01. 2019-08-20. （原始内容存档于2019-08-20） （中文（香港））. （页面存档备份，存于）
151. 1 2  李家偉. . 香港01. 2019-08-20. （原始内容存档于2019-08-20） （中文（香港））. （页面存档备份，存于）
152. 1 2  . 立場新聞 Stand News. 2019-08-20. （原始内容存档于2019-08-22）. （页面存档备份，存于）
153. 1 2  張美華. . 香港01. 2019-08-21. （原始内容存档于2019-08-21） （中文（香港））. （页面存档备份，存于）
154. ↑  [https://thestandnews.com/politics/%E5%8C%97%E5%8D%80%E9%86%AB%E9%99%A2%E8%99%90%E6%89%93%E9%95%B7%E8%80%85-%E5%85%A9%E5%90%8D%E8%AD%A6%E5%93%A1%E8%A2%AB%E6%8D%95-%E5%B0%87%E8%BB%8D%E6%BE%B3%E6%96%AC%E4%BA%BA%E7%96%91%E7%8A%AF%E7%BE%85%E6%B9%96%E8%90%BD%E7%B6%B2/ （页面存档备份，存于） 北區醫院虐打長者　兩名警員被捕　將軍澳斬人疑犯羅湖落網，StandNews，2019-08-20
155. 1 2  . 明報新聞網 - 每日明報 daily news. 2019-08-20. （原始内容存档于2019-08-22） （中文（繁體））. （页面存档备份，存于）
156. ↑  . 蘋果日報. 2019-10-06  [2019-10-24]. （原始内容存档于2019-10-20）. （页面存档备份，存于）
157. ↑  . 明報新聞網 - 即時新聞 instant news.   [2020-01-15]. （原始内容存档于2020-02-05） （中文（繁體））. （页面存档备份，存于）
158. ↑  . 明報新聞網 - 即時新聞 instant news.   [2020-01-15]. （原始内容存档于2020-01-16） （中文（繁體））. （页面存档备份，存于）
159. ↑  頭條日報. . 頭條日報 Headline Daily.   [2020-01-15]. （原始内容存档于2020-01-15） （中文（香港））. （页面存档备份，存于）
160. ↑  作者：熱血編輯部01-15-2020. . www.passiontimes.hk.   [2020-01-15]. （原始内容存档于2020-02-05）. （页面存档备份，存于）
161. ↑  . 眾新聞.   [2020-01-06]. （原始内容存档于2020-02-23） （中文）. （页面存档备份，存于）
162. ↑  . news.rthk.hk.   [2020-01-06]. （原始内容存档于2020-01-05） （中文（香港））. （页面存档备份，存于）
163. ↑  . Apple Daily 蘋果日報.   [2020-01-18]. （原始内容存档于2019-08-21）. （页面存档备份，存于）
164. ↑  吳婉英. . 眾新聞. 2019-12-10  [2020-04-02]. （原始内容存档于2020-06-12）. （页面存档备份，存于）
165. ↑  . 立場新聞. 2019-08-20  [2019-08-29]. （原始内容存档于2019-08-22） （中文（香港））. （页面存档备份，存于）
166. ↑  . now新聞台. 2019-10-14  [2020-04-02]. （原始内容存档于2020-03-22）. （页面存档备份，存于）
167. ↑  . 明報. 2021-06-05  [2021-06-05]. （原始内容存档于2021-06-06）. （页面存档备份，存于）
168. ↑  . 蘋果日報. 2020-04-02  [2020-04-02]. （原始内容存档于2020-04-12）. （页面存档备份，存于）
169. ↑  . 加山傳播 DB Channel. 2020-04-02  [2020-04-02]. （原始内容存档于2020-08-26）. （页面存档备份，存于）
170. ↑  . 蘋果日報. 2020-12-02  [2020-12-02]. （原始内容存档于2020-12-01）. （页面存档备份，存于）
171. ↑  西環集中營： 警隊形象一鋪清袋 （页面存档备份，存于） 《蘋果日報》 2014年10月17日
172. ↑  . 經濟日報. 2014-12-11  [2015-01-25]. （原始内容存档于2015-01-28）. （页面存档备份，存于）
173. ↑  . 立場新聞 Stand News.   [2019-10-03]. （原始内容存档于2021-06-23） （英语）. （页面存档备份，存于）
174. ↑  . 蘋果日報 (香港). 2019-09-30  [2020-03-10]. （原始内容存档于2021-06-21） （中文（香港））. （页面存档备份，存于）
175. ↑  . 明報. 2019-11-18  [2020-05-23]. （原始内容存档于2021-10-05）. （页面存档备份，存于）
176. ↑  Dainius Puras; Leigh Toomey, Clement Nyaletsossi Voule, Joseph Cannataci.  (pdf). Office of the United Nations High Commissioner for Human Rights. 2020-02-19  [2020-04-23]. （原始内容存档于2020-04-22） （英语）.  （页面存档备份，存于）
177. ↑  .   [2020-04-22]. （原始内容存档于2020-09-19）. （页面存档备份，存于）
178. ↑  . 眾新聞. 2019-09-24  [2020-05-23]. （原始内容存档于2021-10-05）. （页面存档备份，存于）
179. ↑  . 眾新聞. 2019-10-21  [2020-05-23]. （原始内容存档于2020-09-01）. （页面存档备份，存于）
180. 1 2 3  . 蘋果日報 (香港). 2019-07-27. （原始内容存档于2019-09-24）. （页面存档备份，存于）
181. ↑  . 香港獨立媒體網.   [2019-09-01]. （原始内容存档于2019-09-01）. （页面存档备份，存于）
182. ↑  . RTHK. 2019-09-04  [2019-09-24]. （原始内容存档于2019-09-14）. （页面存档备份，存于）
183. ↑  Hui, Mary. . Quartz.   [2019-09-22]. （原始内容存档于2019-09-22） （英语）. （页面存档备份，存于）
184. ↑  .   [2020-09-22]. （原始内容存档于2020-04-26）. （页面存档备份，存于）
185. ↑  .   [2020-03-14]. （原始内容存档于2020-04-26）. （页面存档备份，存于）
186. ↑  . 香港. 2019-08-22  [2020-03-08]. （原始内容存档于2020-04-26） –www.youtube.com （中文）.
187. ↑  . 蘋果日報. 2019-11-09  [2020-03-08]. （原始内容存档于2020-02-29） （中文）. （页面存档备份，存于）
188. ↑  . 立場新聞 (立場新聞). 2019-08-04  [2019-08-04]. （原始内容存档于2019-08-15） （中文）. （页面存档备份，存于）
189. ↑  .   [2019-09-01]. （原始内容存档于2019-09-01）. （页面存档备份，存于）
190. ↑  王永平. . 明報. 2019-09-11  [2020-03-08]. （原始内容存档于2020-03-08） （中文）. （页面存档备份，存于）
191. ↑  . 2019-11-11  [2020-03-08]. （原始内容存档于2020-02-29）. （页面存档备份，存于）
192. ↑  . Apple Daily 蘋果日報.   [2019-09-24]. （原始内容存档于2019-09-26）. （页面存档备份，存于）
193. ↑  . 香港電台. 2019-09-23  [2019-09-24]. （原始内容存档于2020-10-02）. （页面存档备份，存于）
194. ↑  ETtoday. . www.ettoday.net.   [2019-09-24]. （原始内容存档于2021-10-12） （中文（繁體））. （页面存档备份，存于）
195. ↑  戈登探長. . Medium. 2019-09-24  [2019-09-24]. （原始内容存档于2021-10-05） （英语）. （页面存档备份，存于）
196. ↑  Victor, Daniel; Yu, Elaine. . The New York Times. 2019-09-24  [2019-09-24]. ISSN 0362-4331. （原始内容存档于2019-09-24） （美国英语）. （页面存档备份，存于）
197. ↑  . 自由時報. 2015-08-02  [2015-12-22]. （原始内容存档于2015-12-23）. （页面存档备份，存于）（粵語）
198. ↑  . 蘋果日報. 2015-08-05  [2015-12-22]. （原始内容存档于2015-12-23）. （页面存档备份，存于）（粵語）
199. 1 2  . 立場新聞. 2019-08-05. （原始内容存档于2019-08-15）. （页面存档备份，存于）
200. 1 2  admin. .   [2019-09-24]. （原始内容存档于2020-01-31） （中文（臺灣））. （页面存档备份，存于）
201. ↑  . 蘋果日報. 2014-12-01  [2019-09-02]. （原始内容存档于2019-09-02）. （页面存档备份，存于）
202. ↑  . 立場新聞. 2015-05-19  [2019-09-24]. （原始内容存档于2019-08-17）. （页面存档备份，存于）
203. ↑  朱雅霜, 王譯揚, 呂諾君. . 香港01. 2019-08-05. （原始内容存档于2019-09-02）. （页面存档备份，存于）
204. ↑  .   [2019-09-02]. （原始内容存档于2021-10-14） –www.youtube.com. （页面存档备份，存于）
205. ↑  . 明報. 2019-08-23. （原始内容存档于2019-09-13）. （页面存档备份，存于）
206. ↑  .   [2020-10-21]. （原始内容存档于2020-10-26）. （页面存档备份，存于）
207. ↑  . 端傳媒. 2019-08-28. （原始内容存档于2019-09-01）. （页面存档备份，存于）
208. ↑  .   [2019年9月2日]. （原始内容存档于2019年8月29日）. （页面存档备份，存于）
209. ↑  .   [2020-10-21]. （原始内容存档于2020-10-23）. （页面存档备份，存于）
210. ↑  林可欣. . 香港01. 2017-11-18. （原始内容存档于2019-09-02）. （页面存档备份，存于）
211. ↑  . 紫藤. 2006-05-02. （原始内容存档于2019-09-02）. （页面存档备份，存于）
212. ↑  . 香港獨立媒體. 2005-11-12. （原始内容存档于2019-09-02）. （页面存档备份，存于）
213. ↑  . 蘋果日報. 2017-01-26  [2020-04-30]. （原始内容存档于2020-08-12）. （页面存档备份，存于）
214. ↑  . 蘋果日報. 2020-03-20  [2020-04-30]. （原始内容存档于2021-06-21）. （页面存档备份，存于）
215. ↑  . 聯合報. 2021-05-13  [2021-05-20]. （原始内容存档于2021-05-14）. （页面存档备份，存于）
216. ↑  .   [2021-05-20]. （原始内容存档于2021-05-18）. （页面存档备份，存于）
217. ↑  . hd.stheadline.com.   [2020-01-08]. （原始内容存档于2021-10-11）. （页面存档备份，存于）
218. ↑  . 明報新聞網 - 即時新聞 instant news.   [2020-01-08]. （原始内容存档于2021-10-10） （中文（繁體））. （页面存档备份，存于）
219. ↑  鄭秋玲. . 香港01. 2017-01-03  [2020-01-08]. （原始内容存档于2021-10-05） （中文（香港））. （页面存档备份，存于）
220. ↑  . Apple Daily 蘋果日報.   [2020-01-08]. （原始内容存档于2020-01-08）. （页面存档备份，存于）
221. ↑  . 明報. 2019-10-11  [2020-09-22]. （原始内容存档于2020-01-12）. （页面存档备份，存于）
222. ↑  ,   [2020-03-26], （原始内容存档于2020-03-26） （中文（简体）） （页面存档备份，存于）
223. 1 2  ,   [2020-03-26], （原始内容存档于2021-10-05） （中文（简体）） （页面存档备份，存于）
224. ↑  . 大紀元時報. 2020-04-01  [2020-05-14]. （原始内容存档于2020-05-08）. （页面存档备份，存于）
225. ↑  . 蘋果日報.   [2020-11-17]. （原始内容存档于2020-11-17）. （页面存档备份，存于）
226. ↑  香港警務處, 刑事部總部. . 2019: 2.[永久]
227. ↑  . Apple Daily 蘋果日報.   [2019-12-30]. （原始内容存档于2019-12-30）. （页面存档备份，存于）
228. ↑  . 蘋果日報. 2020-04-30  [2020-04-30]. （原始内容存档于2020-09-19）. （页面存档备份，存于）
229. ↑  .   [2020-05-11]. （原始内容存档于2020-05-28）. （页面存档备份，存于）
230. ↑  Studio Incendo. .   [2020-05-11]. （原始内容存档于2020-05-19）. （页面存档备份，存于）
231. ↑  . 蘋果日報. 2020-05-11  [2020-05-13]. （原始内容存档于2020-05-19）. （页面存档备份，存于）
232. ↑  . 立場新聞. 2020-05-11  [2020-05-13]. （原始内容存档于2020-05-16）. （页面存档备份，存于）
233. ↑  Odo Wong. . 獨立媒體. 深學媒體管理及執行委員會. 2020-05-11  [2020-05-13]. （原始内容存档于2020-05-20）. （页面存档备份，存于）
234. ↑  . 蘋果日報. 2020-05-11  [2020-05-13]. （原始内容存档于2020-05-25）. （页面存档备份，存于）
235. ↑  . 蘋果日報. 2020-06-25  [2020-06-26]. （原始内容存档于2021-06-21）. （页面存档备份，存于）
236. ↑  . 德國之聲. 2020-08-31  [2020-09-07]. （原始内容存档于2020-09-03）. （页面存档备份，存于）
237. ↑  . 立場新聞. 2020-09-06  [2020-09-07]. （原始内容存档于2020-09-07）. （页面存档备份，存于）
238. ↑  . 立場新聞. 2020-09-07  [2020-09-07]. （原始内容存档于2020-09-07）. （页面存档备份，存于）
239. ↑  . 立場新聞. 2021-01-24  [2021-01-26]. （原始内容存档于2021-02-25）. （页面存档备份，存于）
240. ↑  . 香港電台. 2021-02-02  [2021-02-07]. （原始内容存档于2021-10-04）. （页面存档备份，存于）
241. ↑  . 蘋果日報. 2020-06-26  [2020-06-27]. （原始内容存档于2020-06-27）. （页面存档备份，存于）
242. ↑  . 蘋果日報. 2015年3月14日  [2015年3月14日]. （原始内容存档于2015年3月14日） （中文）. （页面存档备份，存于）
243. ↑  莊曉彤. . 眾新聞. 2020-09-23  [2020-09-24]. （原始内容存档于2021-10-05）. （页面存档备份，存于）
244. ↑  李慧娜. . 香港01. 2019-02-04  [2019-07-10]. （原始内容存档于2019-07-10）. （页面存档备份，存于）
245. ↑  凌逸德. . 香港01. 2019-08-31  [2020-03-08]. （原始内容存档于2020-03-08） （中文）. （页面存档备份，存于）
246. ↑  . 立場新聞. 2020-03-01  [2020-03-08]. （原始内容存档于2020-03-08） （中文）. （页面存档备份，存于）
247. ↑  林祖偉. . BBC. 2020-01-07  [2020-03-08]. （原始内容存档于2020-03-08） （中文）. （页面存档备份，存于）
248. ↑  . 眾新聞. 2019-12-28  [2020-03-08]. （原始内容存档于2020-02-29） （中文）. （页面存档备份，存于）
249. ↑  林彥邦. . 立場新聞. 2019-06-10  [2020-03-08]. （原始内容存档于2019-11-09） （中文）. （页面存档备份，存于）
250. ↑  . 立場新聞. 2020年4月27日  [2020年4月27日]. （原始内容存档于2020年5月15日） （中文）. （页面存档备份，存于）
251. ↑  鄧家琪. . 香港01. 2019-09-13  [2020-07-23]. （原始内容存档于2020-07-23）. （页面存档备份，存于）
252. ↑  . 眾新聞. 2020-07-23  [2020-07-23]. （原始内容存档于2020-07-23）. （页面存档备份，存于）
253. ↑  . 立場新聞. 2020-08-12  [2020-08-12]. （原始内容存档于2020-09-01）. （页面存档备份，存于）
254. ↑  . 立場新聞. 2019年6月10日  [2019年6月13日]. （原始内容存档于2019年6月11日） （中文）. （页面存档备份，存于）
255. ↑  . 香港經濟日報. 2019年6月12日  [2019年6月13日]. （原始内容存档于2019年6月13日） （中文）. （页面存档备份，存于）
256. ↑  . 香港01. 2019年6月12日  [2019年6月13日]. （原始内容存档于2020年4月26日） （中文）. （页面存档备份，存于）
257. ↑  . 熱血時報. 2019年6月13日  [2019年6月13日]. （原始内容存档于2019年7月1日） （中文）. （页面存档备份，存于）
258. ↑  . 東森新聞. 2019年6月13日  [2019年6月13日]. （原始内容存档于2020年4月26日） （中文）. （页面存档备份，存于）
259. ↑  .   [2020-03-22]. （原始内容存档于2020-03-22）. （页面存档备份，存于）
260. ↑  .   [2020-03-22]. （原始内容存档于2020-03-22）. （页面存档备份，存于）
261. ↑  [ https://news.rthk.hk/rthk/ch/component/k2/1489835-20191103.htm （页面存档备份，存于）
 香港電台：《立場新聞》一名特約攝影記者太古城中心採訪期間被捕]
262. ↑  .   [2020-03-22]. （原始内容存档于2020-03-22）. （页面存档备份，存于）
263. ↑  . am730. 2022-09-19  [2023-01-30]. （原始内容存档于2023-01-30）. （页面存档备份，存于）
264. ↑  . https://www.881903.com/news/local/2473944/%E7%9B%A3%E8%AD%A6%E6%9C%83%E7%B6%AD%E6%8C%81%E6%9C%AC%E5%8F%B0%E8%A8%98%E8%80%85%E9%81%AD%E5%B0%84%E6%B5%B7%E7%B6%BF%E5%BD%88%E7%84%A1%E6%B3%95%E8%AD%89%E5%AF%A6%E7%B5%90%E8%AB%96-%E7%95%B6%E4%BA%8B%E4%BA%BA%E6%84%9F%E5%A4%B1%E6%9C%9B (商業電台). 2023-01-30. 外部链接存在于|work= (帮助)
265. ↑  .   [2020-03-22]. （原始内容存档于2020-03-22）. （页面存档备份，存于）
266. ↑  .   [2020-03-22]. （原始内容存档于2020-03-11）. （页面存档备份，存于）
267. ↑  . 立場新聞. 2020-02-13  [2020-02-15]. （原始内容存档于2020-02-23）. （页面存档备份，存于）
268. ↑  .   [2020-03-22]. （原始内容存档于2020-04-26）. （页面存档备份，存于）
269. ↑  .   [2020-03-22]. （原始内容存档于2020-03-22）. （页面存档备份，存于）
270. ↑  . 明報新聞網 - 每日明報 daily news.   [2020-05-12]. （原始内容存档于2020-05-24） （中文（繁體））. （页面存档备份，存于）
271. ↑  . 蘋果日報. 2020-08-12  [2020-08-12]. （原始内容存档于2020-11-04）. （页面存档备份，存于）
272. ↑  . 香港01. 2019年6月13日  [2019年6月13日]. （原始内容存档于2020年4月26日） （中文）. （页面存档备份，存于）
273. ↑  . 香港01. 2019年6月13日  [2019年6月13日]. （原始内容存档于2020年3月22日） （中文）. （页面存档备份，存于）
274. ↑  .   [2020-03-22]. （原始内容存档于2020-03-22）. （页面存档备份，存于）
275. ↑  .   [2020-03-22]. （原始内容存档于2020-03-22）. （页面存档备份，存于）
276. ↑  立場新聞：六記者頭盔貼字抗議　警一度警告用適當武力趕離　記者會終取消（页面存档备份，存于）
277. ↑  .   [2020-03-22]. （原始内容存档于2020-02-14）. 外部链接存在于|title= (帮助) （页面存档备份，存于）
278. ↑  . 立場新聞. 2021-01-19  [2021-01-19]. （原始内容存档于2021-01-29）. （页面存档备份，存于）
279. ↑  . 明報. 2021-01-20  [2021-01-20]. （原始内容存档于2021-01-19）. （页面存档备份，存于）
280. ↑  . 香港01. 2019年6月13日  [2019年6月13日]. （原始内容存档于2020年4月26日） （中文）. （页面存档备份，存于）
281. ↑  . 蘋果日報. 2020-05-13  [2020-05-13]. （原始内容存档于2020-06-06）. （页面存档备份，存于）
282. ↑  . 明報. 2019-10-20  [2019-10-20]. （原始内容存档于2020-08-26） （中文（香港））. （页面存档备份，存于）
283. ↑  . 立場新聞. 2019年10月20日  [2020年9月22日]. （原始内容存档于2020年8月26日） （中文）. （页面存档备份，存于）
284. ↑  ,   [2019-10-20], （原始内容存档于2021-10-05） （中文（简体）） （页面存档备份，存于）
285. ↑  . 立場新聞. 2019年10月20日  [2019年10月20日]. （原始内容存档于2021年6月25日） （中文）. （页面存档备份，存于）
286. ↑  . 香港01. 2019年10月20日  [2020年9月22日]. （原始内容存档于2019年10月21日） （中文）. （页面存档备份，存于）
287. ↑  ,   [2019-10-20], （原始内容存档于2021-10-14） （中文） （页面存档备份，存于）
288. ↑  . 新城財經台. 2019年10月21日  [2019年10月21日]. （原始内容存档于2021年10月5日） （中文）. （页面存档备份，存于）
289. ↑  . 明報. 2017-02-24  [2017-02-24]. （原始内容存档于2017-02-25）. （页面存档备份，存于）
290. ↑  . 端傳媒. 2017-02-24  [2017-02-24]. （原始内容存档于2017-02-25） （中文）. （页面存档备份，存于）
291. ↑  . 明報. 2017-02-24  [2017-02-24]. （原始内容存档于2017-02-25）. （页面存档备份，存于）
292. ↑  . 蘋果日報. 2019-12-19  [2020-02-12]. （原始内容存档于2021-06-21）. （页面存档备份，存于）
293. ↑  . 明報. 2020-02-11  [2020-02-12]. （原始内容存档于2020-02-12）. （页面存档备份，存于）
294. ↑  . 蘋果日報. 2014年10月5日  [2014年10月5日]. （原始内容存档于2014年10月6日） （中文）. （页面存档备份，存于）
295. ↑  . 蘋果日報. 2014年10月7日  [2014年10月8日]. （原始内容存档于2014年10月8日） （中文）. （页面存档备份，存于）
296. ↑  . now新聞. 2019-09-01  [2019-10-15]. （原始内容存档于2019-10-15）. （页面存档备份，存于）
297. ↑  . ETtoday新聞雲. 2019-08-12  [2019-10-15]. （原始内容存档于2019-10-15）. （页面存档备份，存于）
298. ↑  . 有線新聞. 2019-08-12.
299. ↑  . 香港01. 2019-08-13  [2019-10-21]. （原始内容存档于2019-10-21）. （页面存档备份，存于）
300. ↑  . 信報. 2019-08-12  [2019-08-12]. （原始内容存档于2019-08-12）. （页面存档备份，存于）
301. ↑  . 立場新聞. 2019-08-12  [2019-08-12]. （原始内容存档于2019-08-12）. （页面存档备份，存于）
302. ↑  . 新城電台. 2019-08-12  [2019-08-12]. （原始内容存档于2019-09-15）. （页面存档备份，存于）
303. ↑  . 香港電台. 2019-08-12  [2019-08-12]. （原始内容存档于2019-08-12）. （页面存档备份，存于）
304. ↑  . HK01. 2019-08-12  [2019-08-12]. （原始内容存档于2019-08-12）. （页面存档备份，存于）
305. ↑  . 明報. 2019-08-12  [2019-08-12]. （原始内容存档于2019-09-14）. （页面存档备份，存于）
306. ↑  . 法國廣播電台. 2019-10-09  [2019-10-15]. （原始内容存档于2019-10-13）. （页面存档备份，存于）
307. ↑  . 香港01. 2019-10-06  [2020-03-09]. （原始内容存档于2021-10-12） （中文（香港））. （页面存档备份，存于）
308. ↑  . www.ntdtv.com. 2019-10-14  [2020-03-10]. （原始内容存档于2021-10-11） （中文（臺灣））. （页面存档备份，存于）
309. ↑  . 大紀元時報. 2019-10-14  [2020-03-28]. （原始内容存档于2020-03-28）. （页面存档备份，存于）
310. ↑  . 立場新聞 Stand News.   [2020-03-10]. （原始内容存档于2019-08-14） （英语）. （页面存档备份，存于）
311. ↑  . 頭條日報. 2022-01-14  [2022-05-06]. （原始内容存档于2022-05-06）. （页面存档备份，存于）
312. ↑  . 獨立媒體. 2022-05-05  [2022-05-06]. （原始内容存档于2022-05-06）. （页面存档备份，存于）
313. ↑  . 自由亞洲電台. 2021-11-12  [2022-05-06]. （原始内容存档于2021-11-22）. （页面存档备份，存于）
314. ↑  . 眾新聞. 2020-08-15  [2020-08-16]. （原始内容存档于2021-10-05）. （页面存档备份，存于）
315. ↑  . 星島日報. 2016-02-15 （中文）.
316. ↑  . 立場新聞. 2017-02-22  [2017-02-24]. （原始内容存档于2017-02-24） （中文）. （页面存档备份，存于）
317. ↑  . 商業電台. 2019-06-30  [2019-06-30]. （原始内容存档于2019-06-30） （中文）. （页面存档备份，存于）
318. ↑  . 香港01. 2019-06-30 （中文）.
319. ↑  . 香港01. 2019-06-30 （中文）.
320. ↑  . 香港電台. 2019-06-30  [2019-06-30]. （原始内容存档于2019-06-30） （中文）. （页面存档备份，存于）
321. ↑  . 無線新聞. 2019-06-30  [2019-06-30]. （原始内容存档于2020-09-26） （中文）. （页面存档备份，存于）
322. ↑  . 香港01. 2019-06-30 （中文）.
323. ↑  . 明報. 2019-06-30  [2019-07-23]. （原始内容存档于2019-06-30） （中文）. （页面存档备份，存于）
324. ↑  . 观察者网.   [2019-08-14]. （原始内容存档于2019-08-14）. （页面存档备份，存于）
325. ↑  .   [2019-09-11]. （原始内容存档于2019-09-22）. （页面存档备份，存于）
326. ↑  .   [2019-09-11]. （原始内容存档于2019-09-22）. （页面存档备份，存于）
327. 1 2  勞顯亮. . 香港01. 2019-07-26  [2019-12-05]. （原始内容存档于2019-12-05） （中文（香港））. （页面存档备份，存于）
328. 1 2  . 明報新聞網 - 即時新聞 instant news.   [2019-12-05]. （原始内容存档于2019-12-05） （中文（繁體））. （页面存档备份，存于）
329. 1 2  . Apple Daily 蘋果日報.   [2019-12-05]. （原始内容存档于2019-12-05）. （页面存档备份，存于）
330. 1 2  麥凱茵. . 香港01. 2019-12-03  [2019-12-05]. （原始内容存档于2019-12-05） （中文（香港））. （页面存档备份，存于）
331. 1 2  . 明報. 2019-07-09  [2019-07-12]. （原始内容存档于2019-07-10） （中文（繁體））. （页面存档备份，存于）
332. 1 2  . 眾新聞. 2019-07-10  [2019-07-12]. （原始内容存档于2019-07-11） （中文（繁體））. （页面存档备份，存于）
333. ↑  . 法國國際廣播電台. 2019-06-17  [2019-07-12]. （原始内容存档于2019-06-18） （中文（简体））. （页面存档备份，存于）
334. ↑  . 香港01. 2019-07-03  [2019-07-12]. （原始内容存档于2019-07-11） （中文（繁體））. （页面存档备份，存于）
335. ↑  . 香港01. 2019-06-19  [2019-07-12]. （原始内容存档于2019-07-01） （中文（繁體））. （页面存档备份，存于）
336. 1 2  . www.ntdtv.com. 2019-10-16  [2019-12-05]. （原始内容存档于2019-12-05） （中文（臺灣））. （页面存档备份，存于）
337. 1 2  . 德國之聲. 2019-10-22  [2019-12-05]. （原始内容存档于2019-12-05） （中文（中国大陆））. （页面存档备份，存于）
338. 1 2  . Washington Post. 2019-12-25  [2019-12-27]. （原始内容存档于2020-01-12） （英语）. （页面存档备份，存于）
339. 1 2  . 立場新聞. 2019-12-15  [2019-12-27]. （原始内容存档于2019-12-26）. （页面存档备份，存于）
340. 1 2   (新闻稿). 2019-12-26  [2019-12-27]. （原始内容存档于2019-12-27）.
341. 1 2  . 立場新聞. 2019-12-26  [2019-12-27]. （原始内容存档于2019-12-27）. （页面存档备份，存于）
342. 1 2  . 香港01. 2019-12-26  [2019-12-31]. （原始内容存档于2019-12-27）. （页面存档备份，存于）
343. 1 2   (新闻稿).   [2019-12-27 date=2019-12-26]. （原始内容存档于2019-12-27）.
344. 1 2   (新闻稿). 2019-12-25  [2019-12-27]. （原始内容存档于2019-12-27）.
345. 1 2  . Facebook.   [2019-12-27]. （原始内容存档于2020-04-26） （英语）. （页面存档备份，存于）
346. 1 2  . 香港01. 2019-12-27  [2019-12-31]. （原始内容存档于2019-12-27）. （页面存档备份，存于）
347. ↑  . 新唐人電視台.   [2020-03-08]. （原始内容存档于2020-01-14） （中文）. （页面存档备份，存于）
348. ↑  法政匯思. . 眾新聞. 2020-01-15  [2020-03-04]. （原始内容存档于2020-03-04）. （页面存档备份，存于）
349. ↑  . 文匯報. 2019-12-14  [2020-03-04]. （原始内容存档于2019-12-13）. （页面存档备份，存于）
350. ↑  . 明報. 2020-03-06  [2020-03-08]. （原始内容存档于2020-03-08） （中文）. （页面存档备份，存于）
351. ↑  . Apple Daily 蘋果日報. 2020-02-23  [2020-03-08]. （原始内容存档于2020-02-23） （中文）. （页面存档备份，存于）
352. ↑  . Apple Daily 蘋果日報.   [2020-04-21]. （原始内容存档于2020-04-22）. （页面存档备份，存于）
353. ↑  . 香港01.   [2020-04-20]. （原始内容存档于2021-10-10）. （页面存档备份，存于）
354. ↑  . 獨立媒體. 2021-10-29  [2021-11-12]. （原始内容存档于2021-12-09）. （页面存档备份，存于）
355. ↑  . 眾新聞.   [2021-11-12]. （原始内容存档于2021-11-12） （中文）. （页面存档备份，存于）
356. ↑  .   [2021-11-12]. （原始内容存档于2021-11-12）. （页面存档备份，存于）
357. ↑  林樂兒. . 香港01. 2020-04-07  [2021-11-12]. （原始内容存档于2021-11-12） （中文（香港））. （页面存档备份，存于）
358. ↑  郭顥添. . 香港01. 2020-06-01  [2021-11-12]. （原始内容存档于2021-11-12） （中文（香港））. （页面存档备份，存于）
359. ↑  . 立場新聞 Stand News.   [2021-11-12]. （原始内容存档于2021-11-12）. （页面存档备份，存于）
360. ↑  . 立場新聞 Stand News.   [2021-11-12]. （原始内容存档于2021-11-12）. （页面存档备份，存于）
361. ↑  李慧娜. . 香港01. 2020-06-02  [2021-11-12]. （原始内容存档于2021-11-12） （中文（香港））. （页面存档备份，存于）
362. ↑  . 獨立媒體. 2020-06-17  [2021-11-12]. （原始内容存档于2021-11-12）. （页面存档备份，存于）
363. ↑  . 立場新聞 Stand News.   [2021-11-12]. （原始内容存档于2021-12-29）. （页面存档备份，存于）
364. ↑  . 蘋果日報. 2015年9月14日  [2015年9月14日]. （原始内容存档于2017年1月13日）. （页面存档备份，存于）（粵語）
365. ↑  . 明報. 2015-05-13  [2015-05-13]. （原始内容存档于2015-05-14）. （页面存档备份，存于）（粵語）
366. ↑  . 蘋果日報. 2015年5月14日  [2015年5月14日]. （原始内容存档于2015年5月16日）. （页面存档备份，存于）（粵語）
367. ↑  甄樹基. . 2016-07-19  [2021-11-07]. （原始内容存档于2021-11-09） （中文（香港））. （页面存档备份，存于）
368. ↑  . 蘋果日報. 2015年9月14日  [2015年9月14日]. （原始内容存档于2015年9月16日）. （页面存档备份，存于）（粵語）
369. ↑  . 蘋果日報. 2015-12-09  [2015-12-22]. （原始内容存档于2015-12-23）. （页面存档备份，存于）（粵語）
370. ↑  鄭大康. . 蘋果日報. 2018-02-13  [2018-02-13]. （原始内容存档于2018-02-13）. （页面存档备份，存于）
371. ↑  . 蘋果日報. 2020-06-18  [2020-06-18]. （原始内容存档于2020-06-19）. （页面存档备份，存于）
372. ↑  . 蘋果日報. 2019-12-04  [2019-12-12]. （原始内容存档于2019-12-12）. （页面存档备份，存于）
373. ↑  . 立場新聞. 2019-12-04  [2019-12-12]. （原始内容存档于2019-12-05）. （页面存档备份，存于）
374. ↑  . news.mingpao.com.   [2020-03-28]. （原始内容存档于2020-03-26）. （页面存档备份，存于）
375. ↑  . 立場新聞. 2019-12-09  [2020-03-28]. （原始内容存档于2020-03-29）. （页面存档备份，存于）
376. ↑  . 中央通訊社. 2019-12-11  [2019-12-11]. （原始内容存档于2019-12-11）. （页面存档备份，存于）
377. ↑  黎恩灝. . 明報. 2019-12-24  [2020-03-28]. （原始内容存档于2020-03-26）. （页面存档备份，存于）
378. 1 2  張美華. . 香港01. 2019-12-27  [2019-12-27]. （原始内容存档于2019-12-27） （中文（香港））. （页面存档备份，存于）
379. 1 2  . 明報新聞網 - 即時新聞 instant news.   [2019-12-27]. （原始内容存档于2019-12-27） （中文（繁體））. （页面存档备份，存于）
380. 1 2  . 立場新聞 Stand News.   [2019-12-27]. （原始内容存档于2020-01-23） （英语）. （页面存档备份，存于）
381. ↑  . 立場新聞 Stand News.   [2019-12-27]. （原始内容存档于2020-01-22） （英语）. （页面存档备份，存于）
382. ↑  . news.rthk.hk.   [2019-12-27]. （原始内容存档于2019-12-27） （中文（臺灣））. （页面存档备份，存于）
383. ↑  . 立場新聞. 2020-03-27  [2020-03-28]. （原始内容存档于2020-04-22）. （页面存档备份，存于）
384. ↑  . 立場新聞. 2020-04-10  [2020-06-05]. （原始内容存档于2020-06-05）. （页面存档备份，存于）
385. ↑  . hk.on.cc. 2020-06-05  [2020-06-05]. （原始内容存档于2020-06-05）. （页面存档备份，存于）
386. ↑  . 香港電台. 2020-04-10  [2020-04-10]. （原始内容存档于2020-04-14）. （页面存档备份，存于）
387. ↑  鄭寶生. . 香港01. 2019-12-19  [2019-12-19]. （原始内容存档于2019-12-19） （中文（香港））. （页面存档备份，存于）
388. ↑  .   [2020-05-05]. （原始内容存档于2021-10-04）. （页面存档备份，存于）
389. ↑  . 蘋果日報 (香港). 2020-06-13  [2020-06-13]. （原始内容存档于2020-06-13）. （页面存档备份，存于）
390. ↑  . 立場新聞. 2020-06-12  [2020-06-13]. （原始内容存档于2020-06-12）. （页面存档备份，存于）
391. ↑  . 蘋果日報. 2020-06-16  [2020-06-17]. （原始内容存档于2020-06-17）. （页面存档备份，存于）
392. ↑  . 蘋果日報. 2020-12-24  [2020-12-25]. （原始内容存档于2020-12-23）. （页面存档备份，存于）
393. ↑  . 立場新聞. 2021-05-12  [2021-05-12]. （原始内容存档于2021-05-12）. （页面存档备份，存于）
394. ↑  . 立場新聞. 2021-05-12  [2021-05-12]. （原始内容存档于2021-05-25）. （页面存档备份，存于）
395. ↑  Wright, Peter. . Bantam Doubleday. 1988. ISBN 978-0440201328.
396. ↑  . Information Security & Privacy Law. 2019-12-04  [2021-02-10]. （原始内容存档于2021-02-14）. （页面存档备份，存于）
397. ↑  . The New York Times. 2019-07-26  [2021-02-10]. （原始内容存档于2019-07-26）. （页面存档备份，存于）
398. ↑  芝芝妹妹. . 香港01. 2019-12-11  [2019-12-18]. （原始内容存档于2019-12-18） （中文（香港））. （页面存档备份，存于）
399. ↑  . Apple Daily 蘋果日報.   [2019-12-18]. （原始内容存档于2019-12-18）. （页面存档备份，存于）
400. ↑  BBC. . 2019-08-17  [2019-12-22]. （原始内容存档于2020-02-21） （英国英语）. （页面存档备份，存于）
401. ↑  . www.cna.com.tw.   [2019-12-22]. （原始内容存档于2019-09-27） （中文（臺灣））. （页面存档备份，存于）
402. ↑  . 立場新聞.   [2020-06-01]. （原始内容存档于2020-04-28） （中文（臺灣））. （页面存档备份，存于）
403. ↑  . 眾新聞.   [2020-06-01]. （原始内容存档于2020-06-01） （中文（臺灣））. （页面存档备份，存于）
404. ↑  . 蘋果日報. 2020-02-23  [2020-05-05]. （原始内容存档于2020-02-23）. （页面存档备份，存于）

### 來源
書籍期刊
- 王貽興. . 香港: 日閱堂. 2013年  [2014-10-06]. ISBN 9789888206933. （原始内容存档于2014-10-06）.
- 林忌. . 中國密報.   [2014-10-06]. （原始内容存档于2014-10-06）. 香港警察全面公安化，把八小時擠滿路的七一遊行說成高峰只有9.86萬人，而疏疏落落三小時清場的親共遊行，說成是高峰有11.06萬人。

## 外部連結
- . 香港01.
- 《香港警隊的法定權力及監管調查報告書：第LG2019/002號》（页面存档备份，存于）